# Bratislava
Bratislava (phát âm tiếng Slovak: [ˈbracislaʋa] ⓘ) là thủ đô của Slovakia, có dân số 450.000 người, nó là một trong những thủ đô nhỏ của châu Âu nhưng vẫn là thành phố lớn nhất quốc gia này. Vùng đô thị mở rộng của thành phố này là nơi ở của hơn 650.000 người. Bratislava nằm ở tây nam của Slovakia bên hai bờ sông Danube. Giáp giới với Áo và Hungary, nó là thủ đô duy nhất giáp hai quốc gia có chủ quyền.
Lịch sử của thành phố đã bị ảnh hưởng lớn từ những người đến từ nhiều nước và có tôn giáo khác nhau, bao gồm người Áo, người Croatia, người Do Thái, người Đức, người Hungary, người Séc, người Serbia và người Slovakia (theo bảng chữ cái). Thành phố này được sử dụng làm địa điểm đăng quang và trung tâm lập pháp của Vương quốc Hungary từ năm 1536 đến năm 1783, và là nơi ở của nhiều nhân vật lịch sử Đức, Hungary và Slovakia.
Bratislava là trung tâm chính trị, văn hóa, và kinh tế của Slovakia. Thành phố này là nơi đóng trụ sở của tổng thống Slovakia, Quốc hội, và chính phủ, và là nơi có nhiều trường đại học, viện bảo tàng, nhà hát và các cơ sở văn hóa, giáo dục, kinh tế quan trọng khác của quốc gia này. Nhiều thể chế kinh tế và kinh doanh của Slovakia có trụ sở ở Bratislava.
Thủ đô của Slovakia là thành phố đáng sống thứ 8 đối với người làm việc tự do, chủ yếu bởi vì mạng internet nhanh và thuế thấp. Năm 2017, Bratislava xếp thứ 3 trong bảng xếp hạng vùng giàu nhất của Liên minh Châu Âu theo GDP (PPP) trên đầu người (sau Hamburg và Thành phố Luxembourg). GDP theo sức mua tương đương lớn hơn khoảng ba lần các vùng khác ở Slovakia.

## Từ nguyên
Thành phố này có tên như hiện nay vào năm 1919. Trước đó nó chủ yếu được biết đến với tên tiếng Đức là Pressburg vì nó bị thống trị một thời gian dài bởi người Áo và những người nói tiếng Đức khác. Tên gọi thành phố trước 1919 trong tiếng Slovakia (Prešporok) và Séc (Prešpurk) bắt nguồn từ đó.
Tên tiếng Hungary của thành phố này là Pozsony, được đặt theo tên người cai quản lâu đài đầu tiên, "Poson". Nguồn gốc của tên này không rõ ràng: nó có thể đến từ tiếng Séc Pos hoặc tiếng Đức Poscho, là một tên người.
Khu dân cư Trung cổ Brezalauspurc (nghĩa đen là: lâu đài của Braslav) đôi khi được cho là Bratislava, nhưng vị trí thực của Brezalauspurc đang được tranh cãi. Tên hiện đại của thành phố này có được là do sự dịch sai của Pavel Jozef Šafárik khi dịch Braslav thành Bratislav trong phân tích của ông ấy từ những tài liệu Trung cổ, nó giúp ông tạo ra thuật ngữ Břetislaw, từ mà sau này trở thành Bratislav.
Trong cuộc cách mạng 1918–1919, tên 'Wilsonov' hoặc 'Wilsonstadt' (đặt theo tổng thống Woodrow Wilson) được đưa ra bởi người Slovakia gốc Mỹ, vì ông ấy ủng hộ sự tự quyết định của quốc gia. Bratislava, tên mà chỉ được sử dụng bởi những người Slovakia yêu nước, trở thành tên chính thức vào tháng 3 năm 1919.
Một số tên gọi trong quá khứ của thành phố bao gồm tiếng Hy Lạp: Ιστρόπολις Istropolis (nghĩa là Thành phố "Danube", còn được sử dụng trong tiếng Latinh), tiếng Séc: Prešpurk, tiếng Pháp: Presbourg, tiếng Ý: Presburgo, tiếng Latinh: Posonium, tiếng Romania: Pojon và tiếng Serbia-Croatia: Požun / Пожун.
Trong các tài liệu cổ hơn, sự nhầm lẫn có thể được gây ra bởi dạng tiếng Latinh Bratislavia, Wratislavia v.v., nó đề cập tới Wrocław, Ba Lan, không phải Bratislava.

## Lịch sử
Đế quốc Moravia Vĩ đại 833 - 907 

 Công quốc Hungary 907 – 1000

 Vương quốc Hungary 1000–1526

 Đế quốc Hungary (vương thổ của Quân chủ Habsburg) 1526–1804

 Đế quốc Áo 1804–1867

 Đế quốc Áo-Hung 1867–1918

 Tiệp Khắc 1919–1939

 Cộng hòa Slovakia Đầu tiên 1939–1945

 Tiệp Khắc 1945–1992

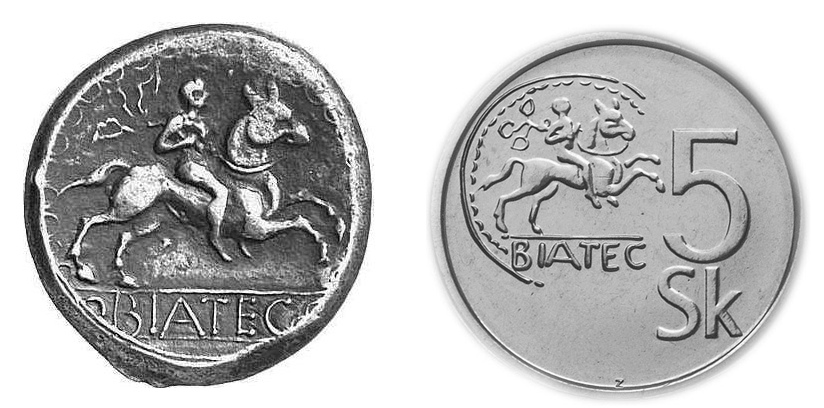
Một Biatec ban đầu và bản sao của nó trên đồng xu 5-koruna cũ

Sự định cư lâu dài được biết đến đầu tiên tại vùng này bắt đầu với Văn hóa Đồ gốm Thẳng, khoảng năm 5000 TCN tại thời đại đồ đá mới. Khoảng năm 200 TCN, bộ lạc Boii người Celt thành lập khu định cư lớn đầu tiên, một thị trấn có lũy bao quanh được gọi là là một oppidum. Họ còn tạo ra sở đúc tiền, tạo ra xu bạc được gọi là biatec.

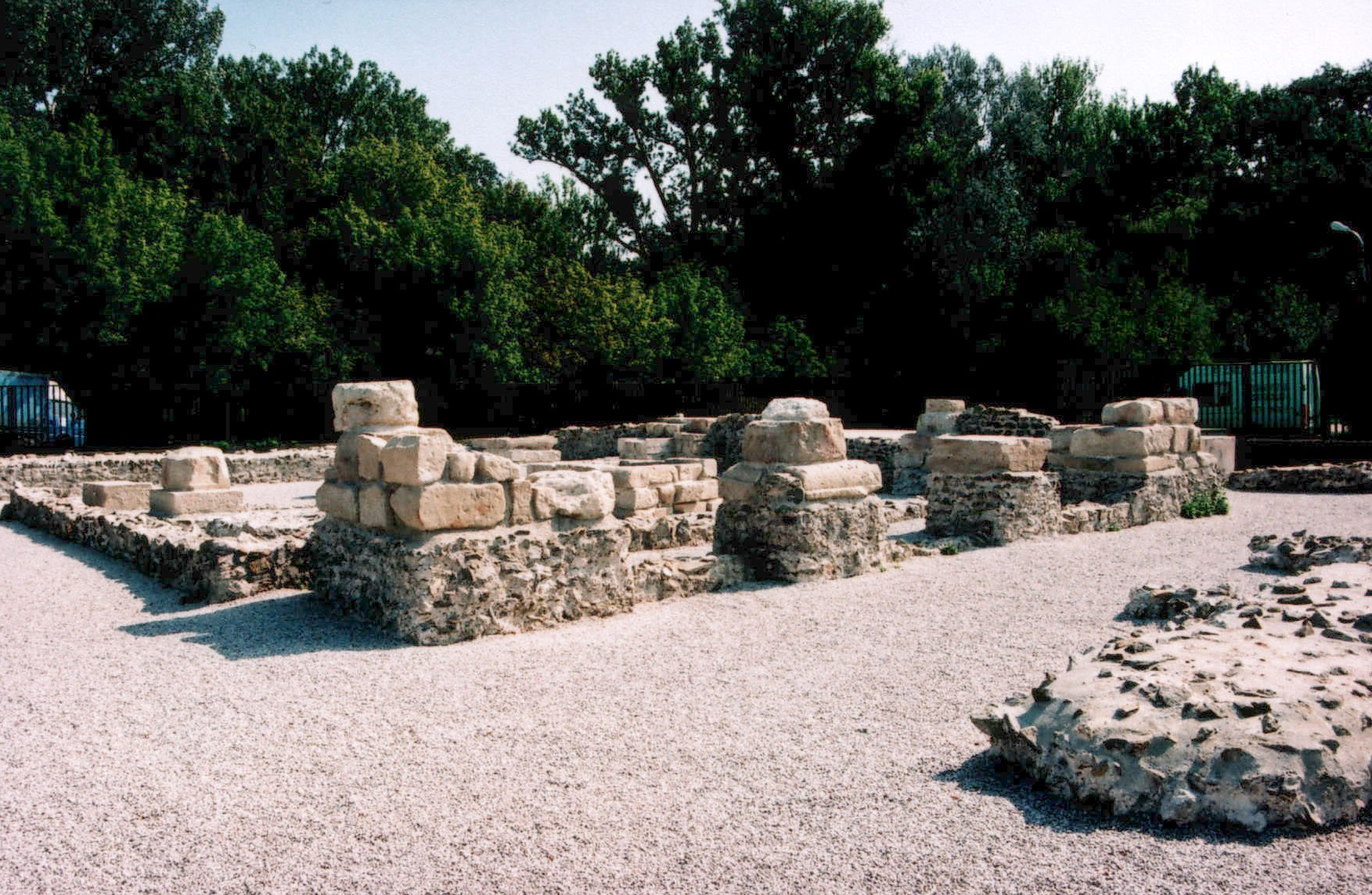
Gerulata

Vùng này chịu ảnh hưởng của La Mã từ thế kỷ 1 đến thế kỷ 4 SCN và được gộp thành một phần của phòng tuyến biên giới Danubia. Người La Mã giới thiệu cách trồng nho cho vùng này và bắt đầu một truyền thống làm rượu vang, thứ mà vẫn tồn tại đến ngày nay.
Người Slav đến từ phía Đông giữa thế kỷ 5 và 6 trong Giai đoạn Di cư. Để phản ứng lại sự tấn công dữ dội bởi Người Avar Pannonia, tộc Slav địa phương nổi dậy và tạo ra Đế quốc Samo (623–658), thực thể chính trị đầu tiên được biết đến của người Slav. Trong thế kỷ thứ 9, các lâu đài (Brezalauspurc) và Devín (Dowina) tại Bratislava là các trung tâm quan trọng của quốc gia Slav này: Lãnh đại Nitra và Moravia Vĩ đại. Các học giả đã tranh cãi trong việc xác định các pháo đài của hai lâu đài này được xây tại Moravia Vĩ đại, dựa trên những lý lẽ về ngôn ngữ bởi vì thiếu bằng chứng khảo cổ học thuyết phục.
Tài liệu chữ viết đầu tiên đề cập đến khu dân cư có tên là "Brezalauspurc" có niên đại từ năm 907 và liên quan đến Trận Pressburg, khi đó quân Bavaria bị đánh bại bởi người Hungary. Nó có liên kết với sự thất thủ của Moravia Vĩ đại, nước mà đã bị suy yếu từ bên trong trước đó và dưới sự tấn công của người Hungary. Vị trí chính xác của trận chiến vẫn chưa được biết rõ, và một số phân tích đặt vị trí này phía tây Hồ Balaton.

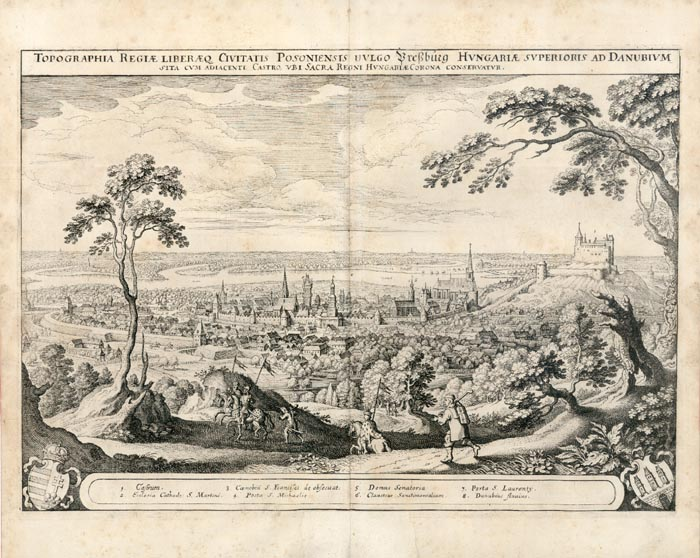
Pressburg vào thế kỷ 17

Trong thế kỷ thứ 10, lãnh thổ của Pressburg (nơi sau này trở thành hạt Pozsony) trở thành một phần của Hungary (gọi là "Vương quốc Hungary" từ năm 1000). Nó phát triển thành một trung tâm kinh tế và quản lý chính tại vùng biên của quốc gia này. Vị trí chiến lược này khiến thành phố này trở thành vị trí thường xuyên xảy ra chiến tranh, nhưng cũng đem lại sự phát triển kinh tế và trạng thái chính trí cao của nó. Nó được trao "đặc quyền thị trấn" năm 1291 bởi Vua Andrew III của Hungary, và được công nhận là thị trấn hoàng gia tự do năm 1405 bởi Vua Sigismund. Năm 1436 ông ấy ủy quyền thị trấn sử dụng ấn chương của riêng nó.
Vương quốc Hungary bị đánh bại bởi Đế quốc Ottoman trong Trận Mohács năm 1526. Người Thổ Nhĩ Kỳ bao vây và phá hủy Pressburg, nhưng không chiếm được nó. Do người Ottoman chiếm sang lãnh thổ của Hungary, thành phố này được thiết kế trở thành thủ đô mới của Hungary năm 1536, trở thành một phần của quân chủ Habsburg của Áo và đánh dấu sự khởi đầu một thời kỳ mới. Thành phố trở thành nơi đăng quang và trụ sở của vua, 
tổng giám mục (1543), tầng lớp quý tộc và tất cả các tổ chức và cơ quan lớn. Giữa năm 1536 và 1830, mười một vua và nữ hoàng Hungary lên ngôi tại Nhà thờ lớn Thánh Martin. Thế kỷ 17 được đánh dấu bằng những cuộc nổi dậy chống lại Habsburg, chiến tranh với người Thổ Nhĩ Kỳ, lũ lụt, bệnh dịch hạch và các thảm hoạ khác, làm giảm dân số.

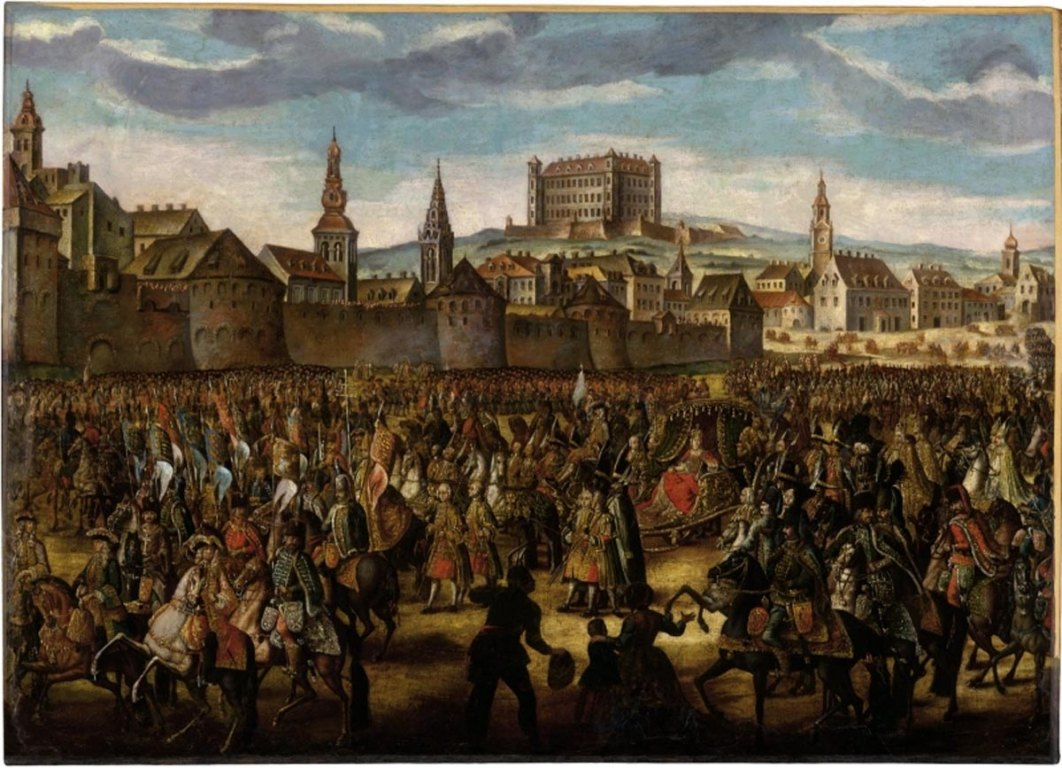
Lễ đăng quang của Maria Theresia năm 1741

Pressburg phát triển thịnh vượng trong thế kỷ 18 dưới thời Nữ hoàng Maria Theresia, trở thành thành phố lớn nhất và quan trọng nhất tại Hungary. Dân số tăng gấp ba lần, nhiều địa điểm mới, tu viện, biệt thự, và đường sá được xây dựng, và thành phố trở thành trung tâm của đời sống văn hóa và xã hội của vùng. Wolfgang Amadeus Mozart có một buổi hòa nhạc năm 1762 tại Cung điện Pálffy. Joseph Haydn biểu diễn năm 1784 tại cung điện Grassalkovich. Ludwig van Beethoven là một khách mời năm 1796 tại Cung điện Keglević.
Thành phố này bắt đầu mất đi tầm quan trọng của nó dưới thời con của Maria Theresia, Joseph II, đặc biệt sau khi Vương miện Thần thánh bị lấy sang Viên năm 1783 để cố gắng làm mạnh hơn liên minh giữa Áo và Hungary. Nhiều cơ quan trung tâm sau đó chuyển đến Buda, theo sau bởi một phần lớn quý tôc. Tờ báo đầu tiên bằng tiếng Hungary và tiếng Slovakia được xuất bản tại đây: Magyar hírmondó năm 1780, và Presspurske Nowiny năm 1783. Vào thế kỷ 18, thành phố trở thành một trung tâm Phong trào Quốc gia Slovakia.

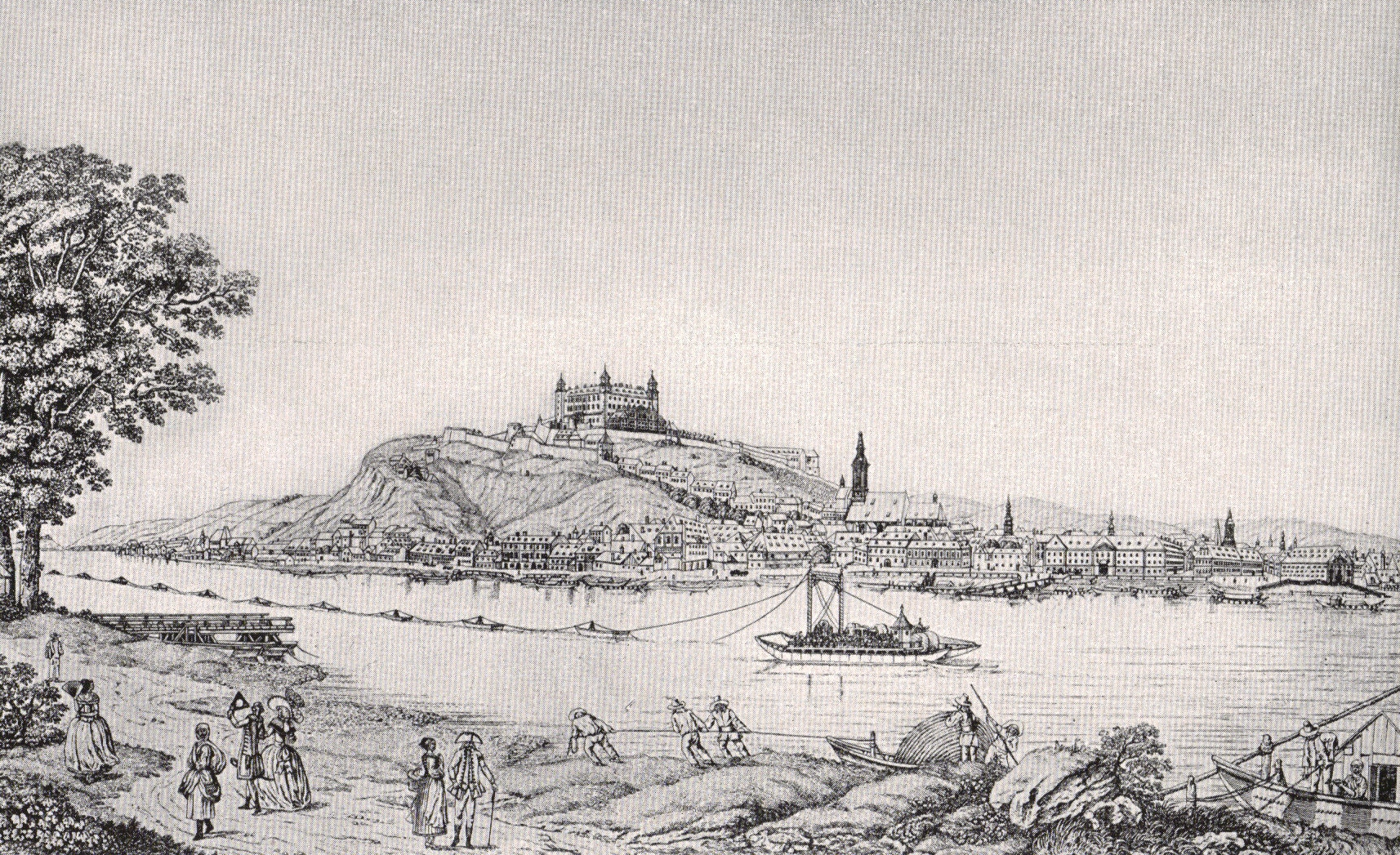
Pressburg trong một bức tranh năm 1787

Lịch sử thế kỷ 19 của thành phố này gắn liền với các sự kiện quan trọng của châu Âu. Hòa ước Pressburg giữa Áo và Pháp được ký tại đây năm 1805. Lâu đài Theben bị phá hủy bởi đội quân người Pháp của Napoleon trong cuộc xâm lược năm 1809. Năm 1825 Hội Học tập Quốc gia Hungary (hiện nay là Viện hàn lâm Khoa học Hungary) được thành lập tại Pressburg bằng cách sử dụng tiền quyên góp của István Széchenyi. Năm 1843 tiếng Hungary được công bố là ngôn ngữ chính thức trong luật pháp, quản lý công cộng và giáo dục theo nghị viện thành phố.
Để phản ứng lại cuộc cách mạng năm 1848, Ferdinand V ký luật Tháng tư, nó bao gồm sự bãi bỏ của nông nô, tại Cung điện Tổng giám mục. Thành phố chọn phe cách mạng Hungary, nhưng bị chiếm bởi Áo vào tháng 12 năm 1848.
Công nghiệp phát triển nhanh trong thế kỷ 19. Đường tàu ngựa kéo đầu tiên tại Vương quốc Hungary, từ Pressburg đến Szentgyörgy Svätý Jur, được xây dựng năm 1840. Một đường tàu mới tới Viên sử dụng đầu máy xe lửa hơi nước được mở cửa năm 1848, và một đường tới Pest năm 1850. Nhiều viện nghiên cứu mới về công nghiệp, tài chính và các lĩnh vực khác được thành lập, ngân hàng đầu tiên tại Slovakia hiện nay được thành lập năm 1842. Cầu cố định đầu tiên bắc qua sông Danube, Starý most, được xây năm 1891.

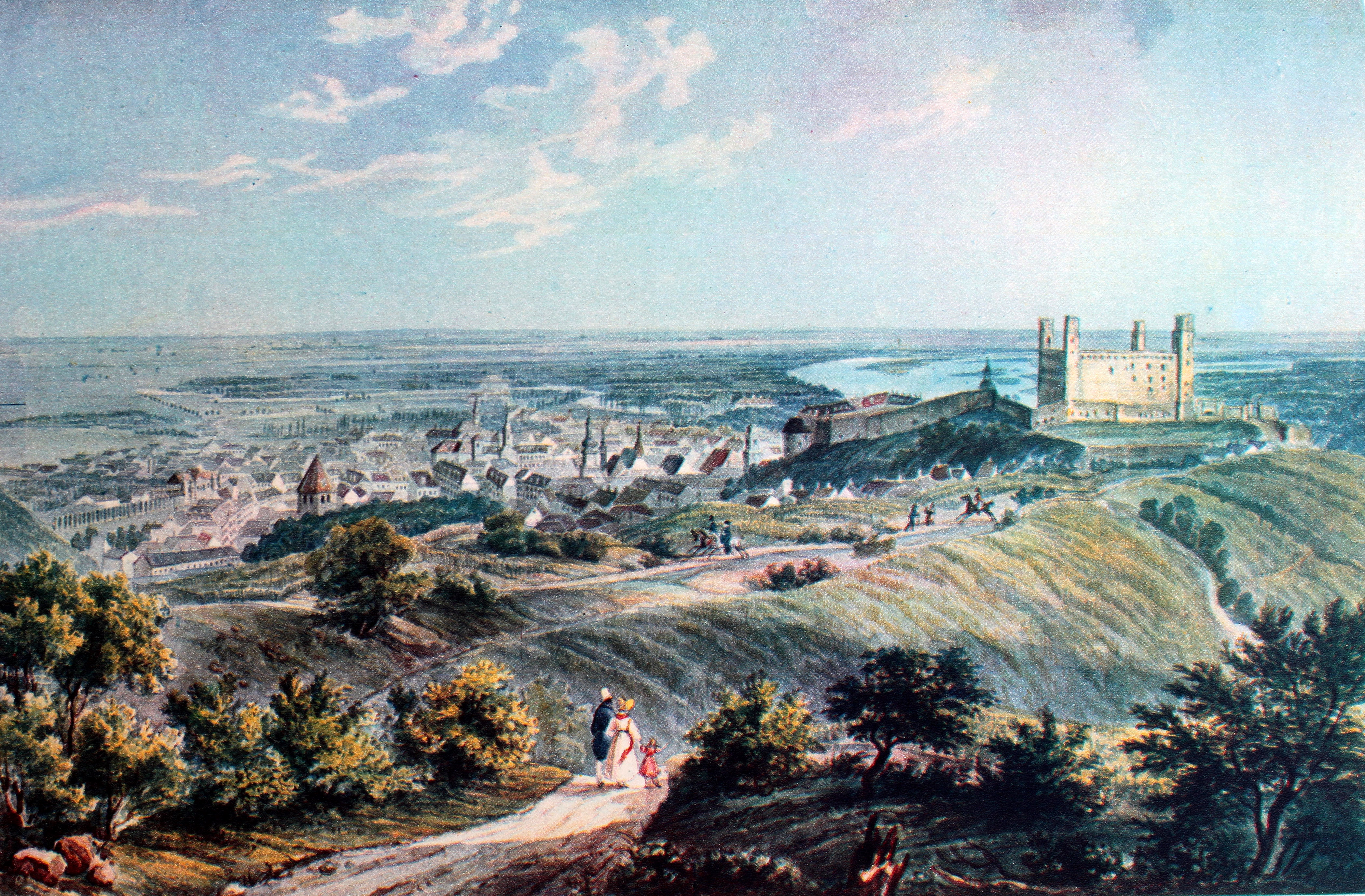
Pressburg thế kỷ 19

Trước Chiến tranh Thế giới thứ I, thành phố này có dân số 42% là người Đức, 41% người Hungary và 15% Slovakia (cuộc điều tra dân số 1910). Sau Chiến tranh Thế giới thứ I và sự hình thành của Tiệp Khắc vào ngày 28 tháng 10 năm 1918, thành phố này bị sáp nhập vào một bang mới mặc cho sự phản đối của nghị viện thành phố. Dân cư Hungary và Đức chiếm phần lớn ở đây cố gắn ngăn chặn sự sáp nhập của thành phố này vào Tiệp Khắc và tuyên bố nó là một thành phố tự do. Tuy nhiên, Quân đoàn Tiệp Khắc chiếm được thành phố vào ngày 1 tháng 1 năm 1919, và biến nó thành một phần của Tiệp Khắc. Thành phố trở thành trụ sở của các cơ quan và tổ chức chính phủ Slovakia và trở thành thủ đô của Slovakia vào ngày 4 tháng 2. Vào ngày 12 tháng 2 năm 1919 cư dân Đức và Hungary bắt đầu biểu tình chống làm sự chiếm đóng của Tiệp Khắc, nhưng Quân đoàn Tiệp Khắc nổ súng vào những người biểu tình không có vũ trang.
Vào ngày 27 tháng 3 năm 1919, tên Bratislava được sử dụng chính thức lần đầu. Bị bỏ lại không có sự bảo vệ nào sau sự rút lui của quân đội Hungary, nhiều người Hungary bị trục xuất hoặc bỏ trốn. Người Séc và Slovakia chuyển nhà đến Bratislava. Giáo dục bằng tiếng Hungary và Đức giảm hẳn tại thành phố này. Theo cuộc điều tra dân số Tiệp Khắc năm 1930, dân số Hungary tại Bratislava giảm xuống còn 15,8% (xem Nhân khẩu học Bratislava để biết thêm chi tiết).
Năm 1938, Đức Quốc Xã sáp nhập quốc gia nằm cạnh là Áo vào Anschluss; sau đó cũng vào năm đó nó sáp nhập cả các thị xã mà lúc đó còn tách biệt khỏi Bratislava là Petržalka và Devín dựa trên yếu tố dân tộc, vì nhưng nơi này có rất nhiều người gốc Đức. Bratislava được tuyên bố là thủ đô của Cộng hòa Slovakia đầu tiên vào ngày 14 tháng 3 năm 1939, nhưng bang mới này nhanh chóng chịu ảnh hưởng bởi Quốc Xã. Năm 1941–1942 và 1944–1945, Chính phủ Slovakia phối hợp trục xuất khoảng 15.000 người Do Thái khỏi Bratislava; họ bị chuyển đến những trại tập trung, nơi hầu hết bị giết hoặc chết trước khi cuộc chiến kết thúc.

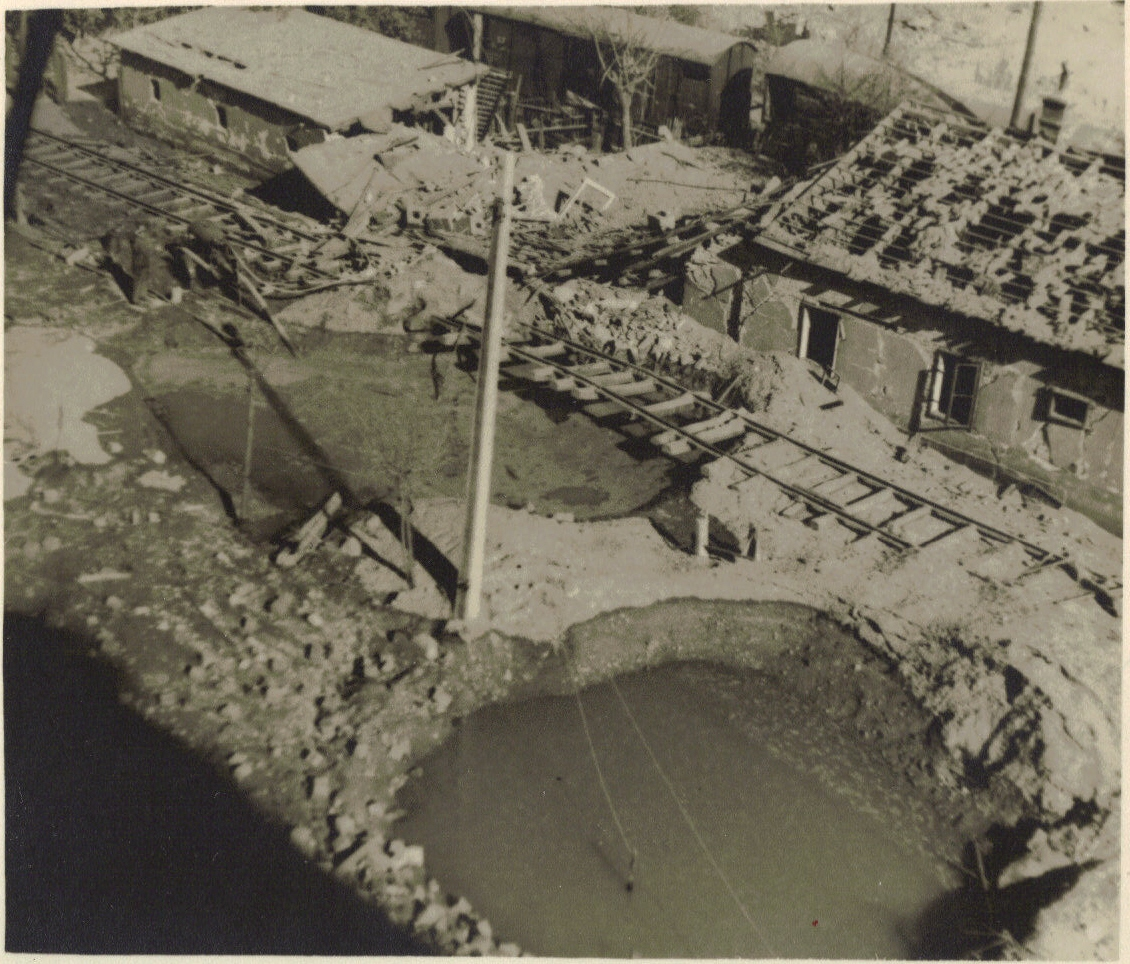
Sự tàn phá của Khối Đồng Minh tại nhà máy công nghiệp công ty Apollo tại Bratislava, tháng 9 năm 1944, Thế chiến thứ II

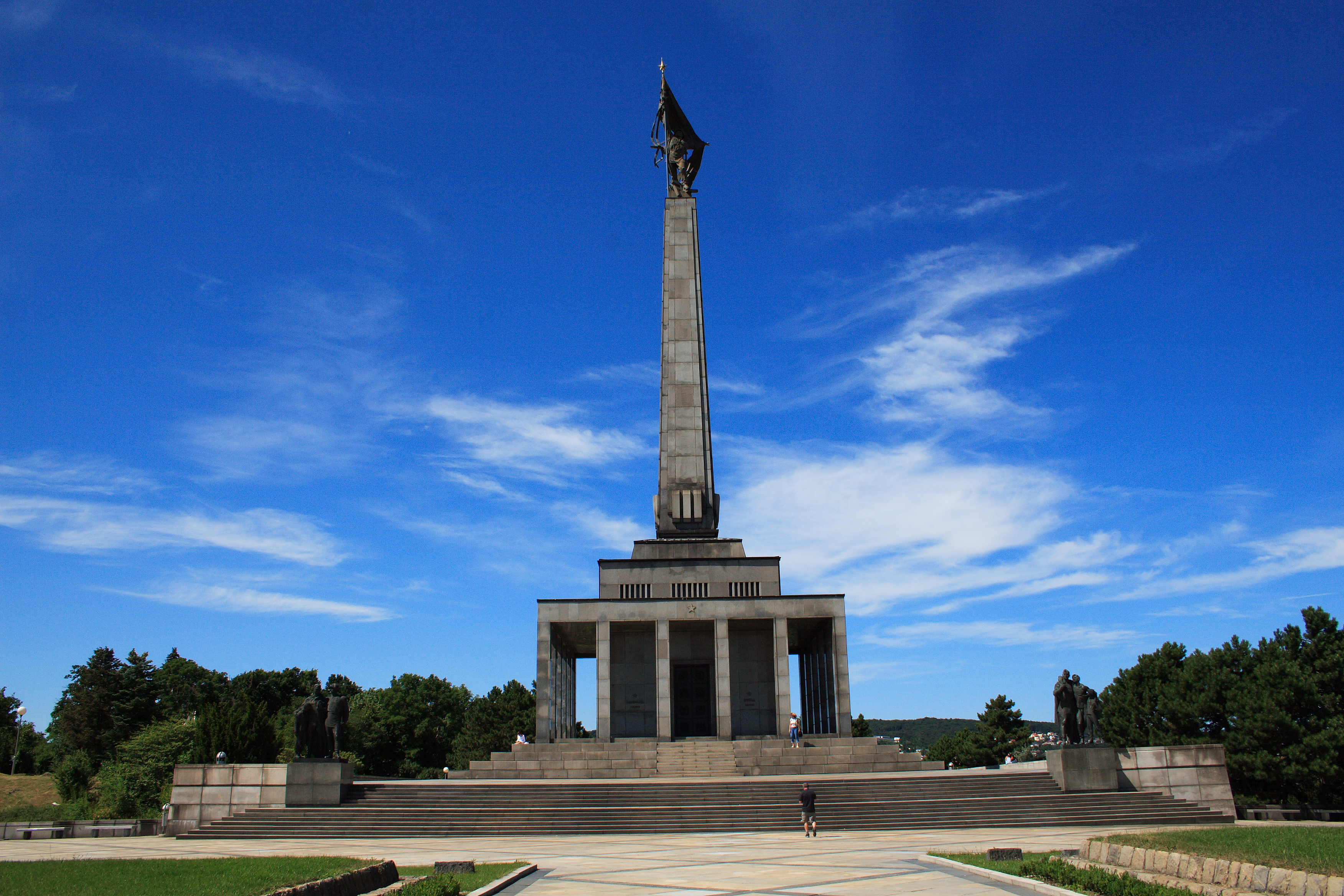
Đài tưởng niệm chiến tranh Slavín tưởng nhớ Hồng quân Liên Xô giải phóng Slovakia trong Chiến tranh thế giới thứ hai

Bratislava bị ném bom bởi Khối Đồng Minh, bị chiếm đóng bởi quân đội Đức năm 1944, và cuối cùng bị chiếm bởi quân Phương diện quân Thảo nguyên của Liên Xô vào ngày 4 tháng 4 năm 1945. Vào cuối Thế chiến thứ II, hầu hết người dân tộc Đức tại Bratislava được giúp di cư bởi những nhà cầm quyền người Đức. Một số người trở lại sau trận chiến, nhưng nhanh chóng bị trục xuất không được mang theo tài sản dưới sắc lệnh Beneš, là một phần của chiến dịch trục xuất người Đức khỏi Đông Âu có tính lan tỏa.
Sau khi Đảng Cộng sản giành được quyền tại Tiệp Khắc vào tháng 2 năm 1948, thành phố này trở thành một phần của Khối phía Đông. Thành phố sáp nhậtp những vùng đất mới, và dân số tăng đáng kể, trở thành 90% người Slovakia. Phần lớn các khu định cư bao gồm nhà nhà tấm được đúc sẵn cao tầng, như là ở khu Petržalka, được xây dựng. Chính phủ cộng sản cũng xây một số công trình lớn, như là cầu Most Slovenského národného povstania và trụ sở Đài phát thanh Slovakia.
Năm 1968, sau sự cố gắng không thành công của Tiệp Khắc để giải phóng khỏi chế độ Cộng sản, thành phố bị chiếm bởi quân của Khối Warszawa. Không lâu sau, nó trở thành thủ đô của Cộng hòa Xã hội chủ nghĩa Slovakia, một trong hai quốc gia được giải phóng của Tiệp Khắc.
Sự bất đồng của Bratislava báo trước sự sụp đổ của Cộng sản với cuộc biểu tình nến tại Bratislava năm 1988, và thành phố trở thành một trong những trung tâm đi đầu về Cách mạng Nhung chống Cộng năm 1989.
Năm 1993, thành phố này trở thành thủ đô của nước Cộng hòa Slovakia mới lập sau Sự chia cắt Tiệp Khắc. Trong những năm 1990 và đầu thế kỷ 21, nền kinh tế của nó phát triển mạnh nhờ có đầu tư từ nước ngoài. Thành phố này cũng tổ chức một số sự kiện chính trị và văn hóa quan trọng.

## Địa lý

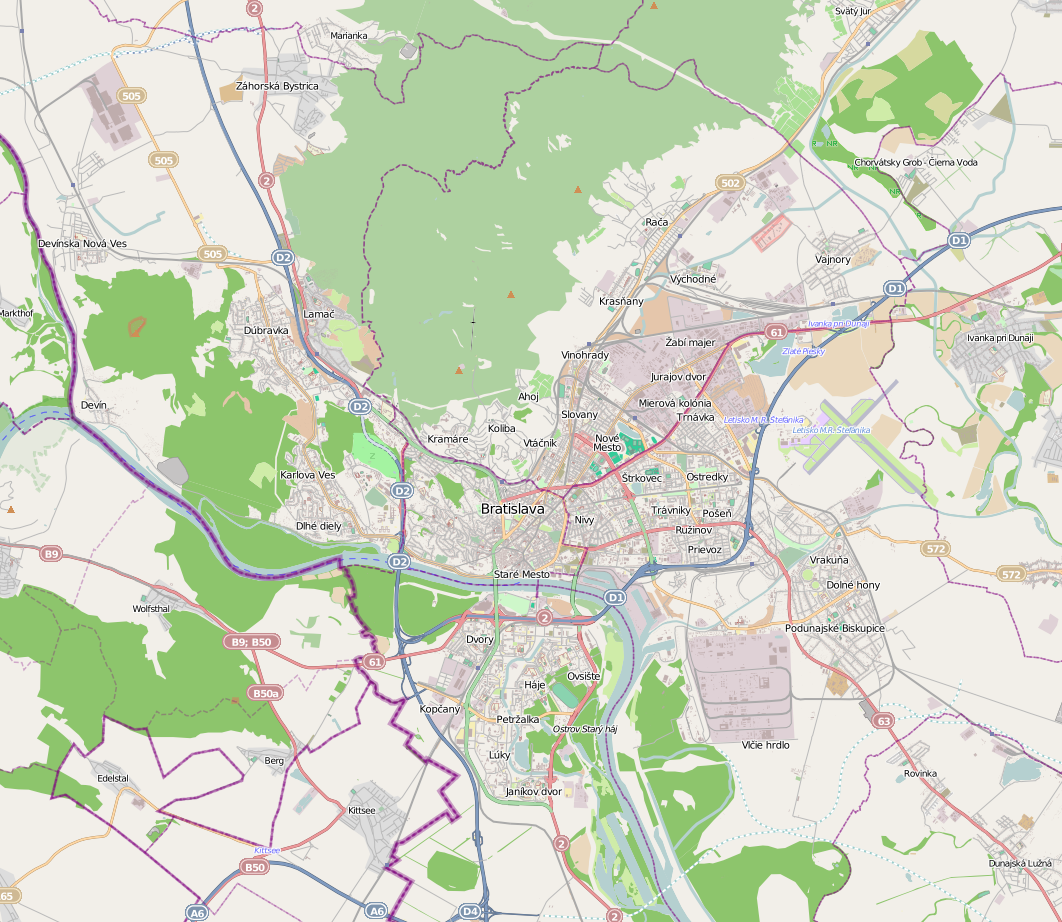
Bản đồ Bratislava

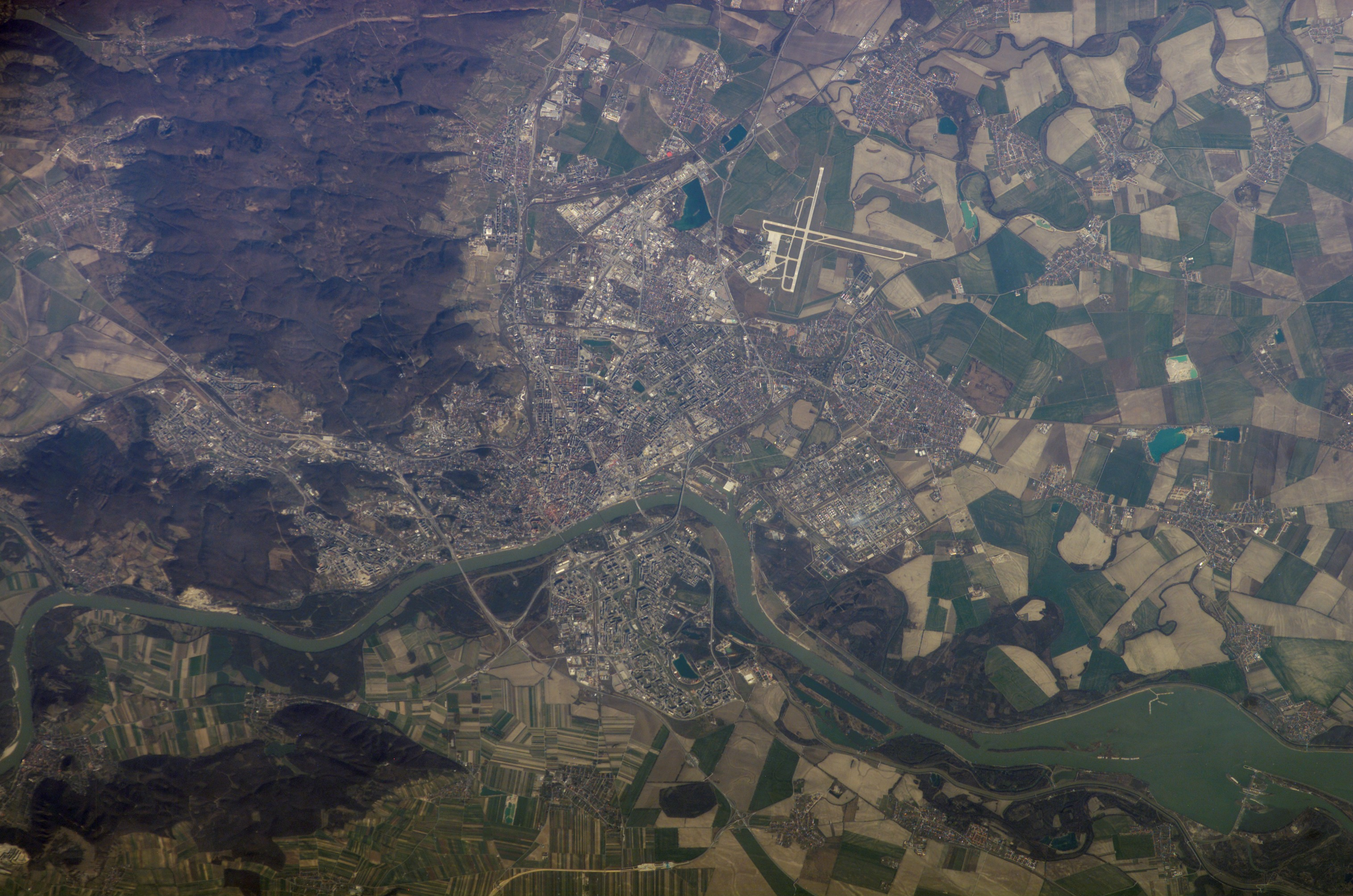
Bratislava nhìn từ trên không

Bratislava nằm ở tây nam Slovakia, trong vùng Bratislava. Vị trí của nó nằm ở biên giới với Áo và Hungary khiến nó là thủ đô duy nhất tiếp giáp hai quốc gia. Nó chỉ 62 kilômét (38,5 mi) từ biên giới với Cộng hòa Séc và chỉ 60 kilômét (37,3 mi) từ thủ đô Viên của Áo.
Thành phố này có diện tích tổng cộng 367,58 kilômét vuông (141,9 dặm vuông Anh), giúp nó trở thành thành phố lớn thứ hai theo diện tích tại Slovakia (sau thị trấn Vysoké Tatry). Bratislava nằm trên sông Danube, nơi nó đã phát triển quanh hàng thế kỷ và là đường vận chuyển chính đến các khu vực khác. Con sông chảy qua thành phố từ phía đông nam. Lưu vực Trung Danube bắt đầu từ Cổng Devín ở tây Bratislava. Các sông khác là sông Morava, hình thành từ biên giới phía tây bắc của thành phố và chảy vào Danube tại Devín, sông Tiểu Danube, và Vydrica, chảy vào Danube tại thị xã Karlova Ves.
Dãy núi Karpat bắt đồng từ địa phận thành phố với núi Tiểu Karpat (Malé Karpaty). Vùng đất thấp Záhorie và Danubia trải dài đến Bratislava. Vị trí thấp nhất của thành phố là tại mặt sông Danube tại 126 mét (413 ft) trên mực nước biển trung bình, và vị trí cao nhất là Devínska Kobyla tại 514 mét (1.686 ft). Độ cao trung bình là 140 mét (460 ft).

### Khí hậu
Bratislava nằm ở vùng bắc ôn đới và có khí hậu lục địa ôn hòa
Gần đây, sự chuyển đổi từ mùa đông sang mùa hè trở nên nhanh hơn, với mùa thu và mùa xuân ngắn. Tuyết xuất hiện ít thường xuyên hơn trước. Nhiệt độ kỷ lục (1981–2013) – cao kỷ lục: 39,4 °C (102,9 °F), thấp kỷ lục: −24,6 °C (−12,3 °F). Tại một số khu vực, đặc biệt là Devín và Devínska Nová Ves, dễ bị ảnh hưởng bởi lũ lụt từ sông Danube và Morava. Hệ thống chống lũ mới đã được xây dựng tại cả hai bờ.
| Dữ liệu khí hậu của Bratislava (1981–2010) | Dữ liệu khí hậu của Bratislava (1981–2010) | Dữ liệu khí hậu của Bratislava (1981–2010) | Dữ liệu khí hậu của Bratislava (1981–2010) | Dữ liệu khí hậu của Bratislava (1981–2010) | Dữ liệu khí hậu của Bratislava (1981–2010) | Dữ liệu khí hậu của Bratislava (1981–2010) | Dữ liệu khí hậu của Bratislava (1981–2010) | Dữ liệu khí hậu của Bratislava (1981–2010) | Dữ liệu khí hậu của Bratislava (1981–2010) | Dữ liệu khí hậu của Bratislava (1981–2010) | Dữ liệu khí hậu của Bratislava (1981–2010) | Dữ liệu khí hậu của Bratislava (1981–2010) | Dữ liệu khí hậu của Bratislava (1981–2010) |
| Tháng                                      | 1                                          | 2                                          | 3                                          | 4                                          | 5                                          | 6                                          | 7                                          | 8                                          | 9                                          | 10                                         | 11                                         | 12                                         | Năm                                        |
| ------------------------------------------ | ------------------------------------------ | ------------------------------------------ | ------------------------------------------ | ------------------------------------------ | ------------------------------------------ | ------------------------------------------ | ------------------------------------------ | ------------------------------------------ | ------------------------------------------ | ------------------------------------------ | ------------------------------------------ | ------------------------------------------ | ------------------------------------------ |
| Lượng Giáng thủy trung bình mm (inches)    | 39 (1.5)                                   | 37 (1.5)                                   | 38 (1.5)                                   | 34 (1.3)                                   | 55 (2.2)                                   | 57 (2.2)                                   | 53 (2.1)                                   | 59 (2.3)                                   | 55 (2.2)                                   | 38 (1.5)                                   | 54 (2.1)                                   | 46 (1.8)                                   | 565 (22.2)                                 |
| Độ ẩm tương đối trung bình (%)             | 83                                         | 78                                         | 71                                         | 64                                         | 67                                         | 66                                         | 64                                         | 65                                         | 73                                         | 78                                         | 83                                         | 85                                         | 73                                         |
| Nguồn 1:                                   |                                            |                                            |                                            |                                            |                                            |                                            |                                            |                                            |                                            |                                            |                                            |                                            |                                            |
| Nguồn 2:                                   |                                            |                                            |                                            |                                            |                                            |                                            |                                            |                                            |                                            |                                            |                                            |                                            |                                            |

## Cảnh quan và kiến trúc
Cảnh quan thành phố Bratislava đặc trưng bởi các tháp Trung cổ và các tòa nhà thế kỷ 20 to lớn, nhưng nó đã trải qua những thay đổi rõ rệt trong cuộc bùng nổ xây dựng đầu thế kỷ 21.
Hầu hết các tòa nhà lịch sử tập trung tại Phố cổ. Tòa thị chính Bratislava là một quần thể ba tòa nhà được xây dựng vào thế kỷ 14–15 và bây giờ được dùng làm Bảo tàng Thành phố Bratislava. Cổng Michael là cổng duy nhất được bảo tồn từ lũy Trung cổ, và nó là một trong những tòa nhà cổ nhất thành phố; ngôi nhà hẹp nhất châu Âu cũng gần đây. Tòa nhà Thư viện Đại học, được xây vào năm 1756, được sử dụng bởi Nghị viện của Vương quốc Hungary từ năm 1802 đến năm 1848. Hầu hết luật pháp chính của Thời đại Cải cách Hungary (như là việc hủy bỏ nông nô và thành lập Học viện Khoa học Hungary) được ban hành ở đây.
Trung tâm lịch sử được đặc trưng bởi nhiều lâu đài baroque. Cung điện Grassalkovich, được xây khoảng năm 1760, bây giờ là chỗ ở của tổng thống Slovakia, và chính phủ Slovakia bây giờ nằm ở nơi trước đây là Cung điện Archiepiscopal. Năm 1805, Các nhà ngoai giao của hoàng đế Napoleon và Francis II ký Hòa bình của Pressburg lần thứ tư tại cung điện Tổng giám mục, sau chiến thắng của Napoleon trong trận Austerlitz. Một số ngôi nhà nhỏ hơn cũng có giá trị lịch sử; nhà soạn nhạc Johann Nepomuk Hummel được sinh ra tại một ngôi nhà thế kỷ 18 tại Phố cổ.
Các nhà thờ lớn và nhà thờ nổi bật bao gồm Nhà thờ lớn Thánh Martin theo kiến trúc Gothic được xây từ thế kỷ 13 đến thế kỷ 16, được dùng làm nhà thờ đăng quang của Vương quốc Hungary giữa năm 1563 và 1830. Nhà thờ Franciscan, có niên đại từ thế kỷ 13, đã và đang là nơi để tổ chức các nghi lễ hiệp sĩ và là tòa nhà tế lễ cổ nhất được bảo tồn tại thành phố này. Nhà thờ thánh Elizabeth, thường được biết đến với tên nhà thờ Xanh do màu sắc của nó, được xây dựng hoàn toàn theo phong cách ly khai Hungary. Bratislava có một nhà thờ Hồi giáo còn tồn tại, trong ba nhà thờ Hồi giáo lớn tồn tại trước holocaust.

### Lâu đài Bratislava
Một trong những công trình nổi bật nhất thành phố là Lâu đài Bratislava, nằm trên cao nguyên 85 mét (279 ft) phía trên sông Danube. Khu vực đồi có lâu đài đã được định cư từ giai đoạn chuyển đổi giữa thời kỳ đồ đá và thời kỳ đồ đồng và đã là acropolis của một thị trấn người Celt, một phần của phòng tuyến biên giới Romanus của La Mã, một khu dân cư lớn của người Slav có thành lũy, và là một trung tâm tôn giáo, quân sự và chính trị cho Moravia Vĩ đại. Đến tận thế kỷ 10 lâu đài đá mới được xây dựng, khi khu vực này là một phần của Vương quốc Hungary.
Lâu đài được chuyển đổi thành một pháo đài chống Hussite Gothic dưới quyền Sigismund của Luxemburg năm 1430, trở thành một lâu đài Phục Hưng năm 1562, và được xây lại năm 1649 theo phong cách baroque. Dưới thời của Maria Theresia của Áo, lâu đài trở thành một trụ sở hoàng gia có thanh thế. Năm 1811, lâu đài vô tình bị phá hủy bởi lửa và trở thành tàn tích cho tới những năm 1950, khi nó được xây lại chủ yếu theo phong cách Theresa trước đó.

### Lâu đài Devín
Lâu đài Devín bị phá hủy và gần dây được xây dược lại tại thị xã Devín, trên đỉnh tảng đá nơi sông Morava, con sông hình thành biên giới giữa Áo và Slovakia, chảy vào sông Danube. Nó là một trong những điểm khảo cổ học quan trọng nhất của Slovakia và có một bảo tàng về lịch sử của nó. Do vị trí chiến lược của nó, lâu đài Devín là một biên giới rất quan trọng của Moravia Vĩ Đại và quốc gia Hungary ban đầu. Nó bị phá hủy bởi quân của Napoleon năm 1809. Nó là một biểu tượng quan trọng của lịch sử Slovakia và người Slav.

### Rusovce
Biệt thự Rusovce, với vườn phong cảnh Anh của nó, tại thị xã Rusovce. Ngôi nhà ban đầu được xây vào thể kỷ thứ 17 và được chuyển thành một biệt thự theo kiểu kiến trúc Gothic Phục hưng của Anh năm 1841–1844. Thị xã này còn được biết đến với tàn tích trại quân đội La Mã Gerulata, một phần của phòng tuyến biên giới Romanus, một hệ thống bảo vệ biên giới. Gerulata được xây và xửa dụng giữa thế kỷ thứ 1 và thứ 4 SCN.

### Công viên và hồ
Vườn thú Bratislava nằm ở Mlynská dolina, gần trụ sở của Truyền hình Slovak. Vườn thú được thành lập vào năm 1960, hiện nay có 152 loài thú, bao gồm sư tử trắng và hổ trắng quý hiếm. Vườn bách thảo, thuộc về Đại học Comenius, có thể thấy tại bờ sông Danube và có hơn 120 loại thực vật có nguồn gốc trong và ngoài nước.
Thành phố có một số hồ tự nhiên và nhân tạo, hầu hết là để giải trí. Ví dụ bao gồm hồ Štrkovec ở Ružinov, Kuchajda ở Nové Mesto, Zlaté Piesky và các hồ Vajnory ở phía đông bắc, và hồ Rusovce ở phía nam, nơi phổ biến với người theo chủ nghĩa khỏa thân.

## Nhân khẩu
| Năm            | 1994    | 2004    | 2014    | 2024    |
| -------------- | ------- | ------- | ------- | ------- |
| Số lượng người | 450.776 | 425.155 | 419.678 | 479.389 |
| Sự khác biệt   |         | −5,68%  | −1,28%  | +14,22% |

| Năm            | 2023    | 2024    |
| -------------- | ------- | ------- |
| Số lượng người | 478.040 | 479.389 |
| Sự khác biệt   |         | +0,28%  |

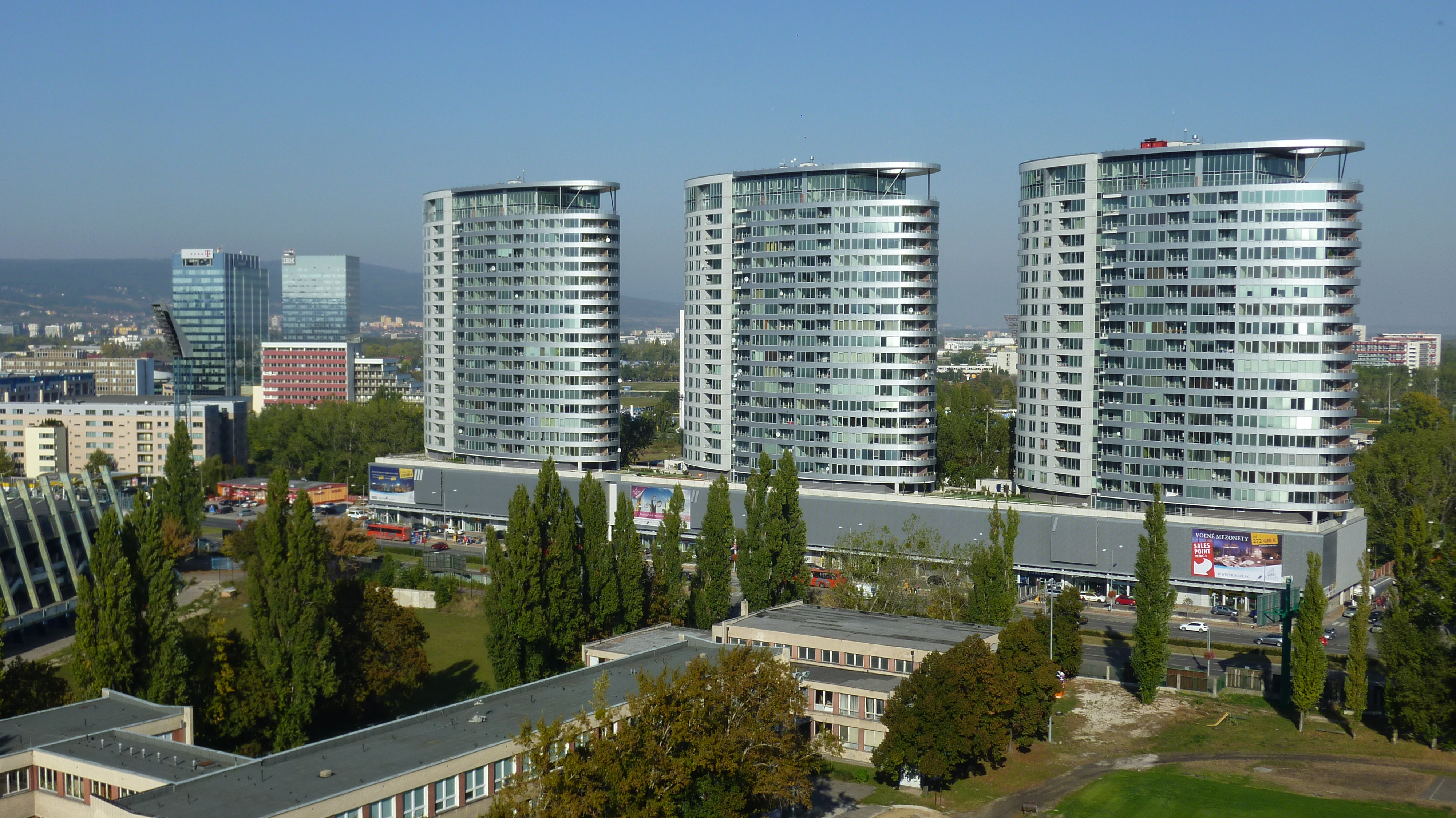
Nhà cao tầng tại Bratislava

| Kết quả cuộc điều tra dân số 2001 Cùng với Viên, Bratislava hình thành vùng trung tâm đô thị sinh đôi, với dân số khoảng 3,1 triệu người, hình thành một vùng đô thị phức hợp. |         |                |         |
| Quận | Dân số  | Nhóm dân tộc   | Dân số  |
| Bratislava I–V | 491.061 | Người Slovakia | 452.767 |
| Bratislava I | 44.798  | Người Hungaria | 11.541  |
| Bratislava II | 108.139 | Người Séc      | 7.972   |
| Bratislava III | 61.418  | Người Đức      | 1.200   |
| Bratislava IV | 93.058  | Người Moravia  | 635     |
| Bratislava V | 141.259 | Người Croatia  | 614     |

Từ khởi đầu của thành phố cho tới thế kỷ 19, người Đức là nhóm dân tộc chủ yếu. Tuy nhiên, sau Thỏa hiệp Áo-Hung 1867, Hungary hóa tích cực thay thế, vào cuối Chiến tranh Thế giới thứ nhất 40% dân số của Pressburg nói tiếng Hungaria cũng như tiến bản địa của họ, 42% người Đức, và 15% người Slovakia.
Sau sự hình thành của Cộng hòa Tiệp Khắc năm 1918, Bratislava vẫn là một thành phố đa sắc tộc, nhưng với một xu hướng nhân khẩu khác. Do sự Slovakia hóa, tỷ lệ người Slovakia và người Séc trong thành phố tăng lên, trong khi tỷ lệ người Đức và người Hungary giảm đi. Năm 1938, 59% dân số là người Slovakia hoặc người Séc, trong khi người Đức chiếm 22% và người Hungary chiếm 13% tổng dân số thàn phố. Việc tạo ra Cộng hòa Slovakia đầu tiên năm 1939 đem đến những thay đổi khác, nổi bật nhất là việc trục xuất nhiều người Séc và trục xuất người Do Thái trong Holocaust. Năm 1945, hầu hết người Đức bị chuyển đi. Sau sự phục hồi Tiệp Khắc, sắc lệnh Beneš (một phần bị hủy bỏ vào năm 1948) trừng phạt dân tộc thiểu số Đức và Hungary bằng cách trục xuất sang Đức, Áo, và Hungary vì được cho là cấu kết với Đức Quốc Xã và Hungary chống lại Tiệp Khắc.
Thành phố do đó có được đặc điểm Slovakia rõ rệt hơn. Hàng trăm công dân bị trục xuất trong sự đàn áp cộng sản những năm 1950, với mục đích thay thế những người "phản động" bằng giai cấp vô sản. Kể từ những năm 1950, người Slovakia đã là dân tộc chính trong thành phố, chiếm 90% dân số thành phố.

## Chính trị

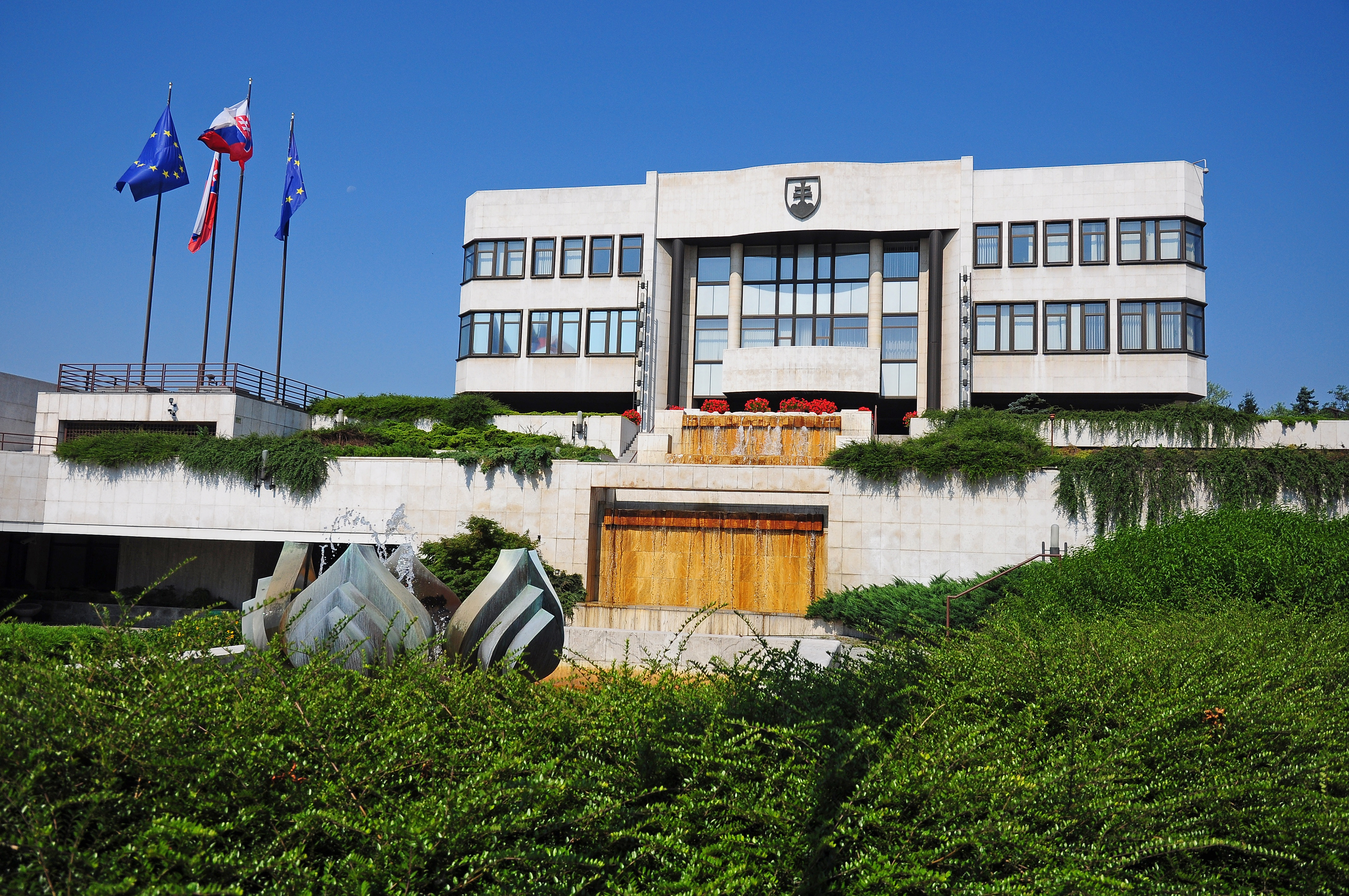
Tòa nhà Hội đồng Quốc gia Cộng hòa Slovakia

Bratislava là trụ sở của quốc hội Slovakia, chủ tịch, các bộ, tòa án tối cao (tiếng Slovak: Najvyšší súd), và ngân hàng trung tâm. Nó là trung tâm của vùng Bratislava và kể từ năm 2002, của Vùng tự quản. Thành phố thành cũng có nhiều đại sứ quán và lãnh sự quán nước ngoài.
Cấu trúc chính quyền địa phương hiện tại (Mestská samospráva) đã tồn tại như vậy từ năm 1990. Nó bao gồm một thị trưởng (primátor), a city board (Mestská rada), một hội đồng thành phố (Mestské zastupiteľstvo), phái vụ thành phố (Komisie mestského zastupiteľstva), và văn phòng của quan tòa (Magistrát).

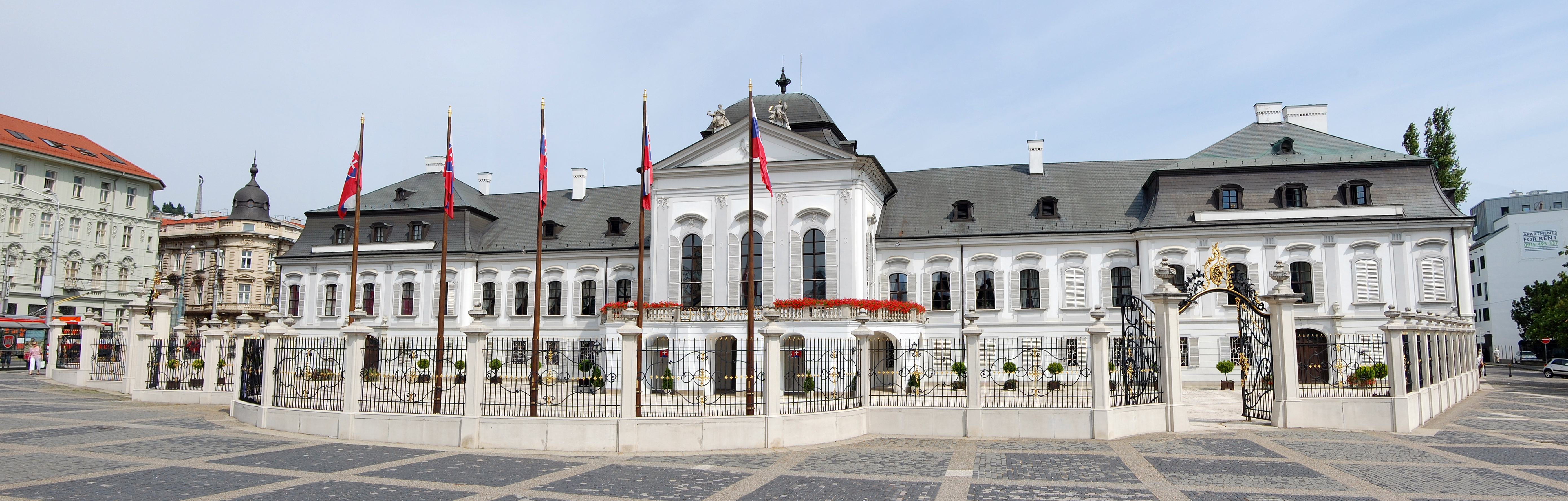
Cung điện Grassalkovich, trụ sở của tổng thống Slovakia

Thị trưởng, có trụ sở tại Cung điện của Tổng giám mục, là viên chức điều hành đứng đầu của thành phố và được bầu với nhiệm kỳ bốn năm. Thị trưởng hiện tại của Bratislava là Ivo Nesrovnal, người thắng cuộc bầu cử được tổ chức vào ngày 15 tháng 11 năm 2014 với tư cách là một ứng cử viên độc lập. Hội đồng thành phố là cơ quan lập pháp của thành phố, chịu trách nhiệm về những vấn đề như ngôn sách, quy tắc địa phương, quy hoạch thành phố, bảo dưỡng đường sá, giáo dục, và văn hóa. Hội đồng thường họp một lần mỗi tháng và bao gồm 45 thành viên được bầu cử cùng nhiệm kỳ với thị trưởng hiện tại. Nhiều chức năng hành chính của hội đồng được thực hiện bởi phái vụ thành phố theo sự chỉ đạo của hội đồng. Uỷ ban thành phố là một cơ quan 28 thành viên bao gồm thị trưởng và những người đại diện của ông ấy, thị trưởng xã, và lên đến mười thành viên hội đồng. Uỷ ban là một cơ quan hành chính và giám sát của hội đồng thành phố và cũng có chức năng cố vấn cho thị trưởng.

## Kinh tế

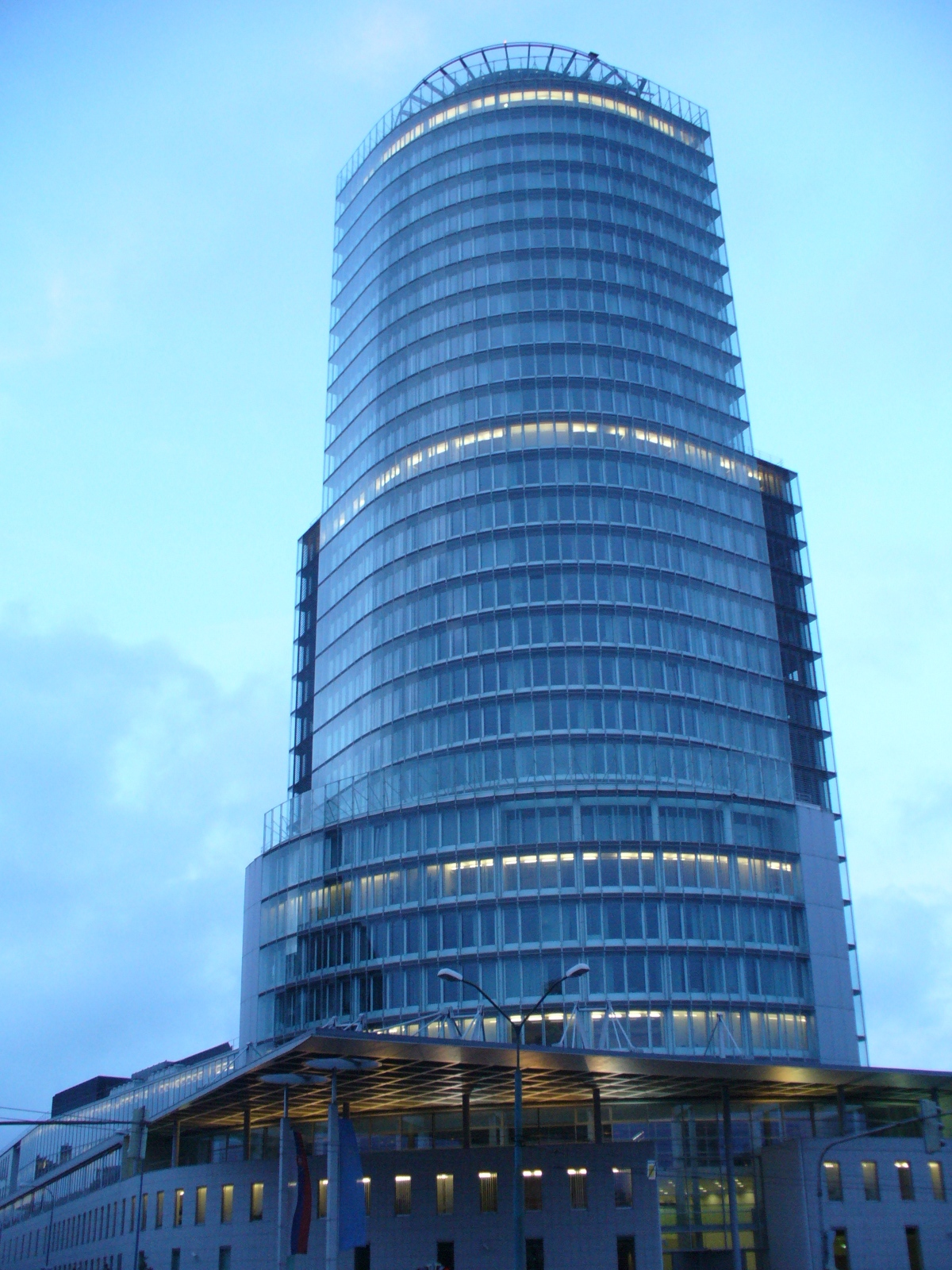
Ngân hàng Quốc gia Slovakia

Vùng Bratislava là vùng giàu có và thịnh vượng về mặt kinh tế nhất Slovakia, mặc dù nó là vùng nhỏ nhất theo diện tíhc và nhỏ thứ hai về dân số trong số tám vùng của Slovakia. Nó chiếm 26% GDP Slovakia. GDP trên đầu người (PPP), có giá trị €54.400(~$71.000) (2015), bằng 188% của trung bình tại EU và cao thứ ba trong số tất cả các vùng tại các quốc gia thành viên EU.
Lương tháng trung bình tại vùng Bratislava năm 2016 là €1427.
Tỷ lệ thất nghiệp tại Bratislava là 1,83% vào tháng 12 năm 2007. Nhiều viện nghiên cứu chính phủ và công ty tự nhân có trụ sở tại Bratislava. Hơn 75% dân số Bratislava làm việc trong ngành dịch vụ, chủ yếu bao gồm thương mại, ngân hàng, IT, viễn thông, và du lịch. Sở dao dịch chứng khoán Bratislava (BSSE), nơi thiết lập thị trường chứng khoán công cộng, được thành lập vào ngày 15 tháng 3 năm 1991.
Các công ty với giá trị cao nhất theo xếp hạng TREND TOP 200 (2011), vận hành chủ yếu tại Bratislava bao gồm Volkswagen Bratislava Plant, nhà máy luyện Slovnaft (MOL), Eset (phát triển phần mềm), Asseco (công ty phần mềm), PPC Power (sản xuất nhiệt và hơi) và cơ quan tìm việc Trenkwalder.
Volkswagen Group tiếp quản và mở rộng nhà máy thời cộng sản BAZ năm 1991, và từ đó việc sản xuất đã được mở rộng đáng kể so với mô hình Skoda Auto ban đầu. Hiện nay, 68% sản lượng tập trung vào xe thể thao đa dụng: Audi Q7; VW Touareg; cũng như phần thân và sắt-xi dưới của Porsche Cayenne. Kể từ năm 2012, việc sản xuất cũng bao gồm cả Volkswagen up!, SEAT Mii và Skoda Citigo.

### Du lịch

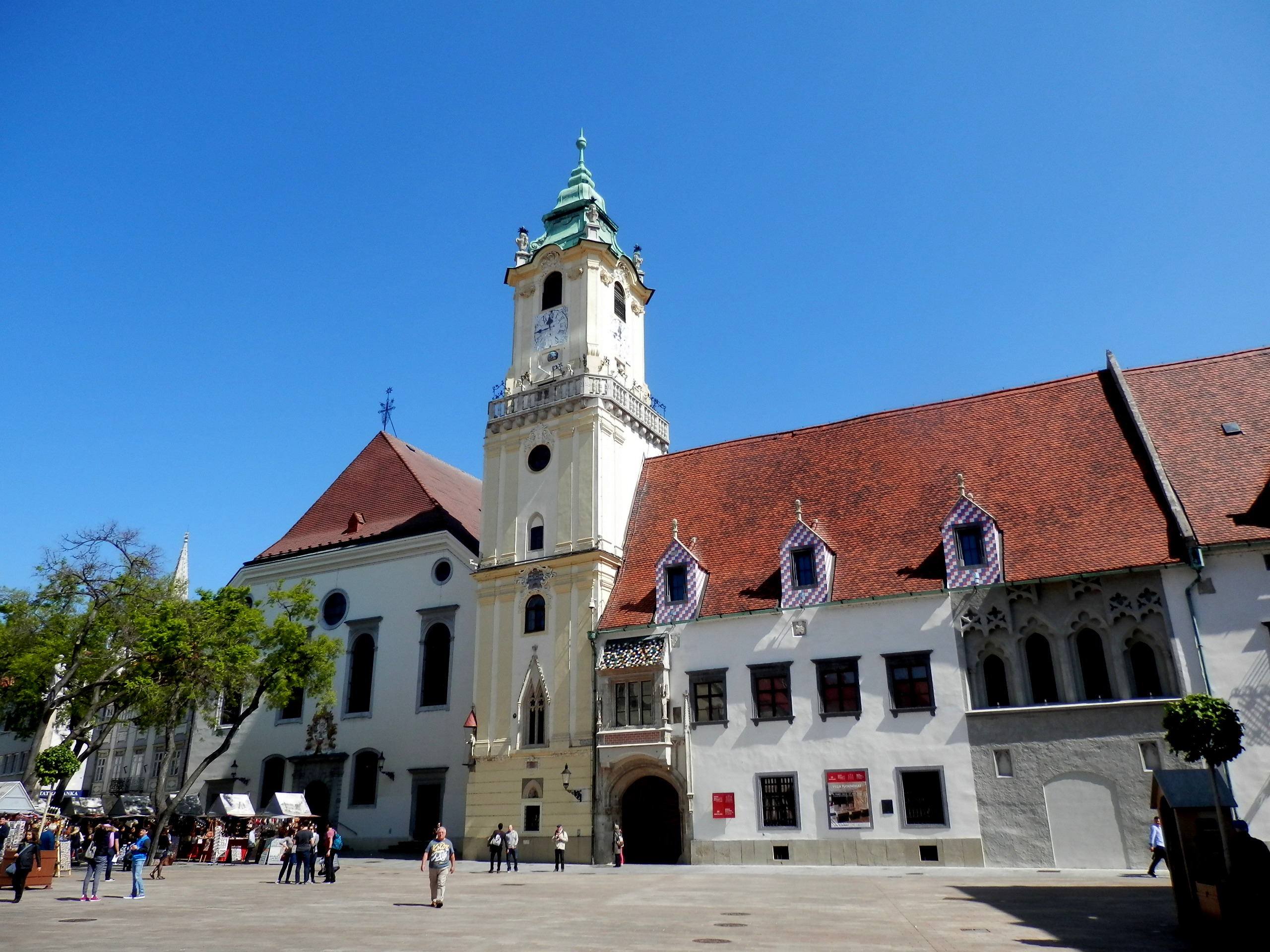
Tòa thị chính cổ, tòa thị chính cổ nhất quốc gia này

Đối với danh sách các địa điểm tại thàng phố, xem phần cảnh quan và kiến trúc phía trên.
Năm 2006, Bratislava có 77 nơi ở thương mại (45 trong đó là khách sạn) với tổng sức chưa 9.940 chiếc giường. Tổng cộng 986.201 du khách, 754.870 trong số đó là người nước ngoài, ở lại qua đêm. Tổng cộng, du khách ở lại 1.338.497 đêm. Tuy nhiên, có một số lượng lượt ghé thăm đáng kể là những người chỉ đến Bratislava một ngày, và số lượng chính xác không tính được. Số lượng khác du lịch lớn nhất đến từ Cộng hòa Séc, Đức, Vương quốc Anh, Ý, Ba Lan và Áo.
Trong các yếu tố khác, sự gia tăng các chuyến bay giá rẻ đến Bratislava, thực hiện bởi Ryanair, đã dẫn đến sự xuất hiện nổi bật của những bữa tiệc độc thân, chủ yếu từ Anh Quốc. from the UK. Trong khi có sự bùng nổ trong ngành công nghiệp du lịch của thành phố này, khác biệt văn hóa và phá hoại của công đã gây lo ngại cho các nhà chức trách địa phương. Để phản chiếu những bữa tiệc ồn ào tại Bratislava từ đầu đến giữa những năm 2000, thành phố này là bối cảnh của phim hài Eurotrip năm 2004, thực ra nó được quay tại thành phố và ngoại ô của Prague, Cộng hòa Séc.

### Mua sắm

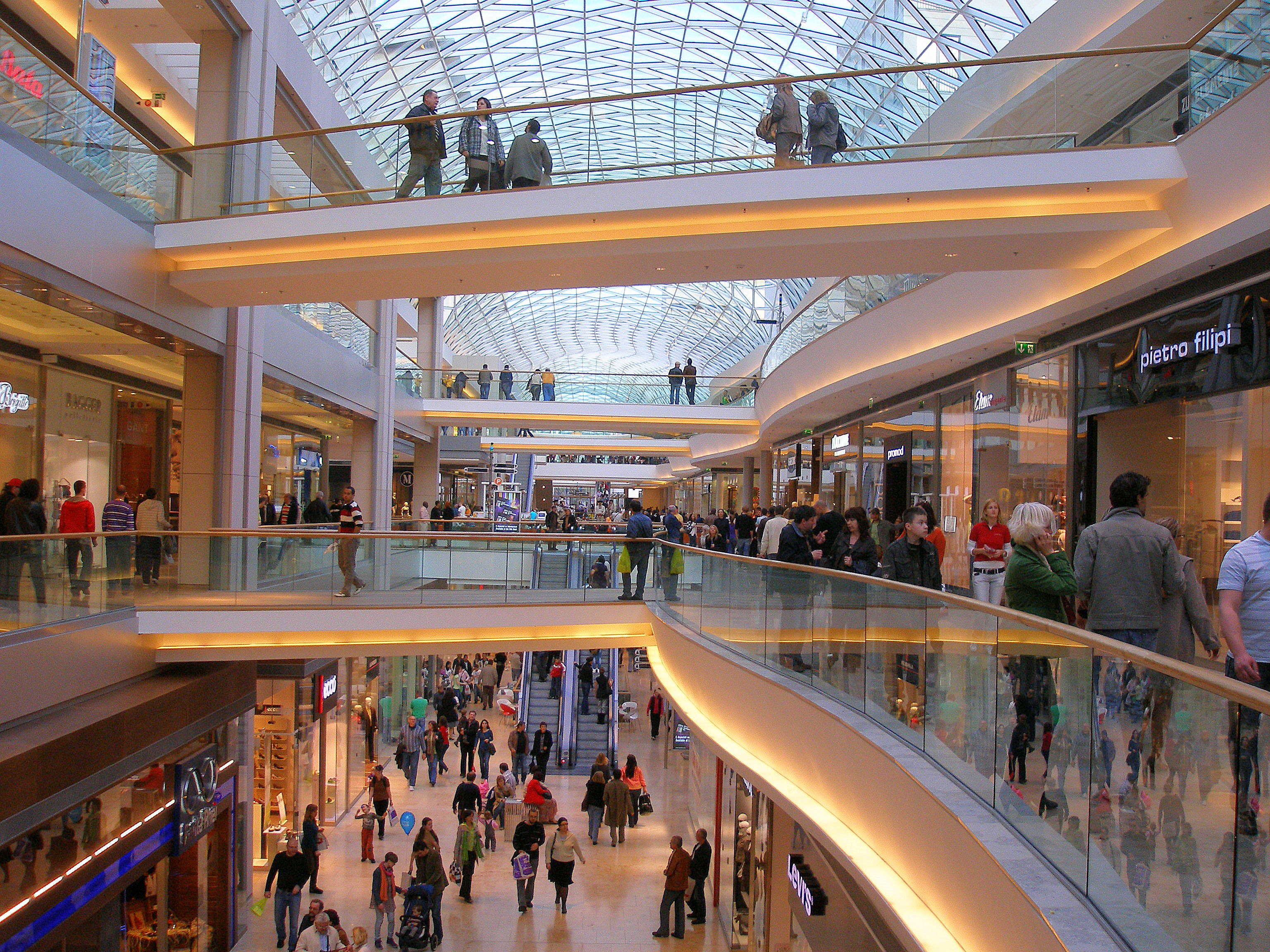
Bên trong Eurovea

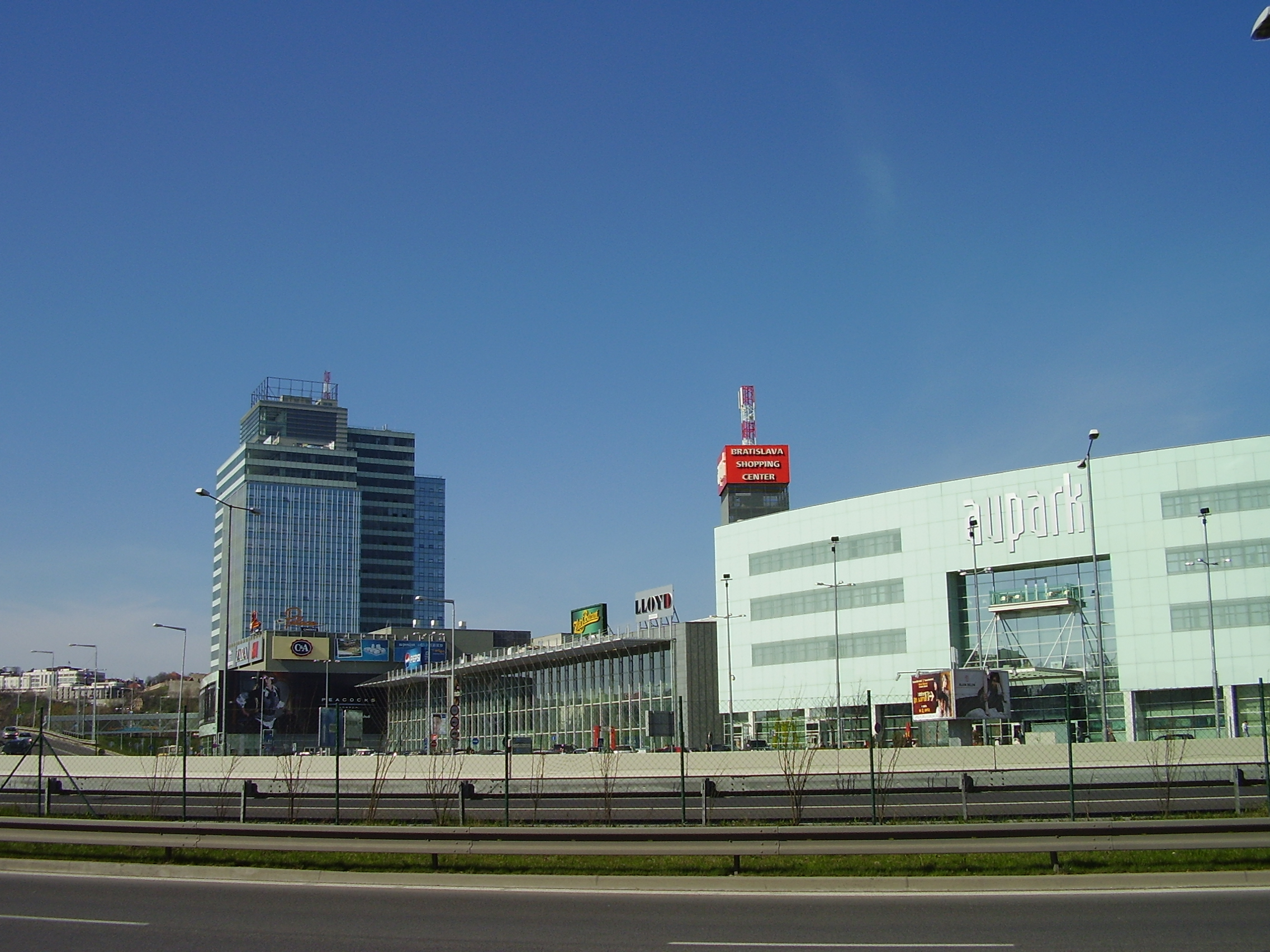
Aupark

Bratislava có nhiều khu mua sắm và chợ khắp thành phố. Các đường phố trong Phố cổ có rất nhiều cửa hàng.
Bratislava có 7 trung tâm mua sắm lớn: Aupark, Công viên Mua sắm Avion, trung tâm mua sắm Bory, Central, Eurovea, Polus City Center (Trung tâm Thành phố Polus) và Shopping Palace (Cung điện Mua sắm).
Công viên Mua sắm Avion là trung tâm mua sắm lớn nhất Slovakia về diện tích với 172 cửa hàng.
Eurovea là một quần thể nhà ở, kinh doanh, bán lẻ nằm ở gần cầu Apollo. Eurovea kết nối bờ sông Danube với trung tâm thành phố.
Một tháng trước Giáng sinh Quảng trường chính tại Bratislava được thắp sáng bởi cây Giáng sinh và những quầy chợ Giáng sinh được mở chính thức. Chợ Giáng sinh Bratislava tạo ra một không khí riêng biệt và thu hút hàng nghìn người mỗi ngày, họ đến gặp bạn bè và trò chuyện rồi uống rượu vang và ăn các đặc sản truyền thống. Khoảng 100 quầy mở cửa mỗi năm. Nó được mở cửa cả ban ngày và buổi tối.

## Văn hóa
Bratislava là trung tâm văn hóa của Slovakia. Do tính chất đa văn hóa trong lịch sử của nó, văn hóa địa phương bị ảnh hưởng bởi nhiều nhóm dân tộc và tôn giáo, bao gồm người Đức, người Slovakia, người Hungary và người Do Thái. Bratislava có nhiều rạp hát, bảo tàng, phòng hòa nhạc, câu lạc bộ phim và các trung tâm văn hóa ngoại quốc.

## Thể thao

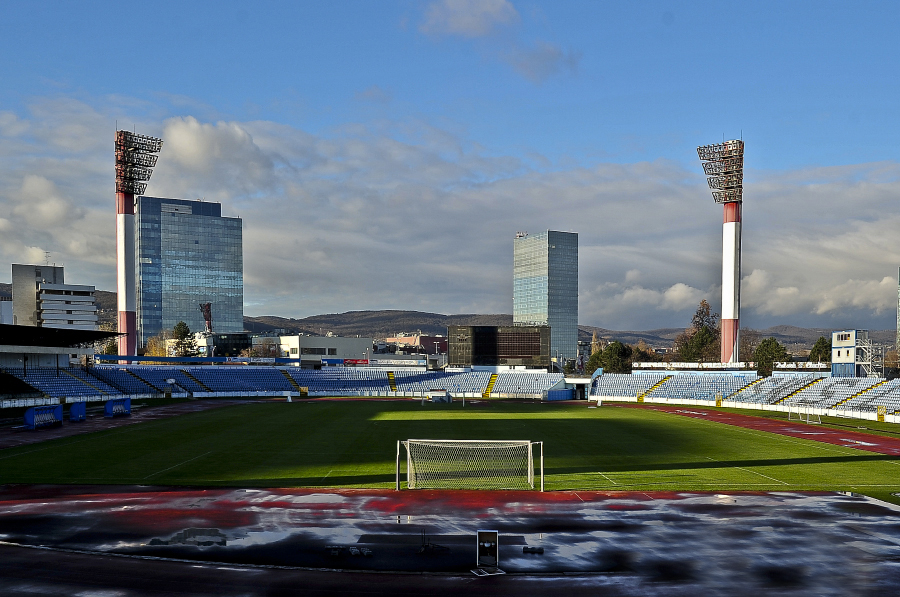
Štadión Pasienky

Nhiều môn thể thao và đội thể thao đã từ lâu là truyền thống tại Bratislava, với nhiều đội và cá nhân thi đấu tại các giải đấu và cạnh tranh tại Slovakia và quốc tế.
Bóng đá hiện đang được đại diện bởi câu lạc bộ duy nhất chơi trong giải bóng đá đỉnh cao của Slovakia, Fortuna Liga. ŠK Slovan Bratislava, được thành lập năm 1919, có trụ sở tại sân vận động Pasienky. ŠK Slovan là câu lạc bộ bóng đá thành công nhất trong lịch sử Slovakia, là đội bóng đá duy nhất tại nước Tiệp Khắc cũ thắng cúp các câu lạc bộ đoạt cúp bóng đá quốc gia châu Âu, năm 1969.
FC Petržalka akadémia là câu lạc bộ bóng đá cổ nhất của Bratislava, được thành lập năm 1898, và có trụ ở tại Sân vận động FC Petržalka 1898 tại Petržalka (trước đây là Pasienky tại Nové Mesto và Štadión Petržalka tại Petržalka). Họ hiện là đội Slovakia duy nhất thắng ít nhất một trận tại Giải bóng đá vô địch các câu lạc bộ châu Âu, với trận thắng 5–0 trước Celtic FC là trận nổi tiếng nhất, cùng với chiến thắng 3–2 trước FC Porto. Trước đó FC Košice tại mùa 1997–98 thua tất cả sáu trận, mặc dù họ là đội Slovkia đầu tiên từ lúc độc lập chơi tại giải này.

## Giáo dục và khoa học

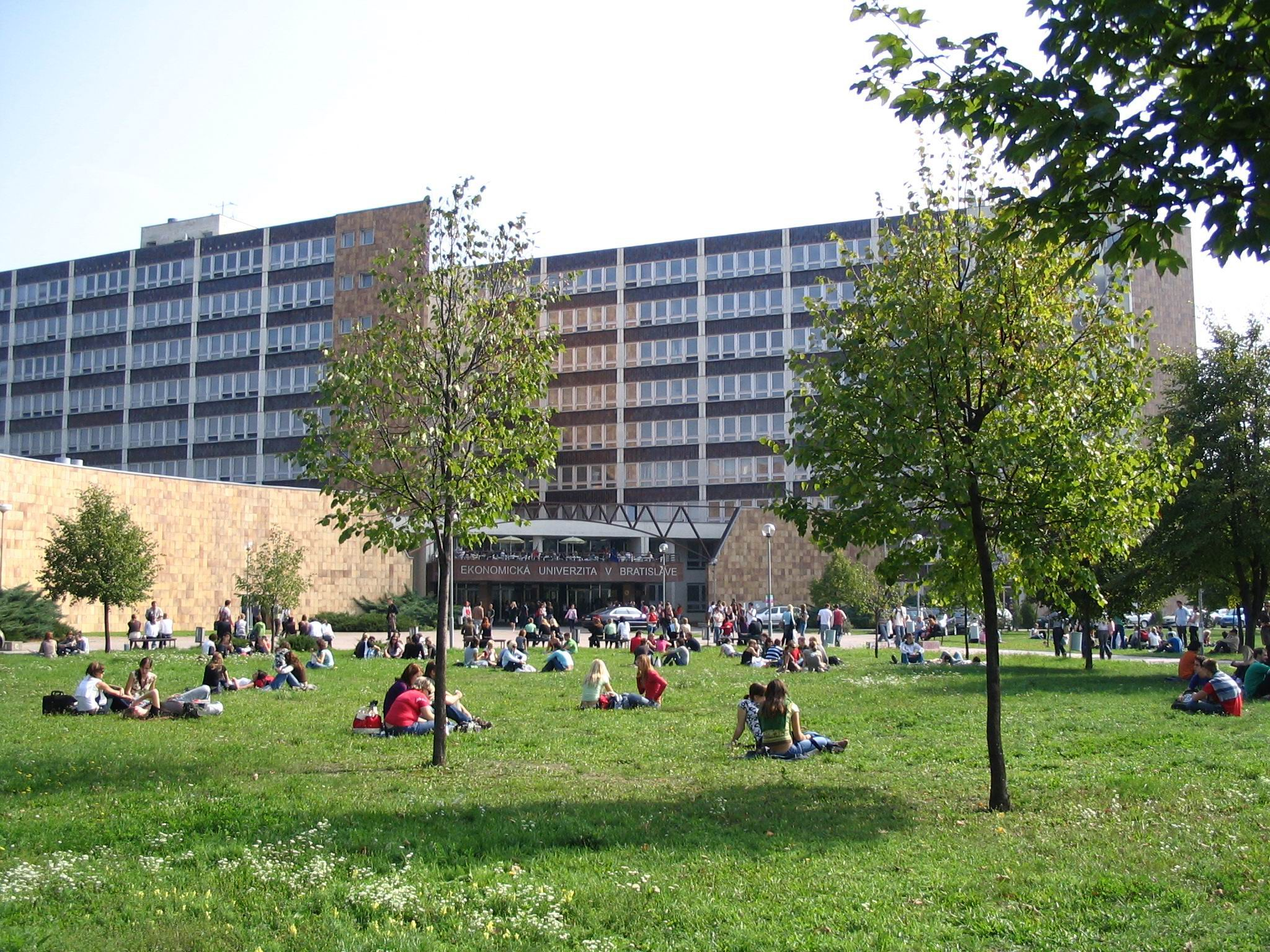
Nhà chính của Đại học Kinh tế

Đại học đầu tiên tại Bratislava, trong Vương quốc Hungary (và cũng trong phần lãnh thổ của Slovakia ngày nay) là Universitas Istropolitana, được thành lập vào năm 1465 bởi Vua Matthias Corvinus. Nó bị đóng cửa năm 1490 sau cái chết của ông ấy.
Bratislava là trụ sở của trường đại học lớn nhất (đại học Comenius, 27.771 học sinh), trường đại học kỹ thuật lớn nhất (Đại học Kỹ thuật Slovakia, 18.473 học sinh), và trường nghệ thuật cổ nhất (Học viện Nghệ thuật trình diễn và Học viện Mỹ thuật và Thiết kế) tại Slovakia. Các học viện cao học khác bao gồm Đại học Kinh tế và trường cao đẳng tư đầu tiên tại Slovakia, Đại học thành phố Seattle. Tổng cộng, có khoảng 56.000 học sinh học đại học tại Bratislava.
Có 65 trường tiểu học công, 9 trường tiểu học tư và 10 trường tiểu học tôn giáo tại đây. Tổng cộng, có 25.821 học sinh. Hệ thống giáo dục trung học của thành phố (một số trường cấp hai và tất cả các trường cấp ba) bao gồm 39 trường trung học với 16.048 học sinh, 37 trường cấp hai chuyên với 10.373 học sinh, và 27 trường dạy nghề với 8.863 học sinh (dữ liệu tính đến  năm 2007).

## Giao thông vận tải

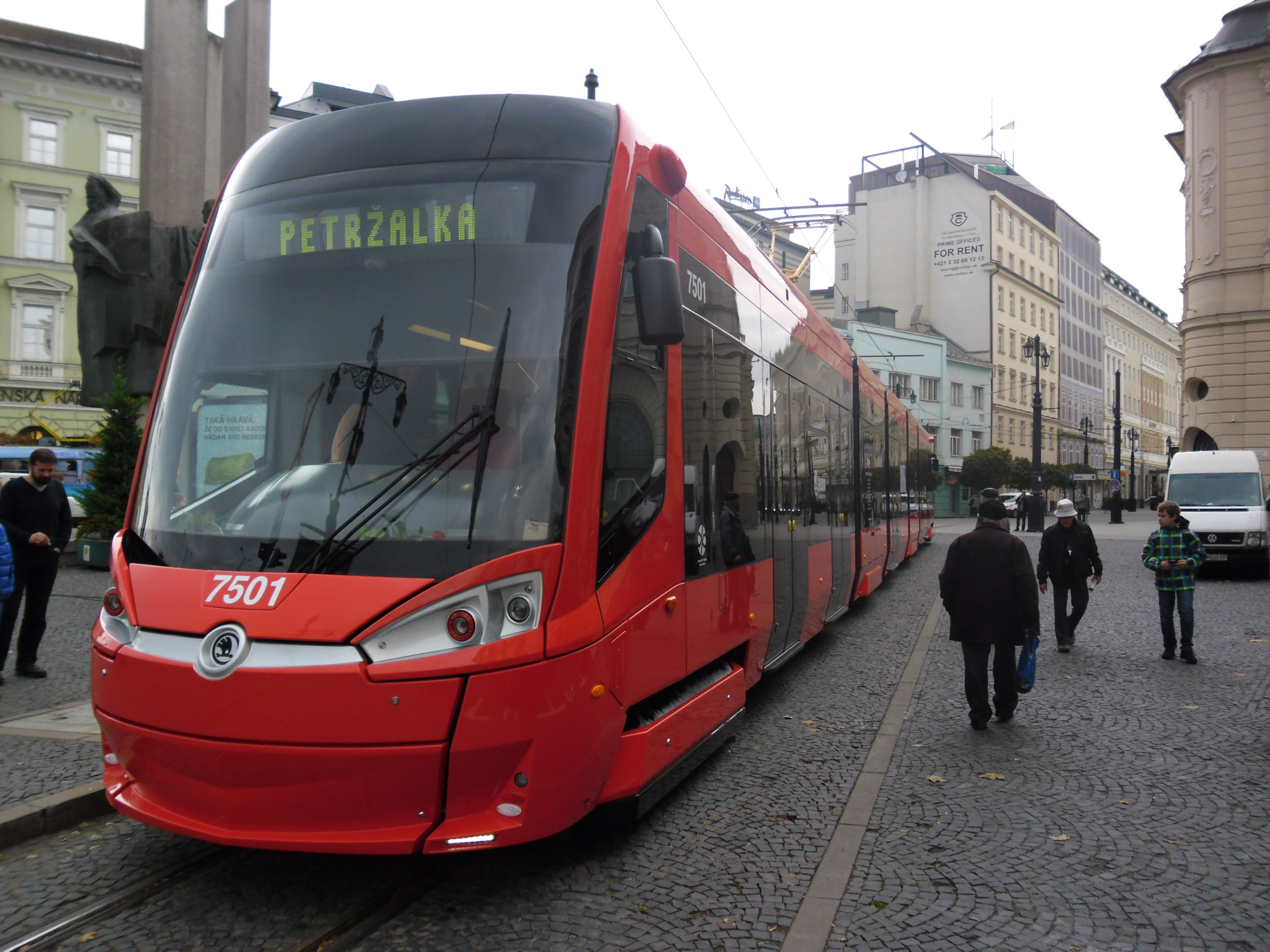
Xe điện Škoda 30 T tại Bratislava

Vị trí địa lý của Bratislava tại Trung Âu từ lâu đã trở thành nơi giao nhau tự nhiên cho giao thông thương mại quốc tế.
Giao thông công cộng tại Bratislava được quản lý bởi Dopravný podnik Bratislava, một công ty thuộc sở hữu của thành phố. Hệ thống giao thông được biết đến là Mestská hromadná doprava (vận chuyển số lượng lớn của thành phố) và gồm có xe buýt, xe điện và Xe điện bánh hơi. Một dịch vụ khác, Bratislavská integrovaná doprava (Giao thông Kết hợp Bratislava), kết nối đường tàu và xe buýt từ thành phố tới những điểm xa hơn.
Là một trung tâm đường sắt, thành phố có kết nối trực tiếp đến Áo, Hungary, Cộng hòa Séc, Ba Lan, Đức và phần còn lại của Slovakia. ga tàu Bratislava-Petržalka và Bratislava hlavná stanica là các ga tàu chính. Bến xe buýt chính (Autobusová stanica Mlynské Nivy hay AS Mlynské Nivy) nằm ở Mlynské Nivy, phía đông của trung tâm thành phố và cung cấp kết nối bằng xe buýt tới các thành phố khác tại Slovakia và những lộ trình xe buýt quốc tế.
Hệ thống đường cao tốc giúp liên kết trực tiếp với Brno tại Cộng hòa Séc, Budapest tại Hungary, Trnava và những địa điểm khác Slovakia. Cao tốc A6 giữa Bratislava và Viên được mở vào tháng 11 năm 2007.
Sân bay M. R. Štefánik của Bratislava là sân bay quốc tế chính tại Slovakia. Sân bay nằm ở 9 kilômét (5,6 mi) về phía đông-bắc trung tâm thành phố. Nó được dùng cho cho những chuyến bay dân sự và của chính phủ, nội địa và quốc tế, có kế hoạch và không có kế hoạch. Đường băng hiện tại có thể giúp hầu hết các loại máy bay phổ biến hạ cánh. Có 2.024.000 hành khách sử dụng sân bay này năm 2007. Từ Bratislava còn có thể sử dụng Sân bay quốc tế Viên cách trung tâm thành phố 49 kilômét (30,4 mi) về phía tây.

## Quan hệ quốc tế

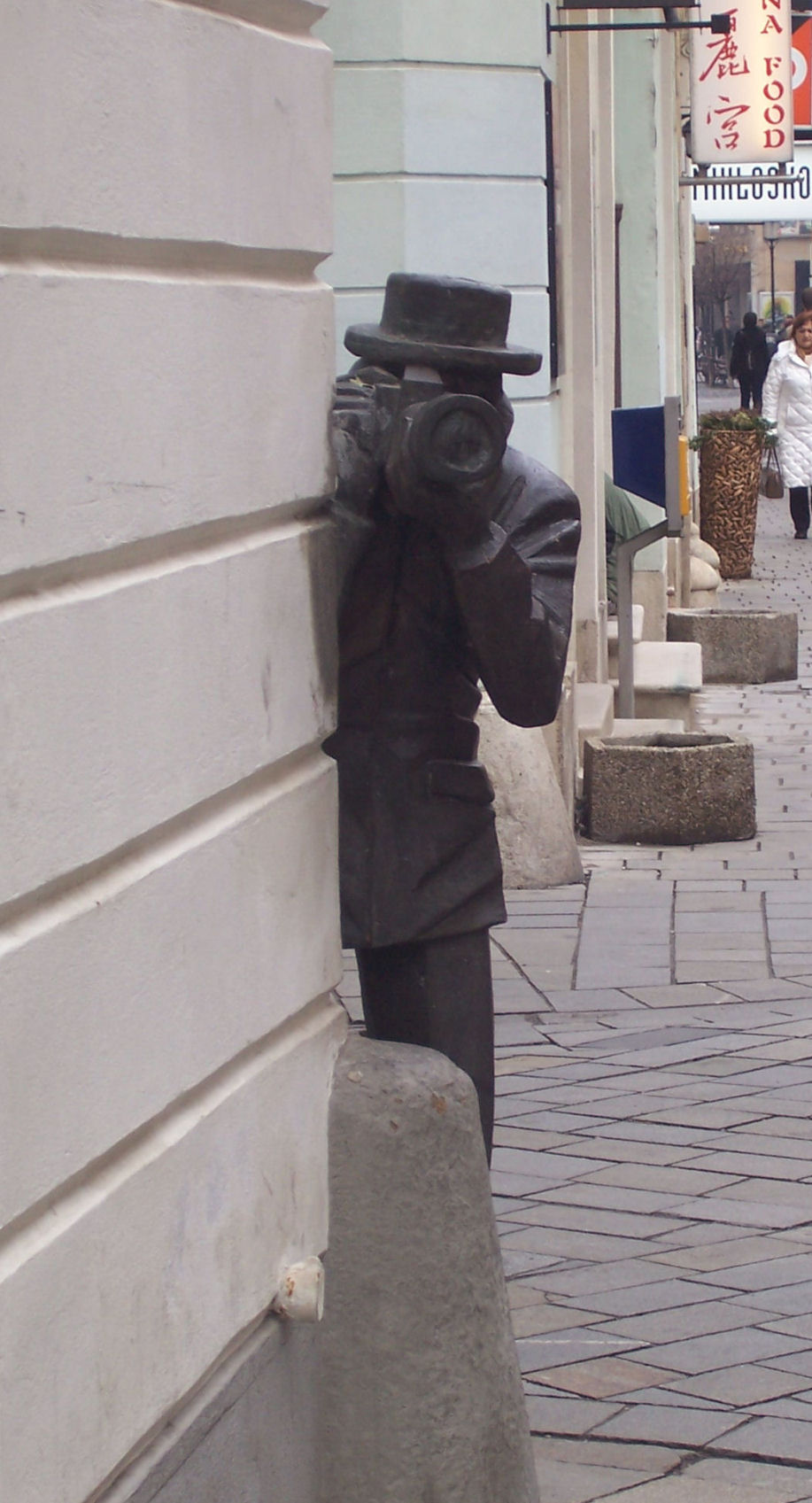
Tượng người săn ảnh tại Phố cổ Bratislava

### Thành phố kết nghĩa
Bratislava kết nghĩa với:
| - Yerevan, Armenia (2001) - Viên, Áo - Rousse, Bulgaria - Larnaca, Síp (1989) - Thessaloniki, Hy Lạp - Dublin, Ireland - Portland, Hoa Kỳ - Jeruzalem, Israel | - Brno, Cộng hòa Séc - Turku, Phần Lan (1976) - Ulm, Đức - Bremen, Đức (1989) - Thành phố Hồ Chí Minh, Việt Nam - Székesfehérvár, Hungary - Perugia, Ý (1962) - Maribor, Slovenia | - Rotterdam, Hà Lan (1991) - Alexandria, Ai Cập - Kraków Ba Lan - Moskva, Nga - Namur, Bỉ - Ljubljana, Slovenia (1967) - Kiev, Ukraina - Cleveland, Ohio, Hoa Kỳ |

* Số trong ngoặc liệt kê năm kết nghĩa. Thỏa thuận đầu tiên được ký với thành phố Perugia, Umbria, tại Ý vào ngày 18 tháng 7 năm 1962.

## Hình ảnh

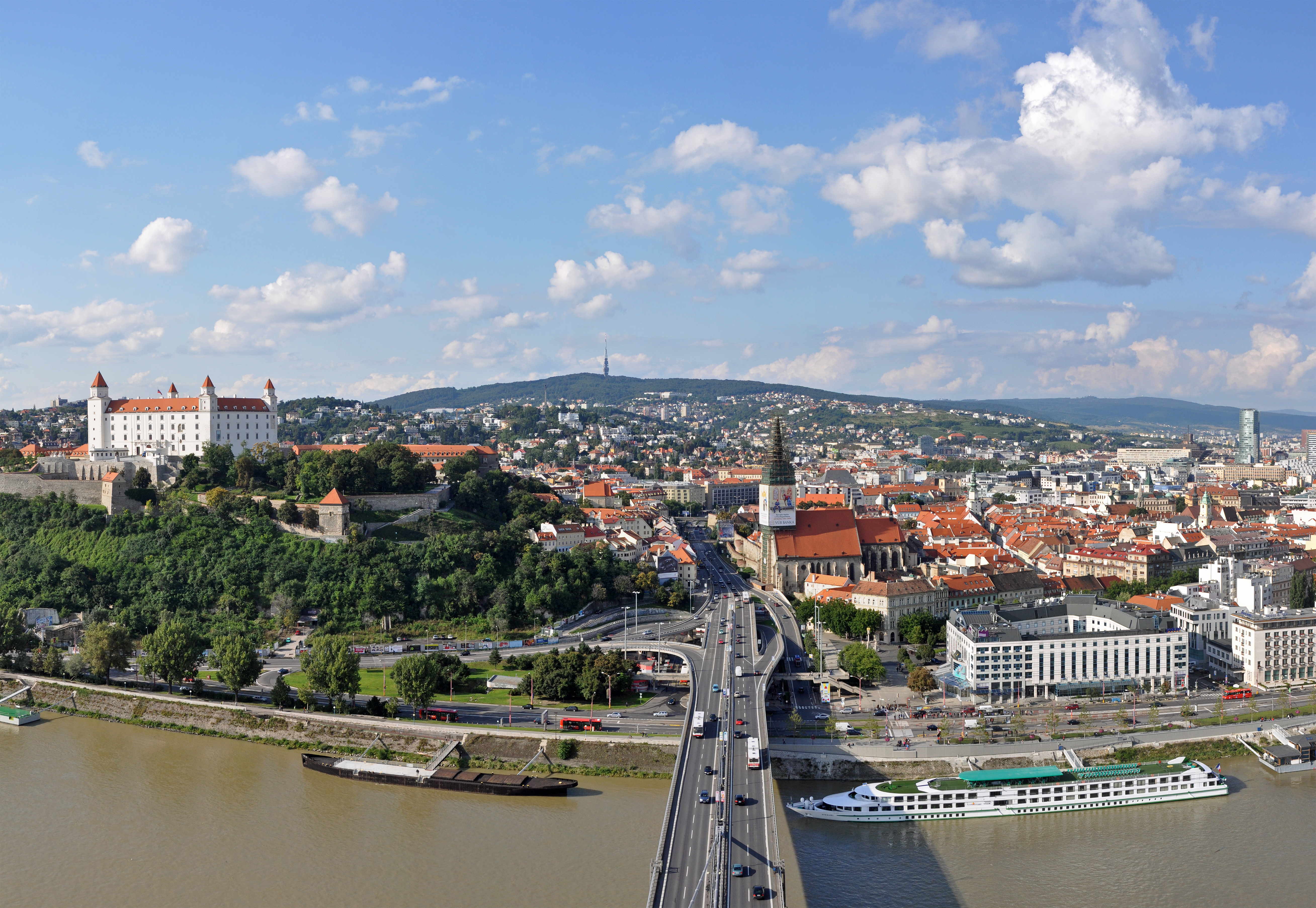
Nhìn từ Slovak National Uprising Bridge
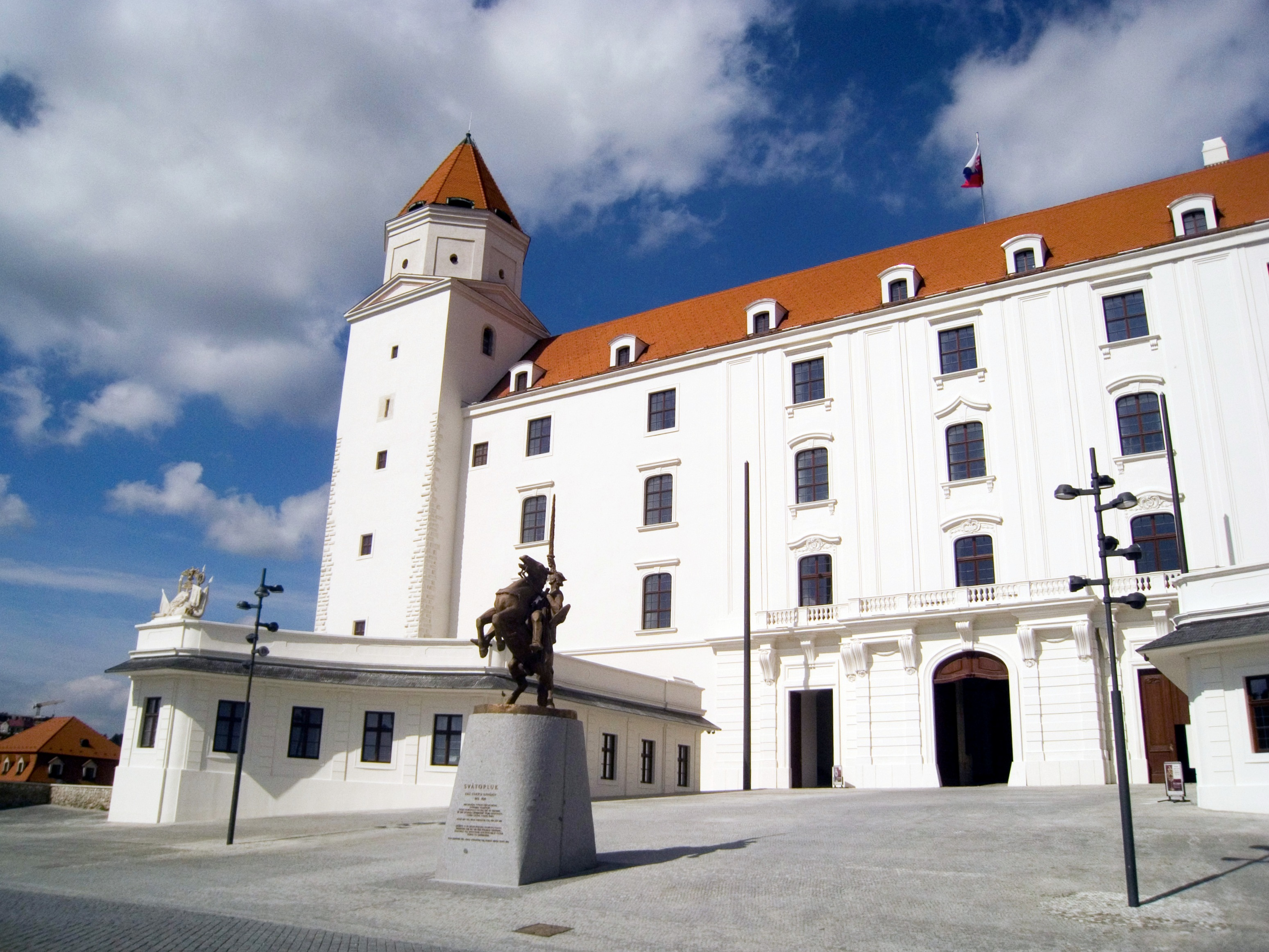
Cổng chính của lâu đài Bratislava
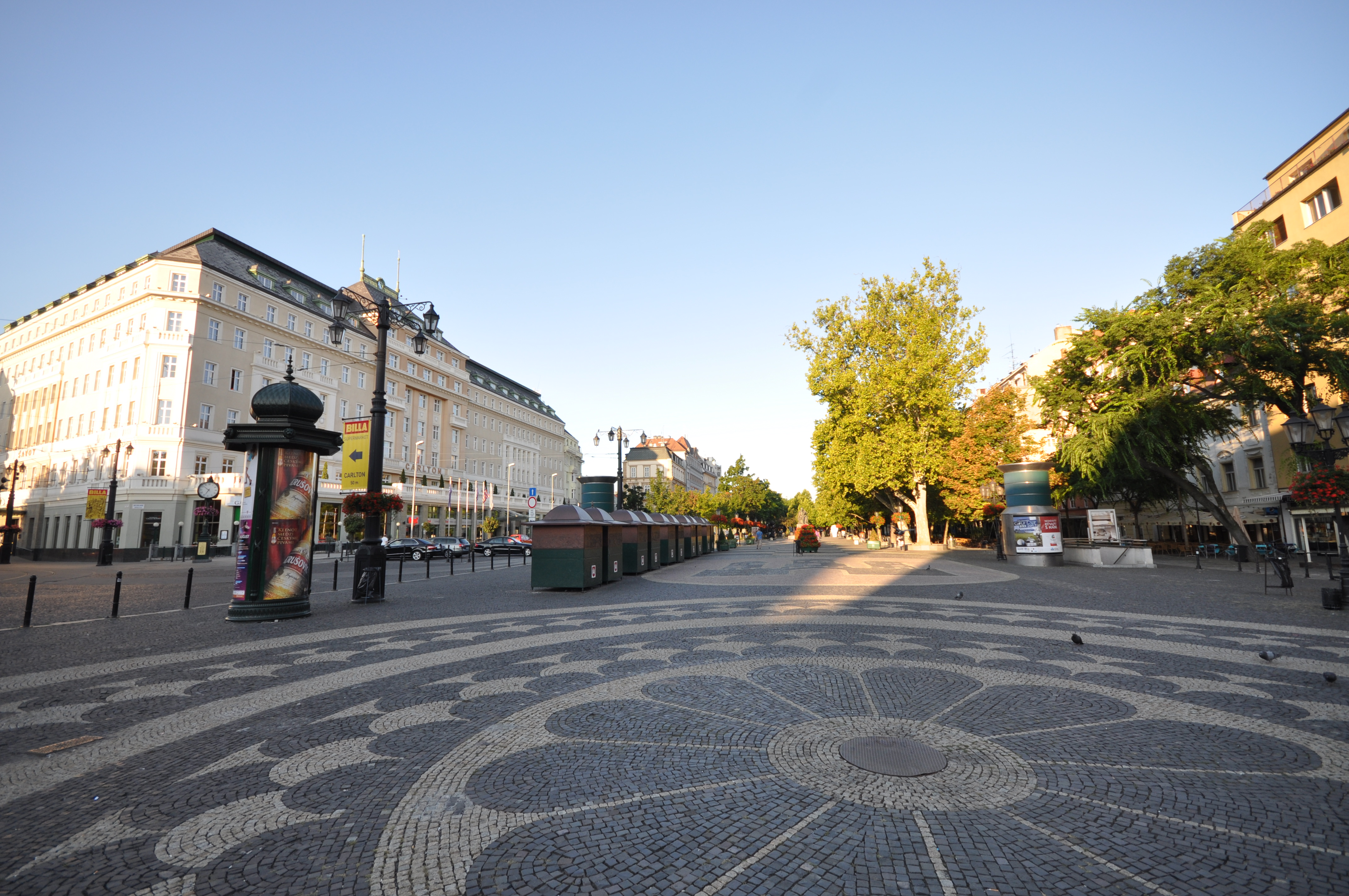
Quảng trường Hviezdoslav
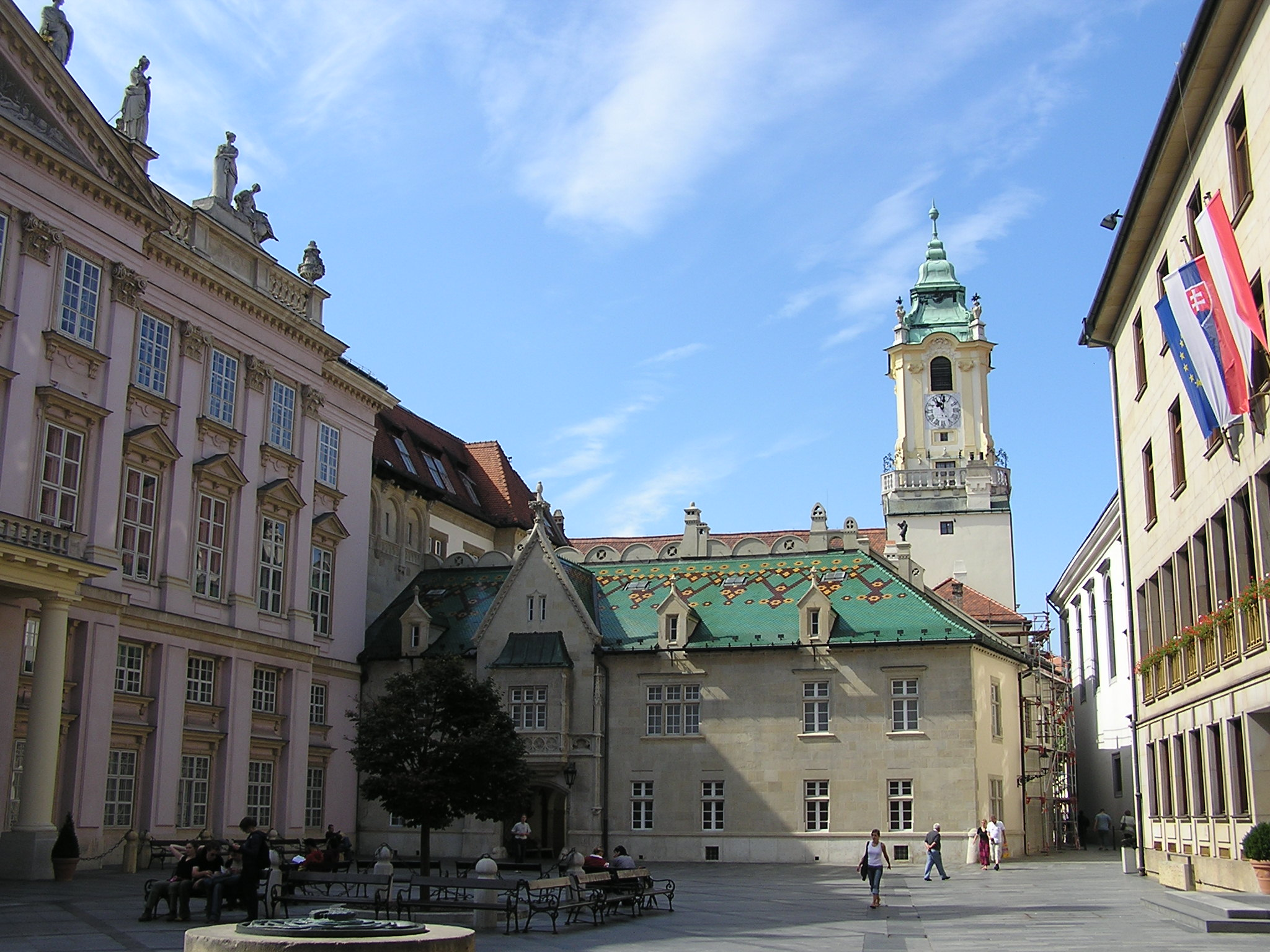
Quảng trường của Tổng giám mục
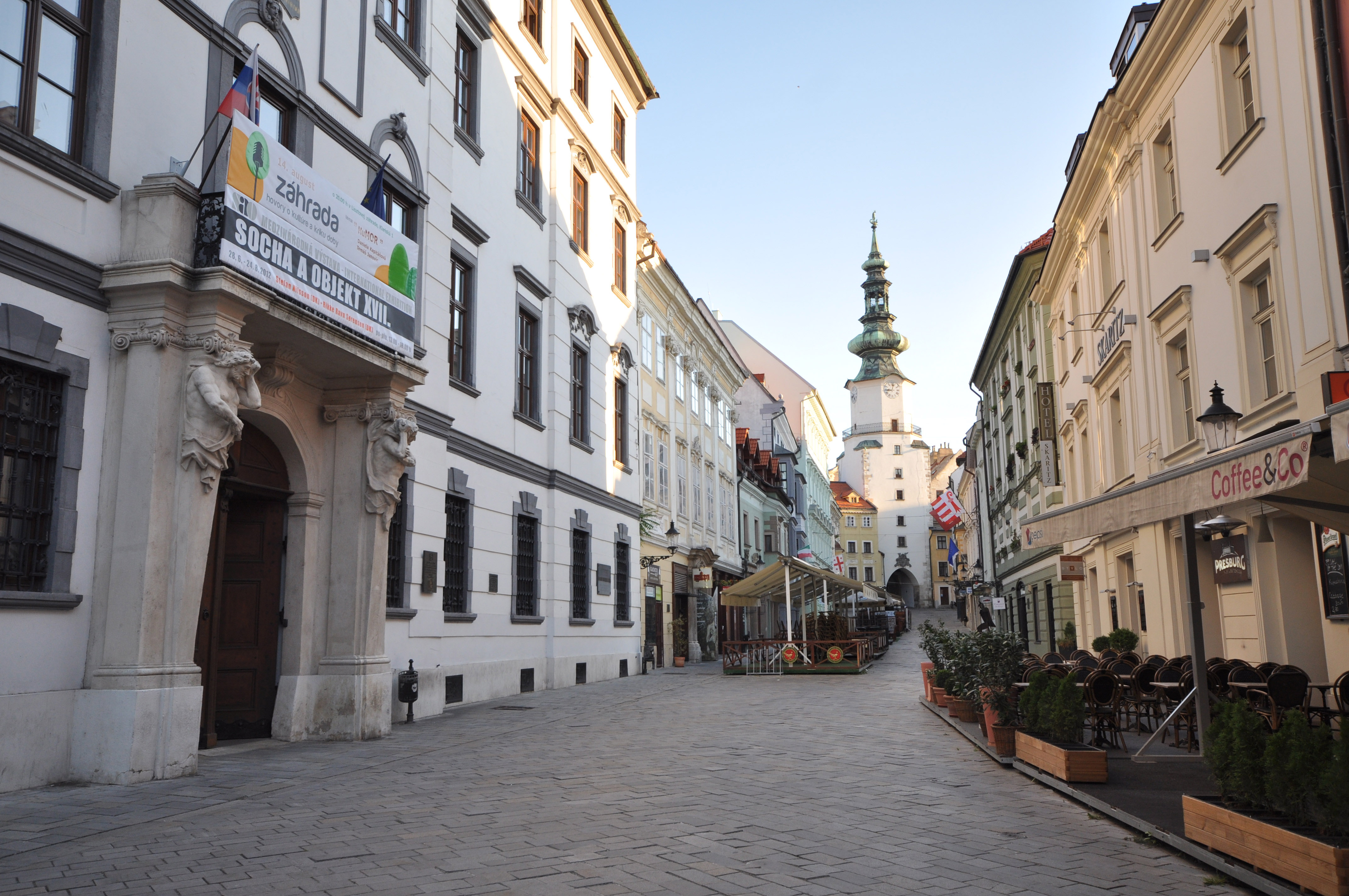
Cổng Michael
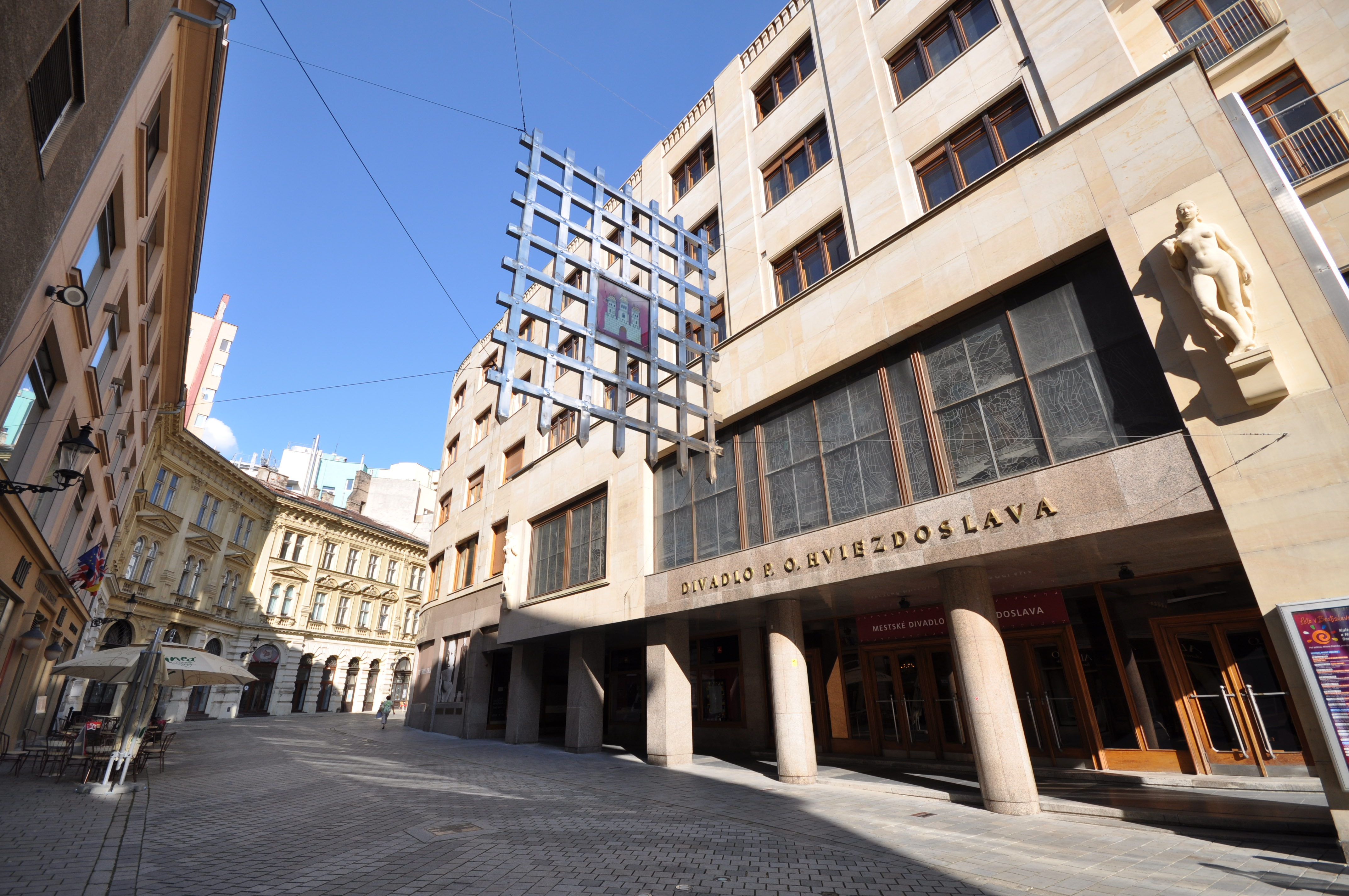
Cổng Laurinc
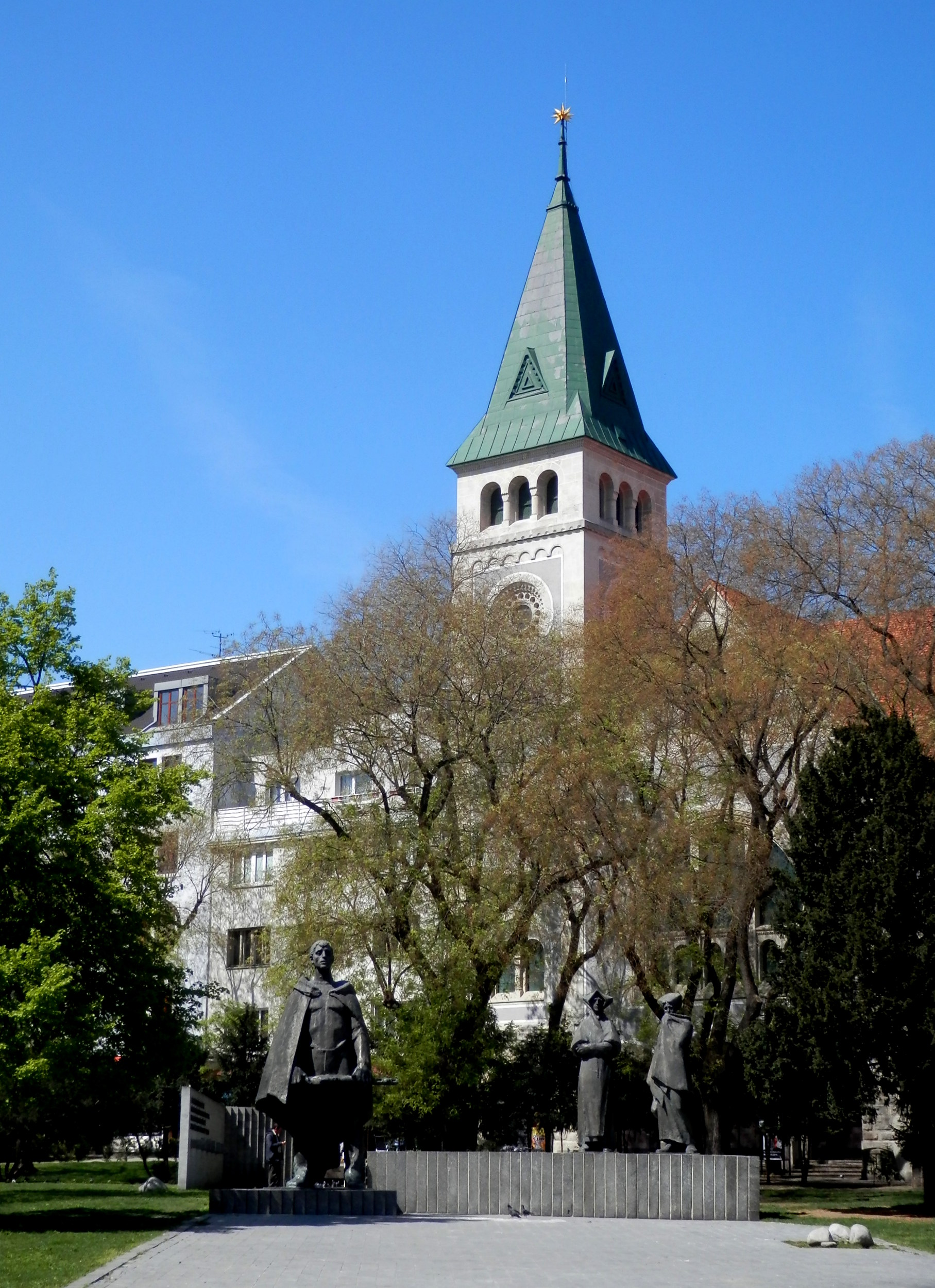
Kalvínsky kostol
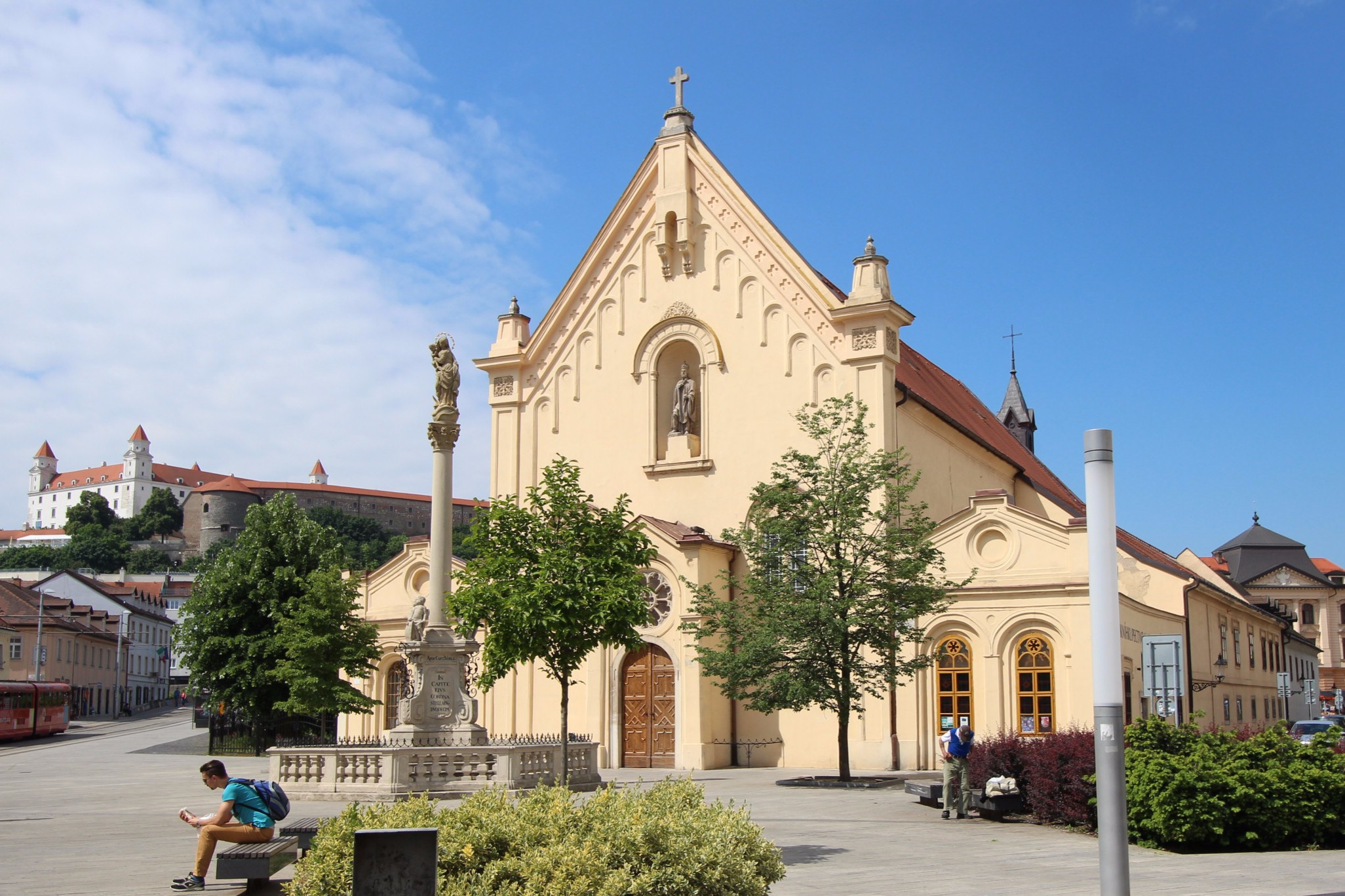
Nhà thờ Thánh Stephen
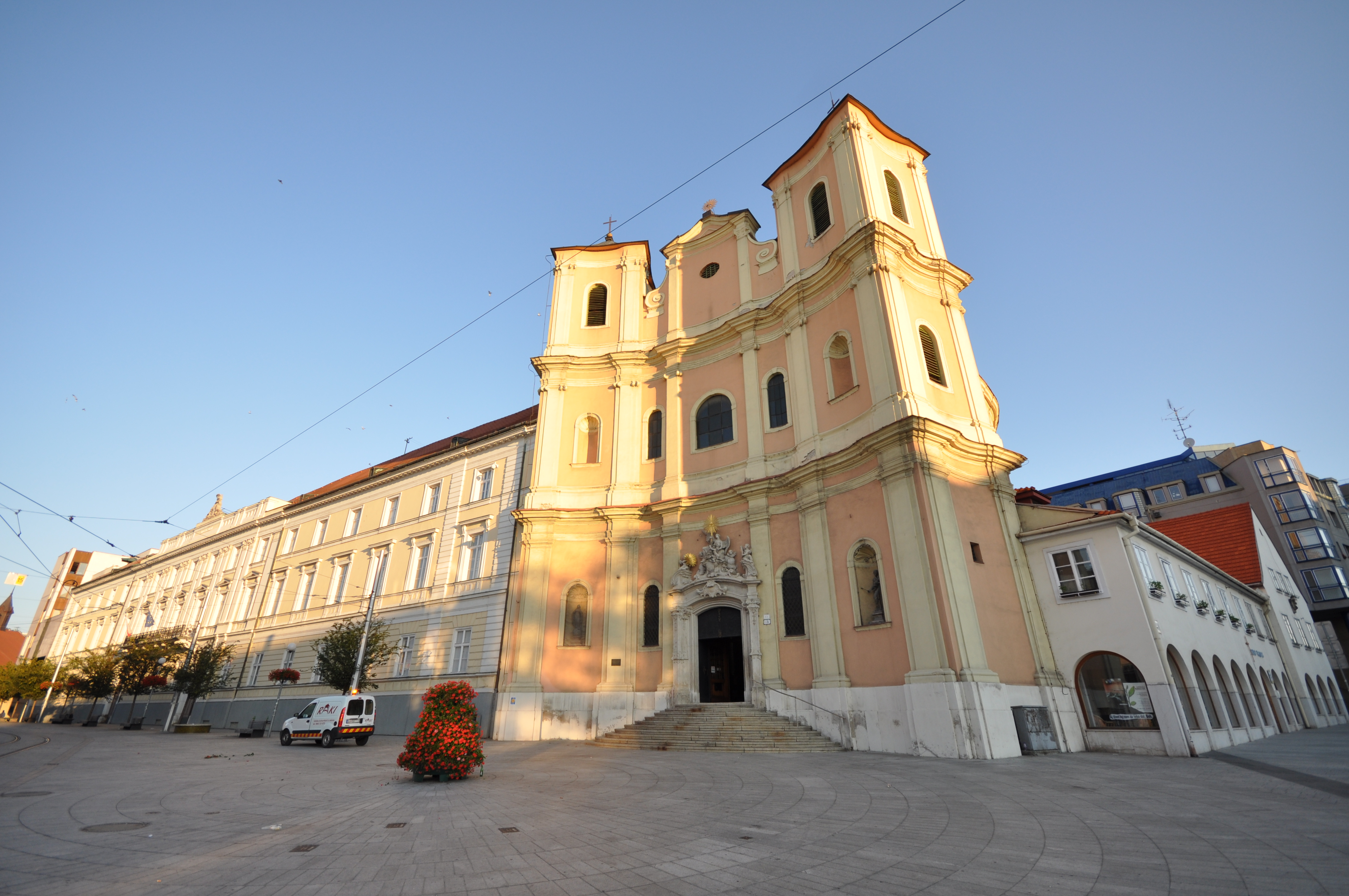
Nhà thờ Trinitaria
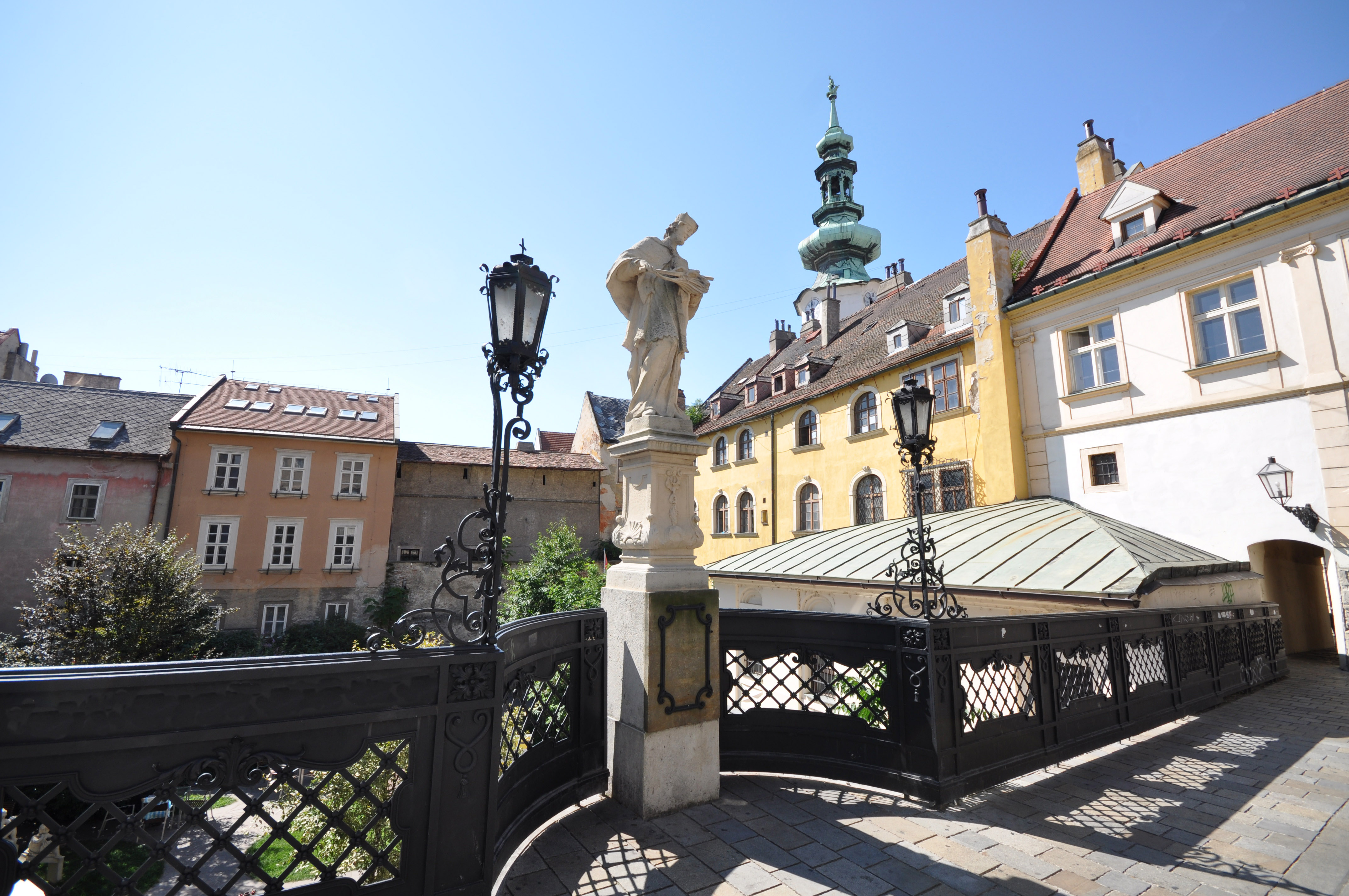
Phố cổ Bratislava
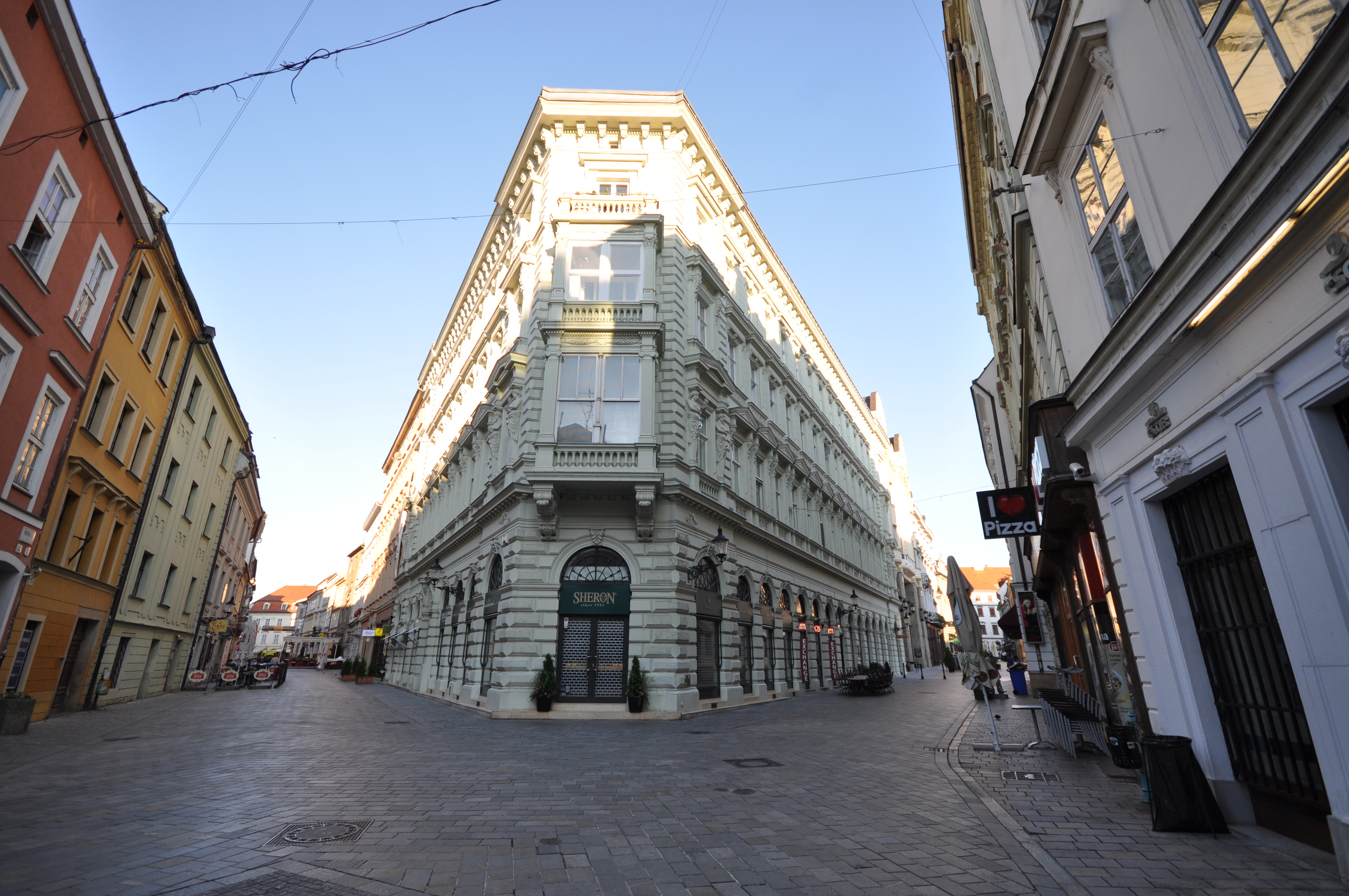
Đường phố tại phố cổ
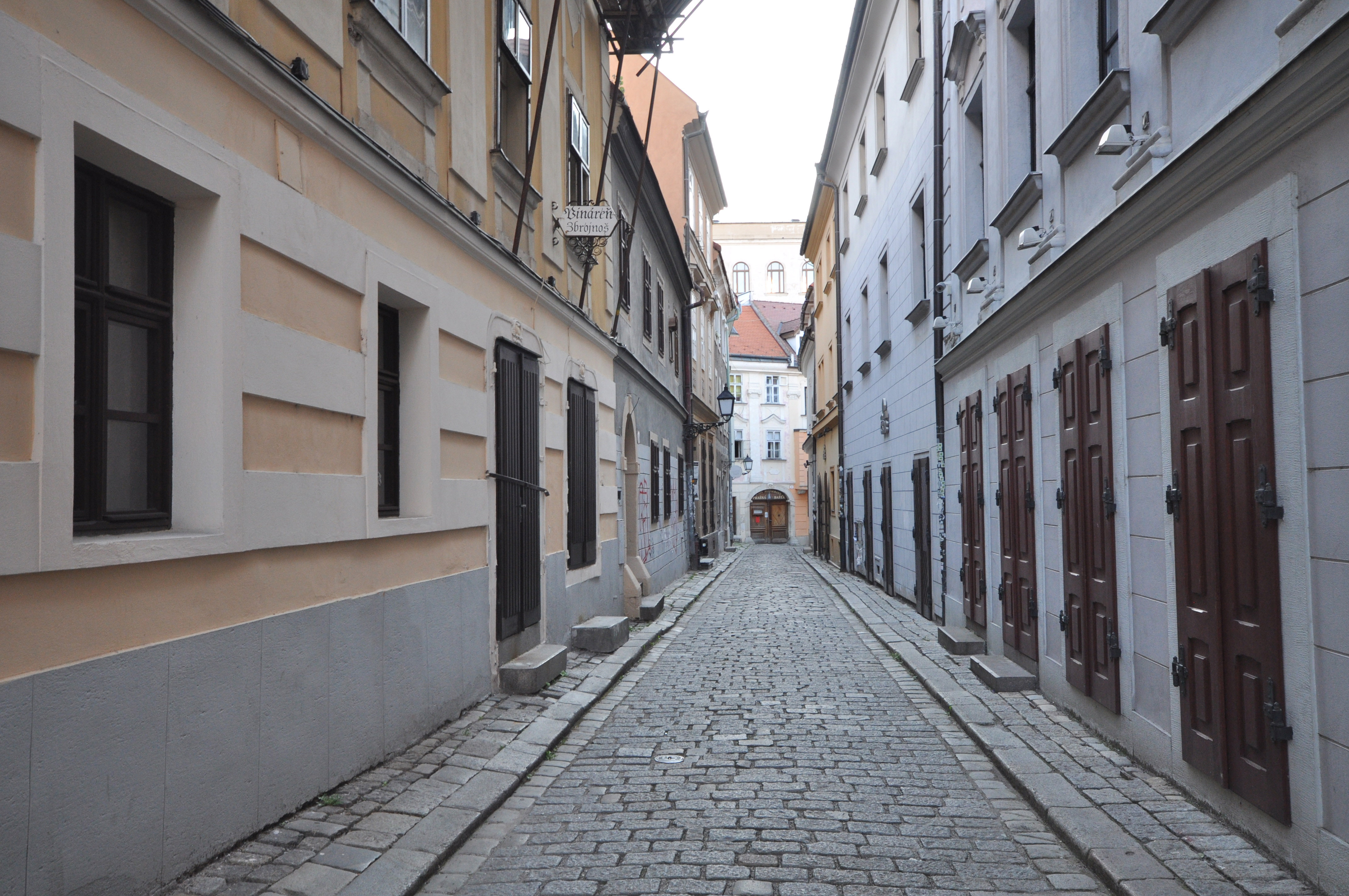
Phố cổ Bratislava
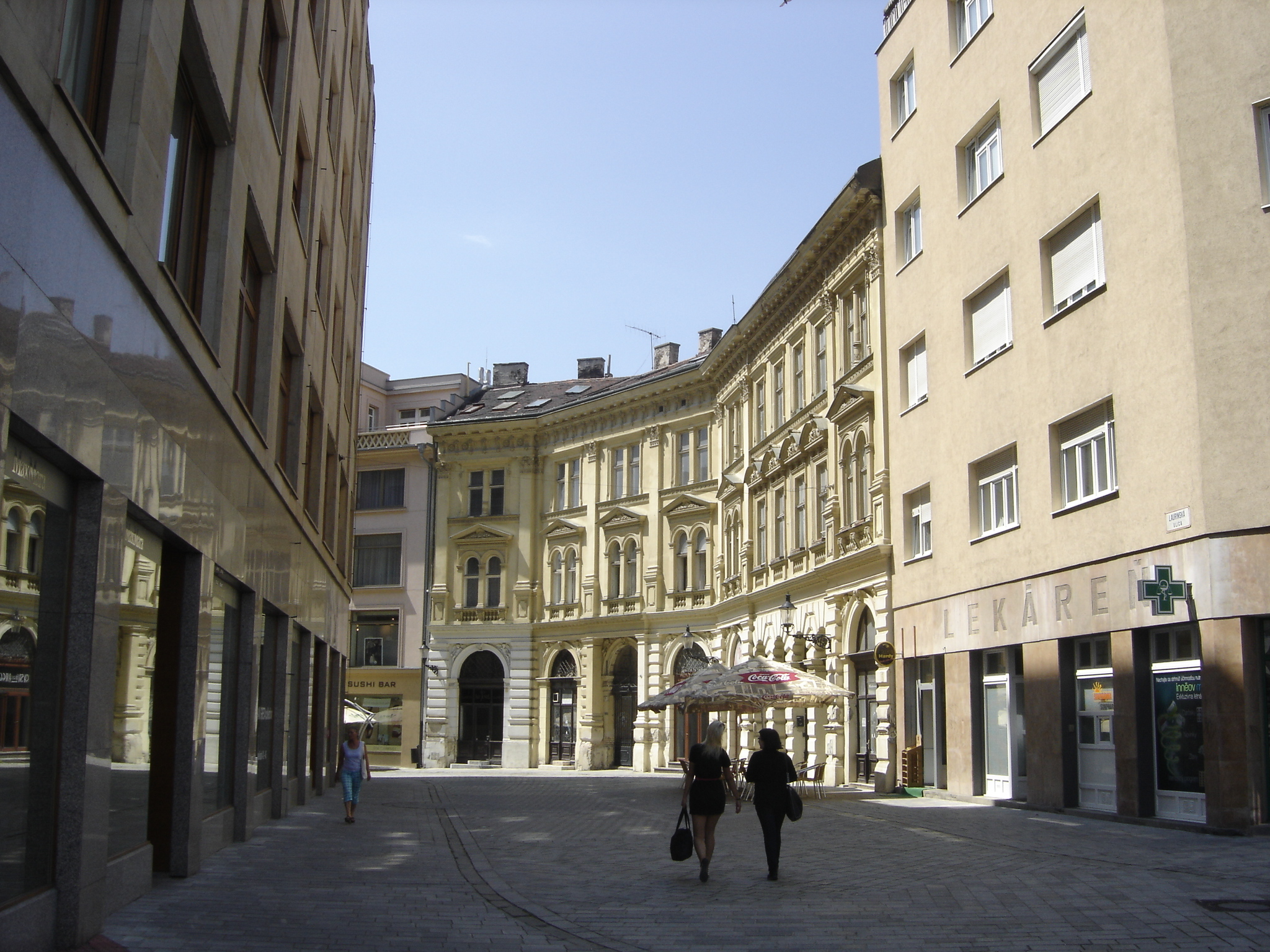
Đường Laurinská
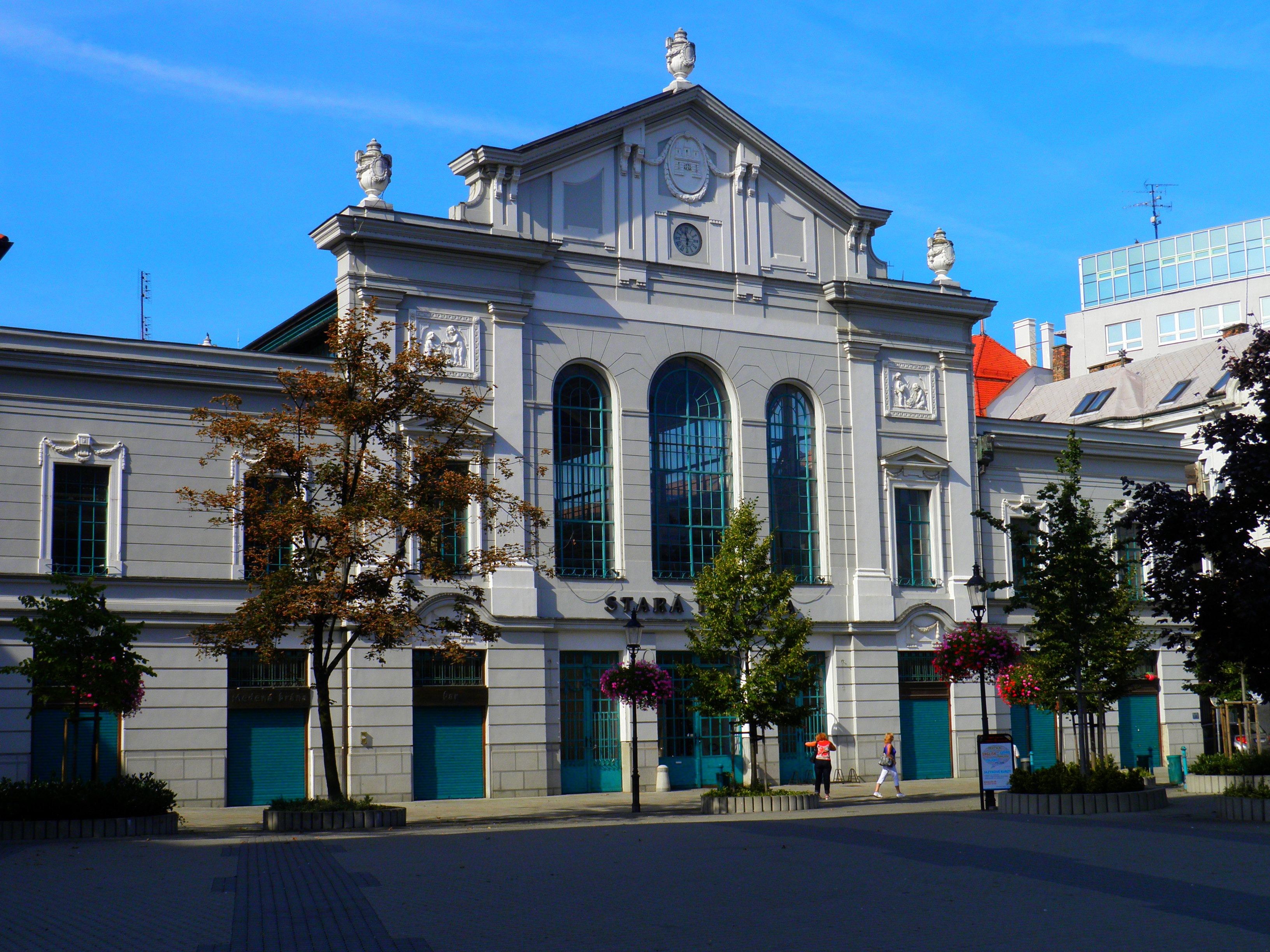
Chợ Stará Tržnica, chợ trong nhà lớn nhất Bratislava
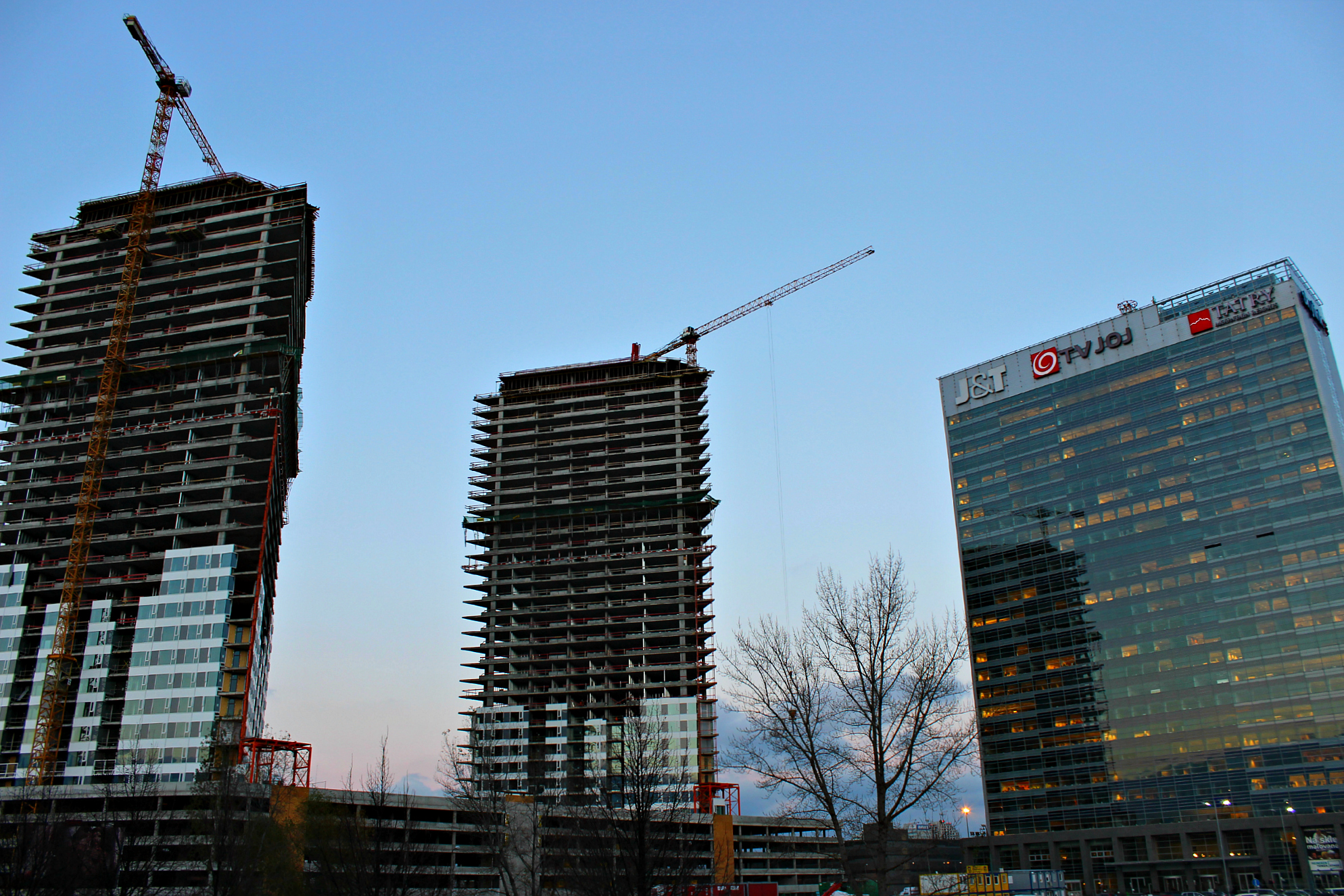
Khu nhà cao tầng mới đang được xây
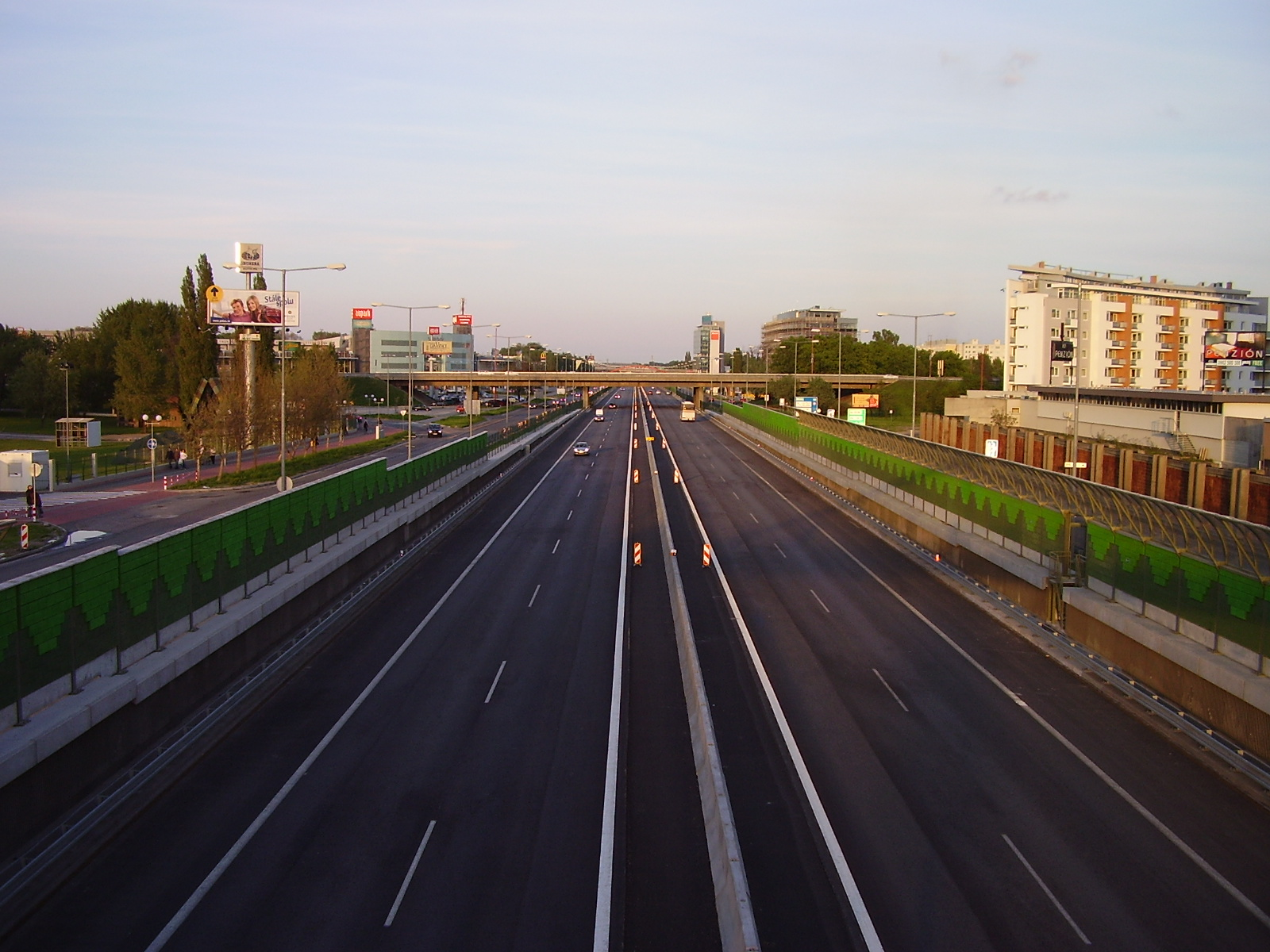
Đường Einsteinova
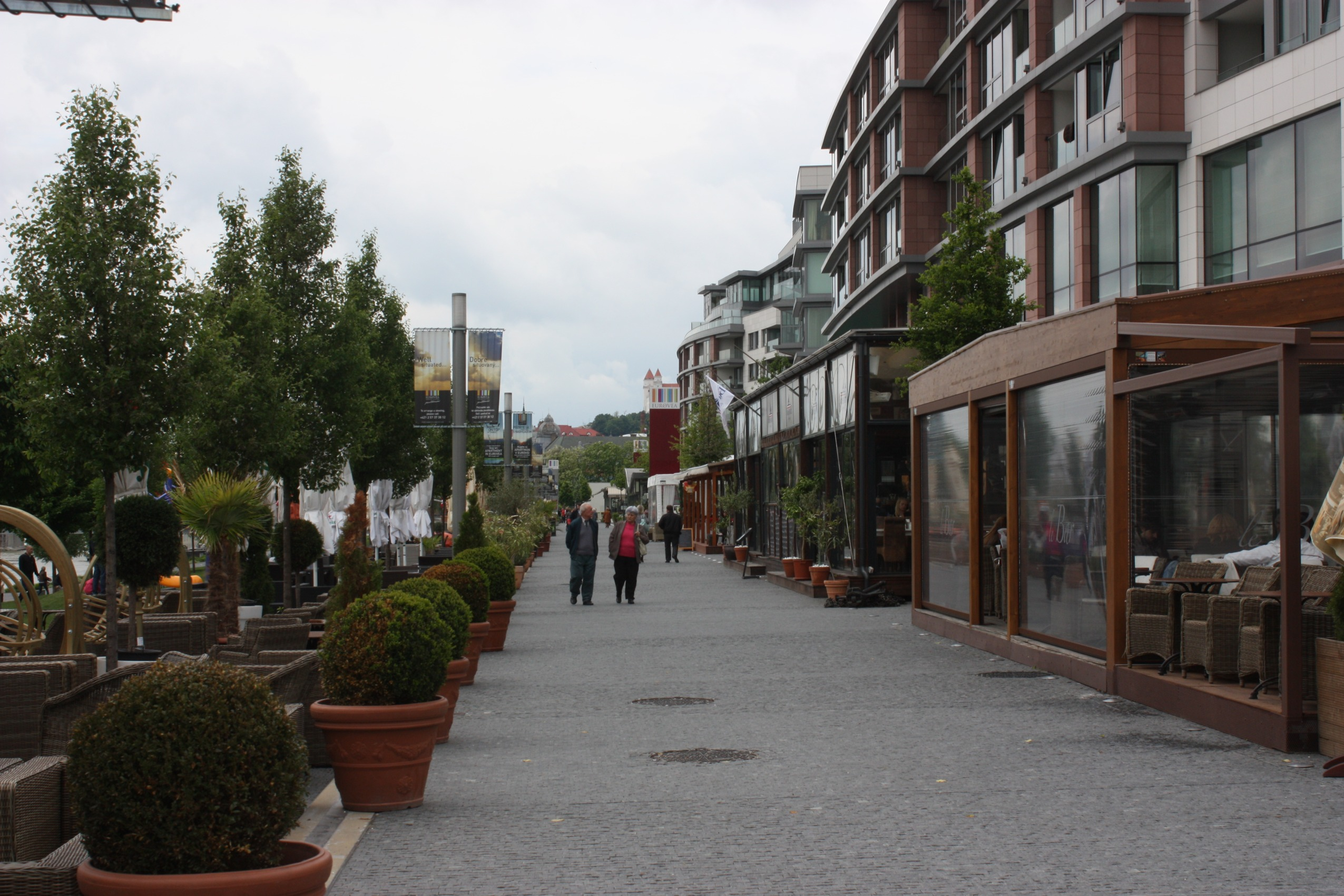
Lối dạo Danube
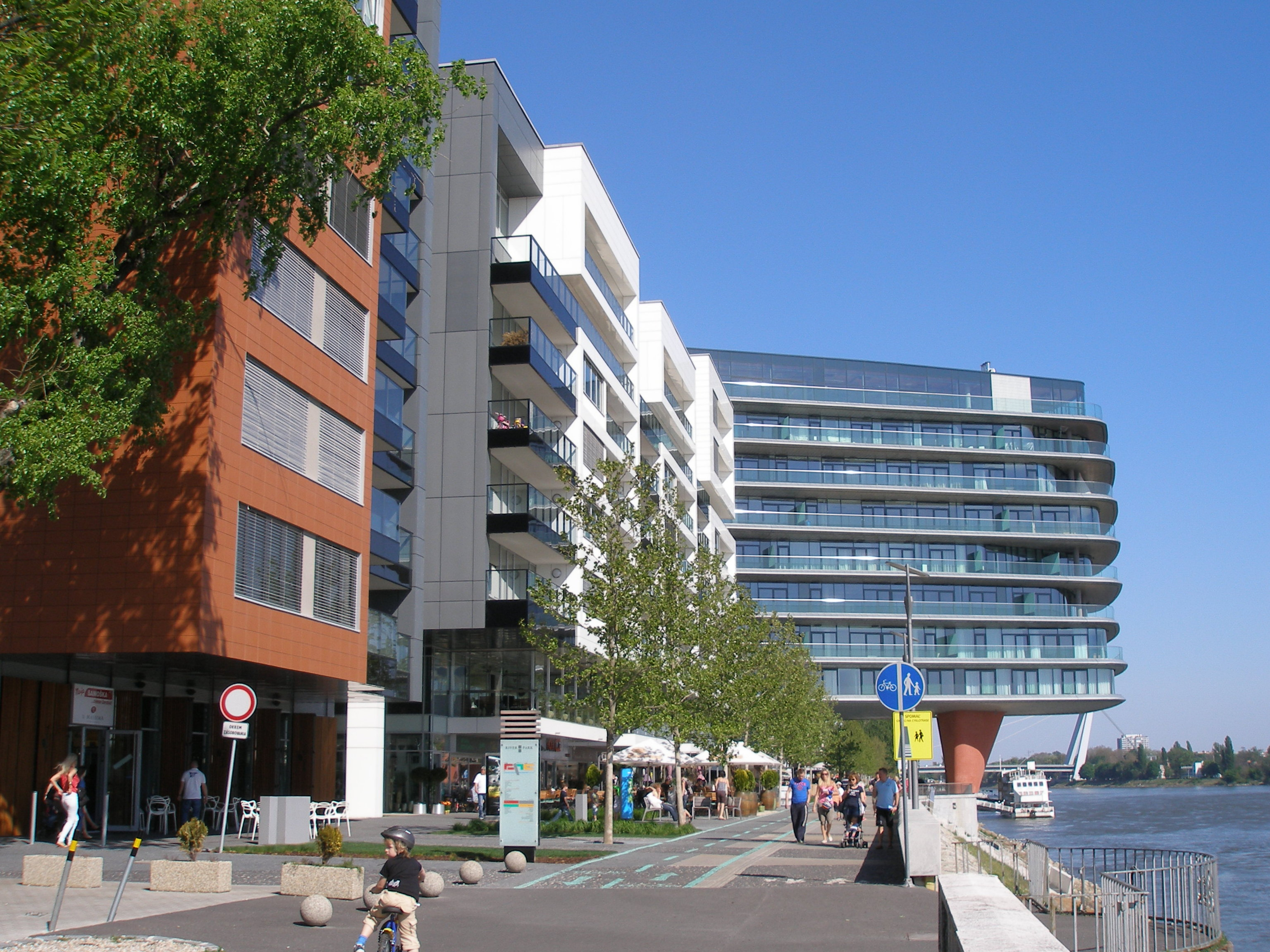
Đê
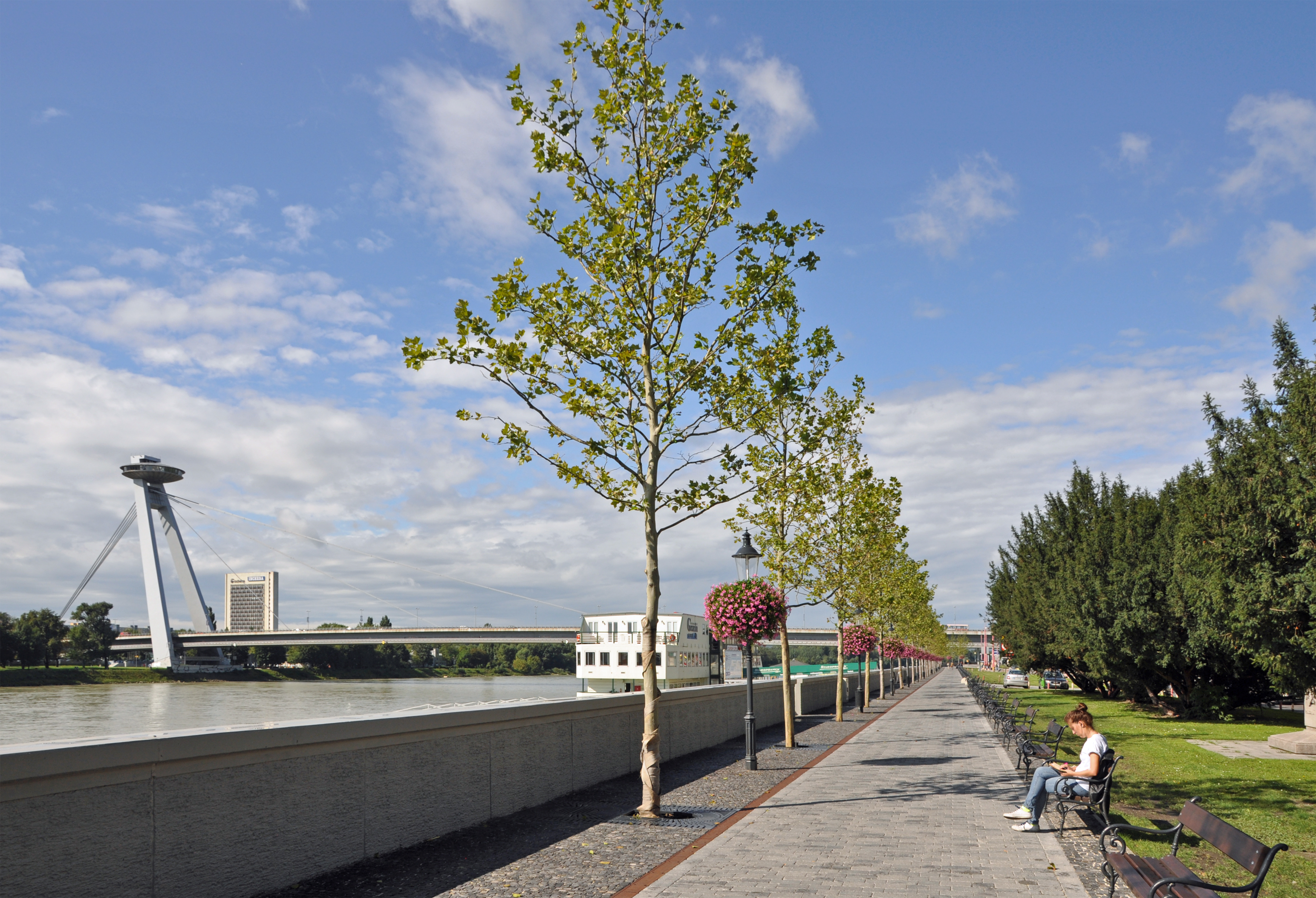
Sông Danube và Most SNP
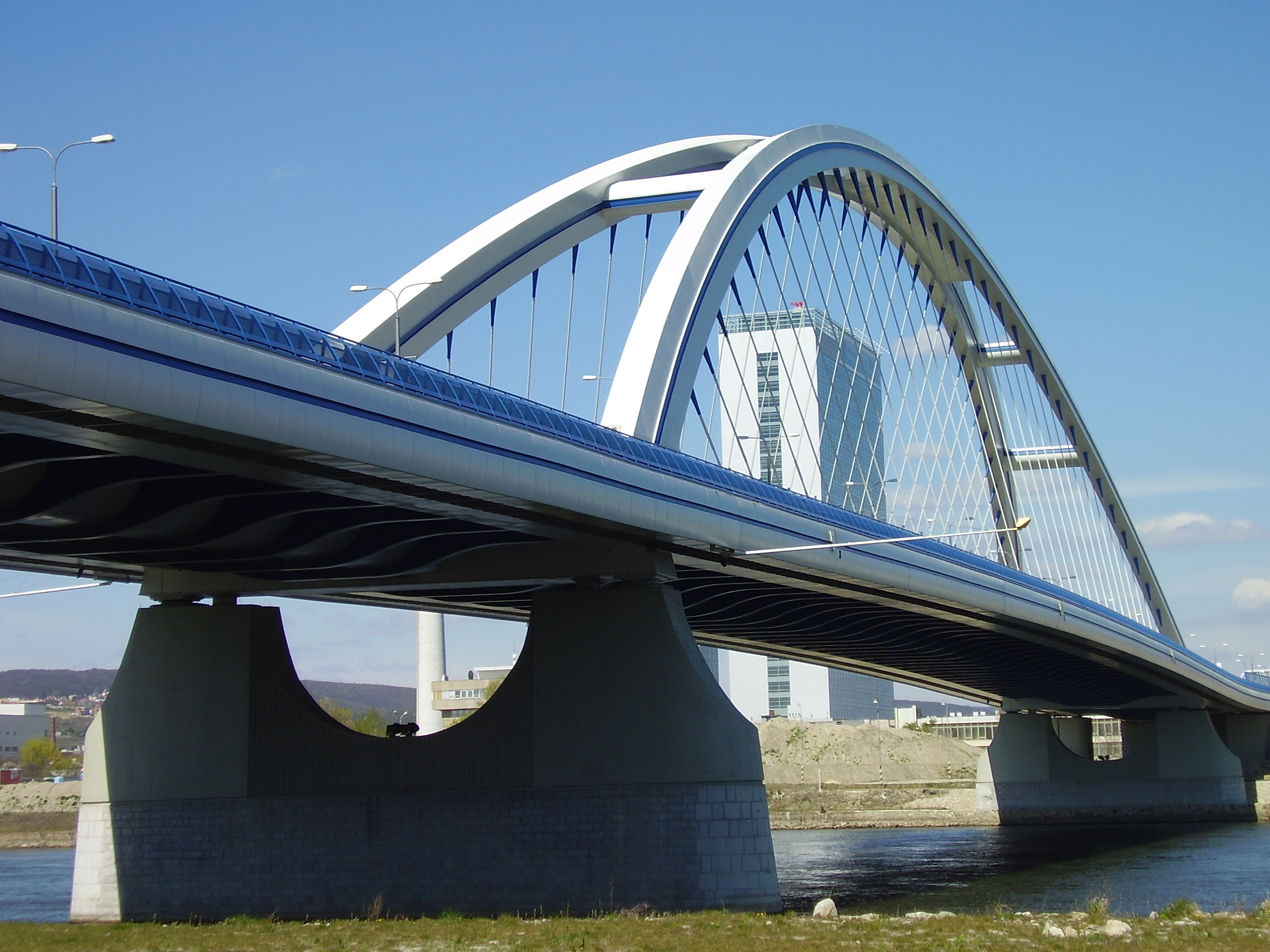
Cầu Apollo
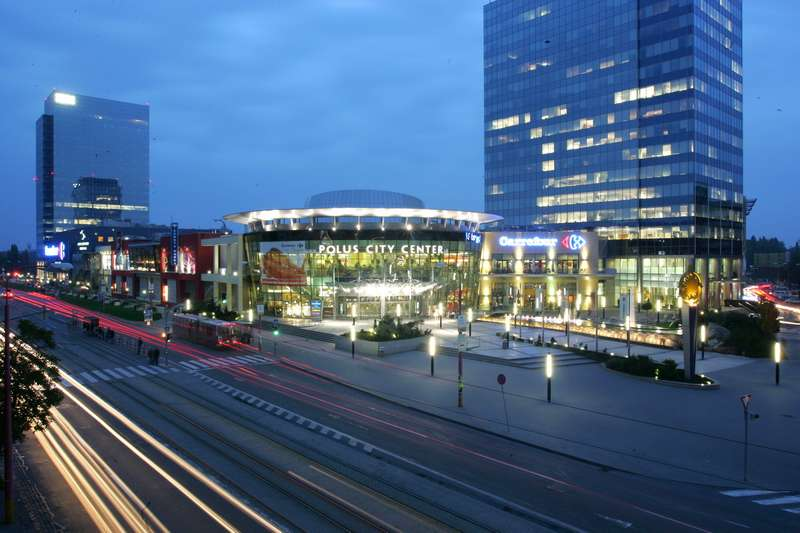
Trung tâm mua sắm trung tâm thành phố Polus
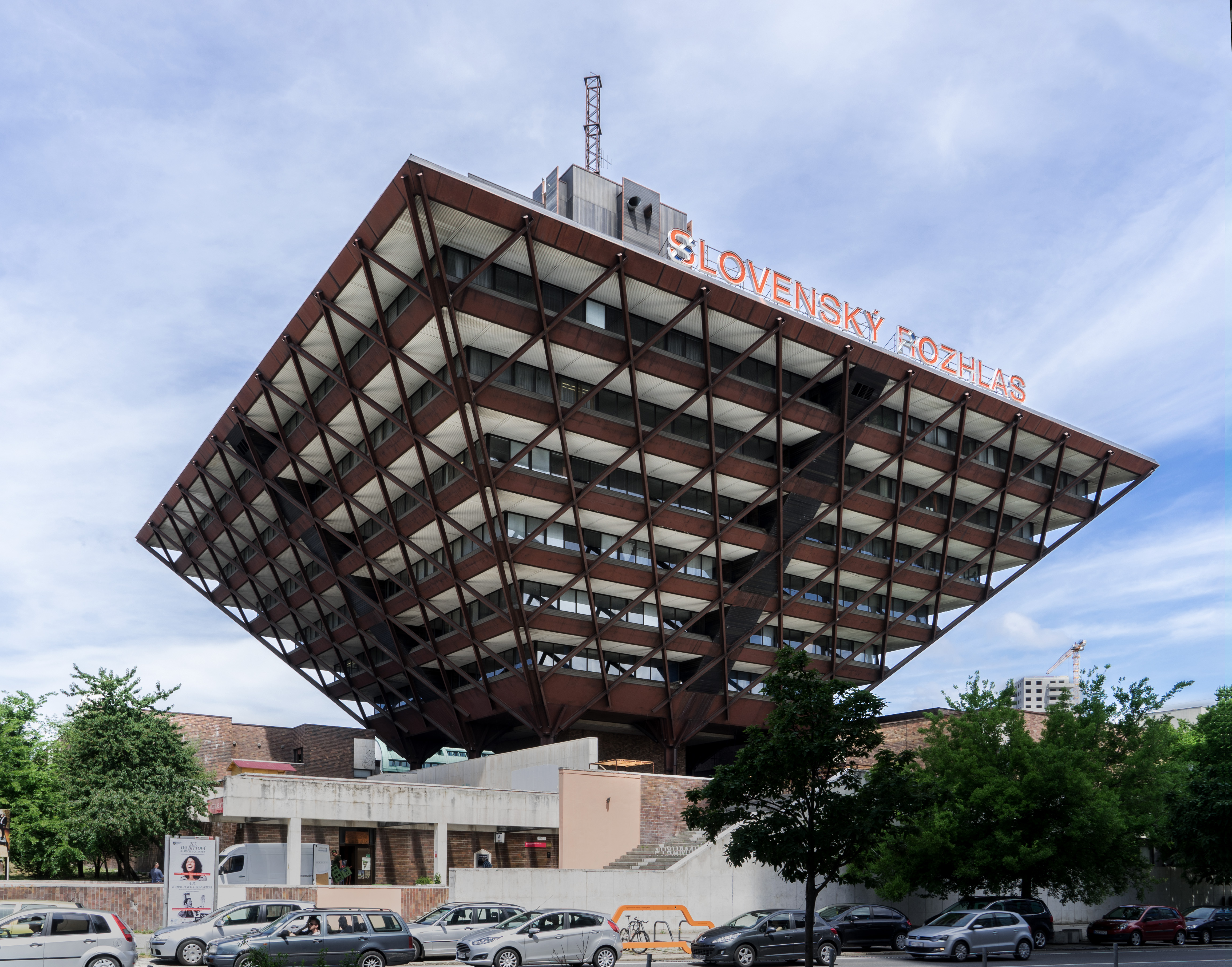
Toà nhà trụ sở Đài phát thanh Slovakia
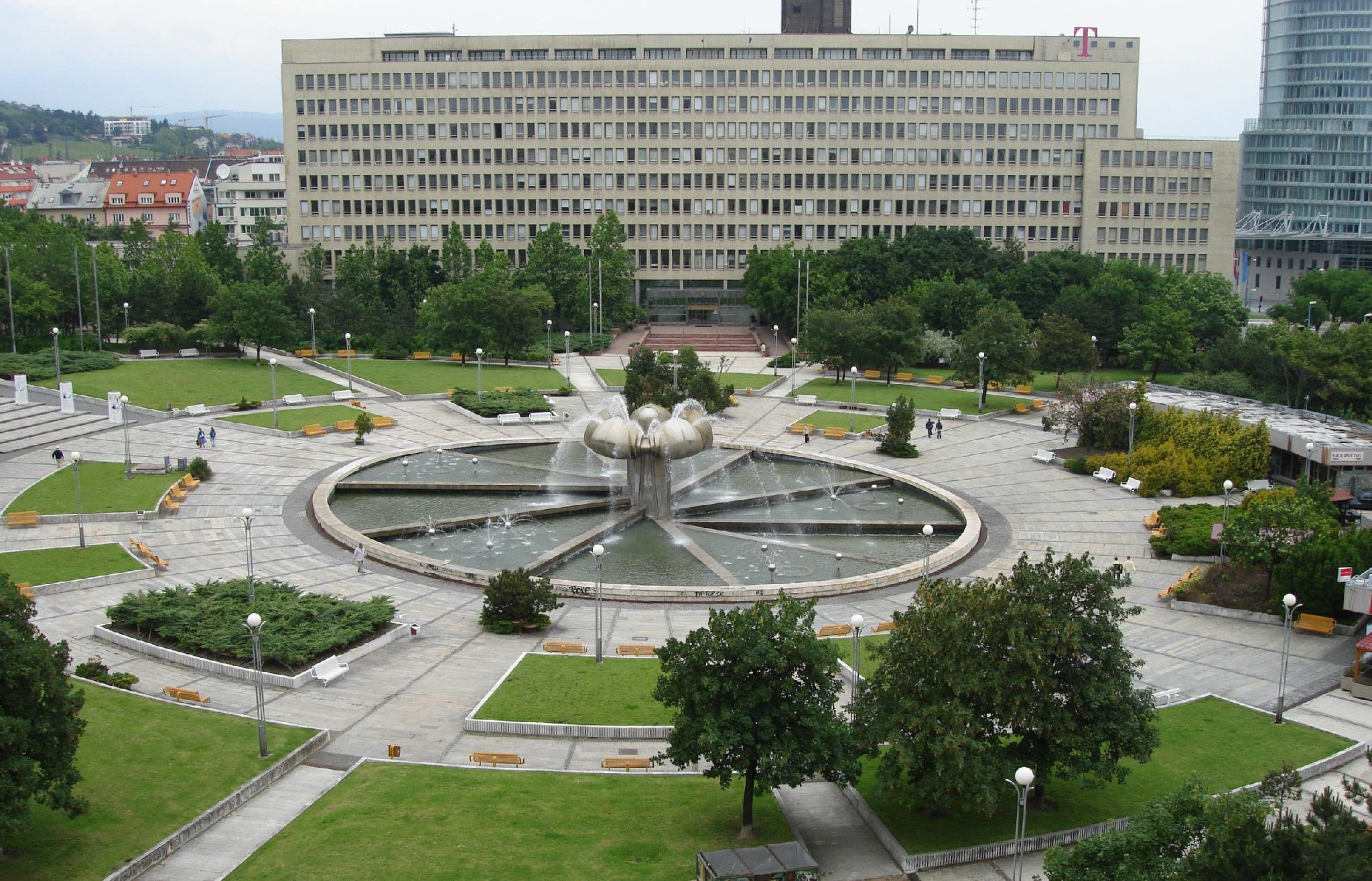
Quảng trường Tự do
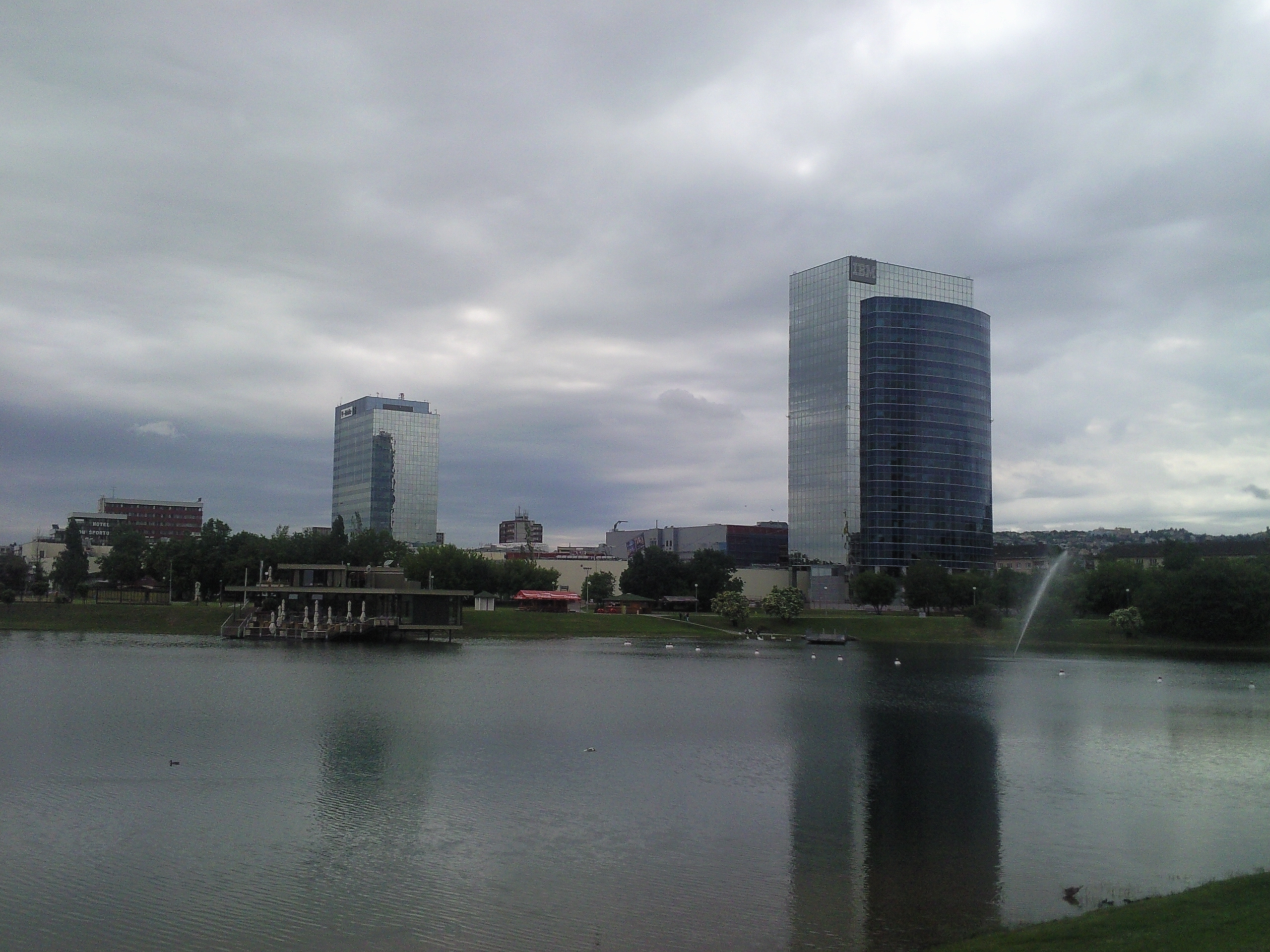
Hồ Kuchajda
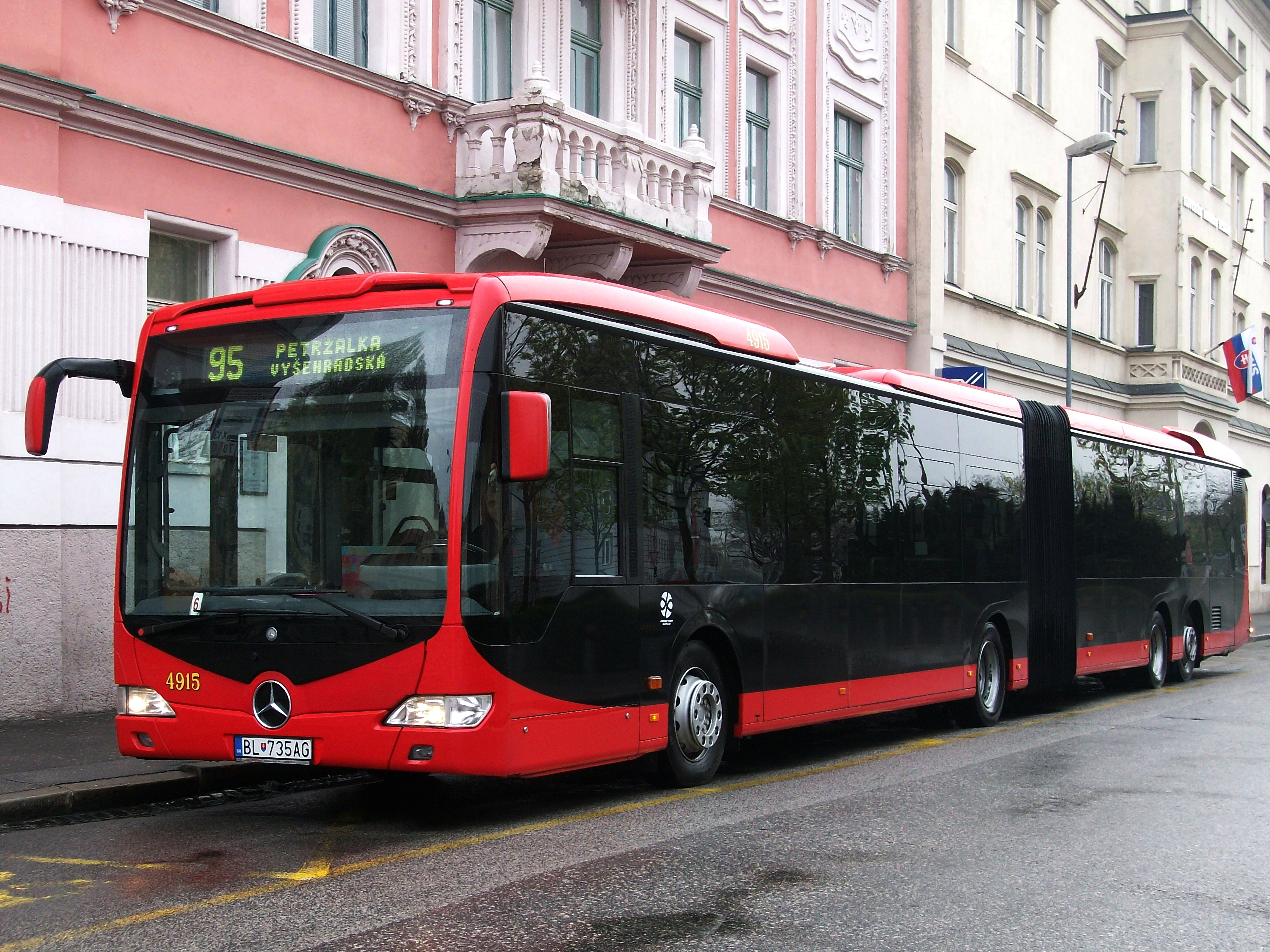
Xe buýt đỏ điển hình của Bratislava
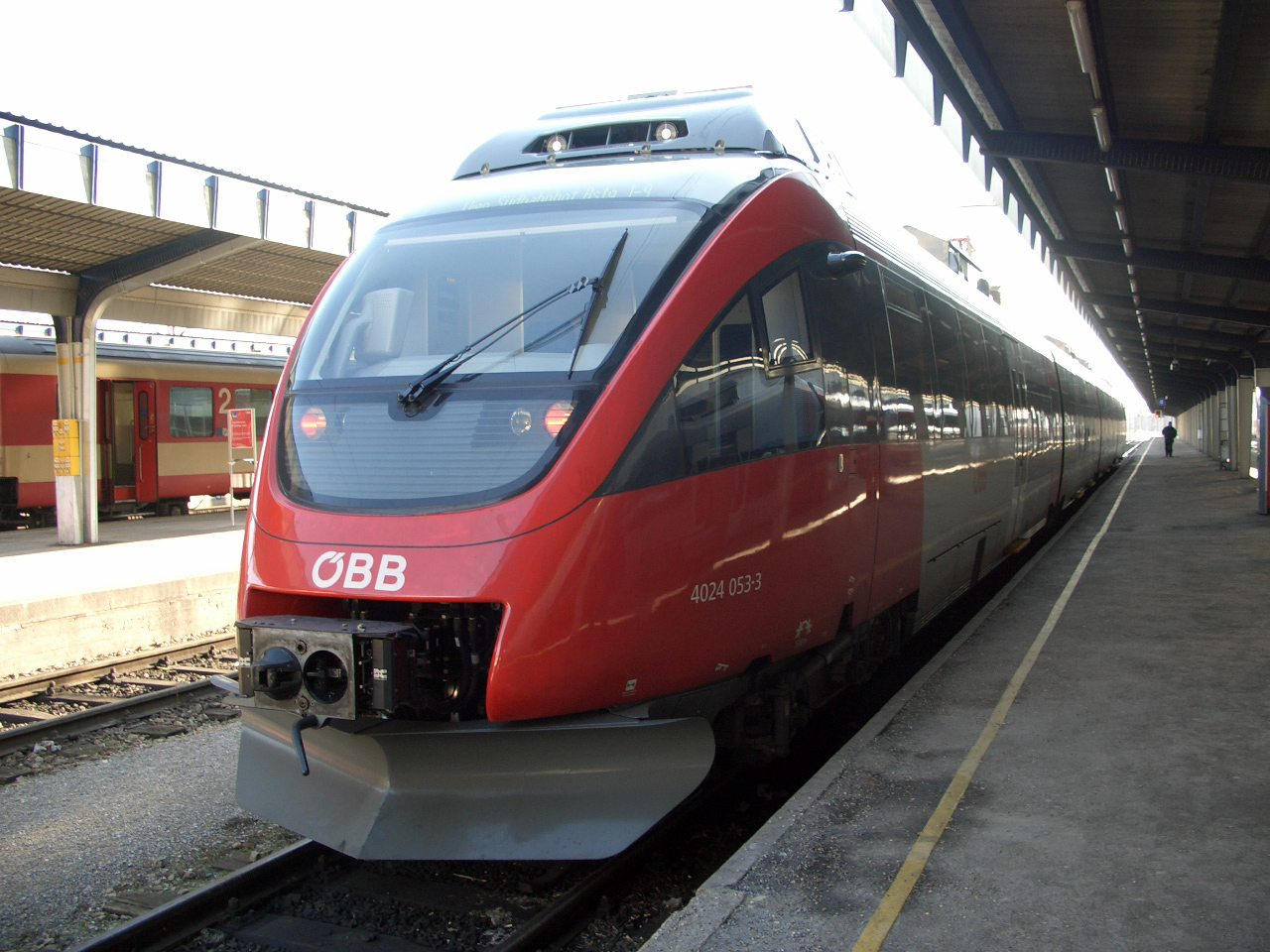
Tàu kết nối Bratislava với thủ đô Viên của Áo
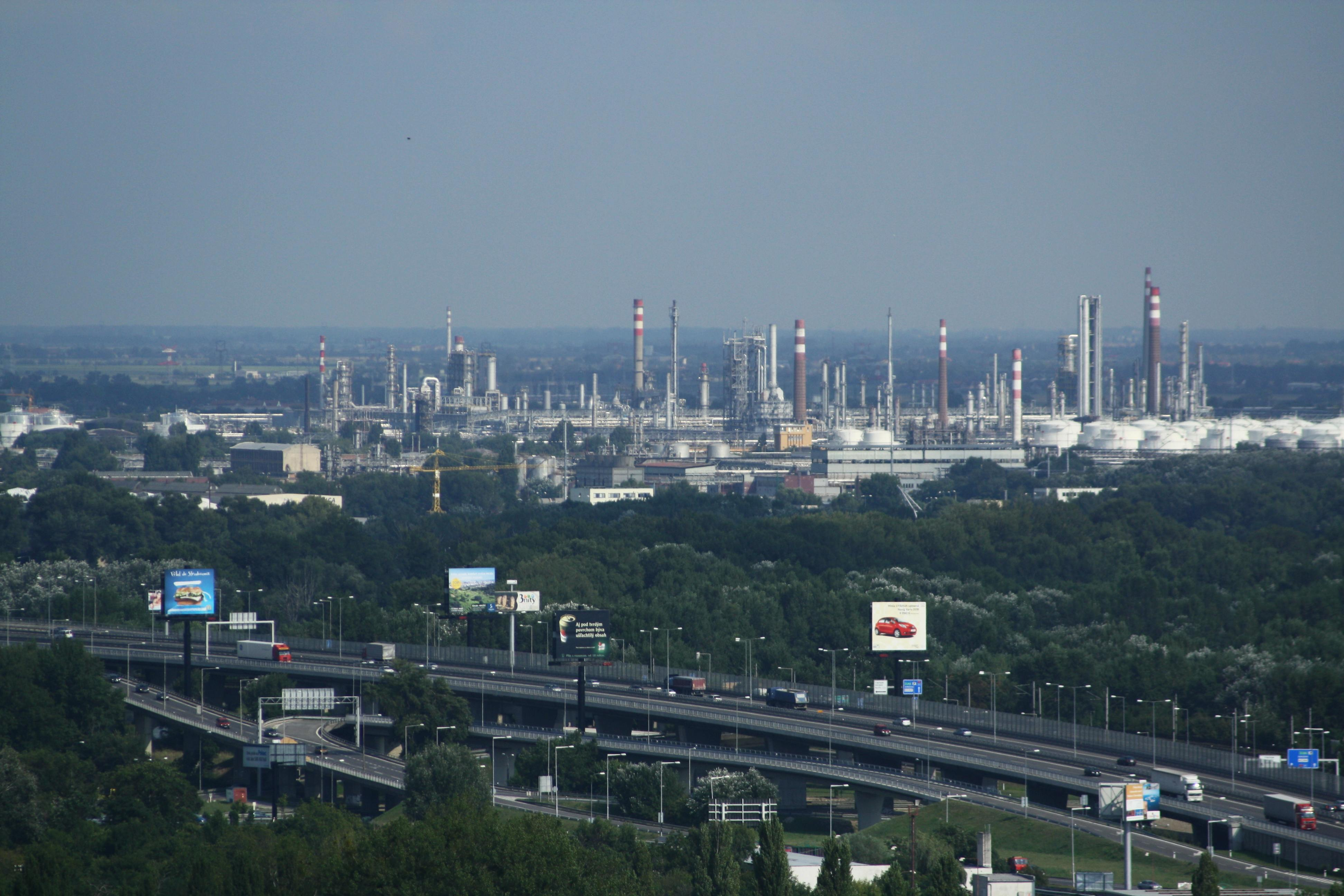
Nhà máy luyện Slovnaft tại Bratislava
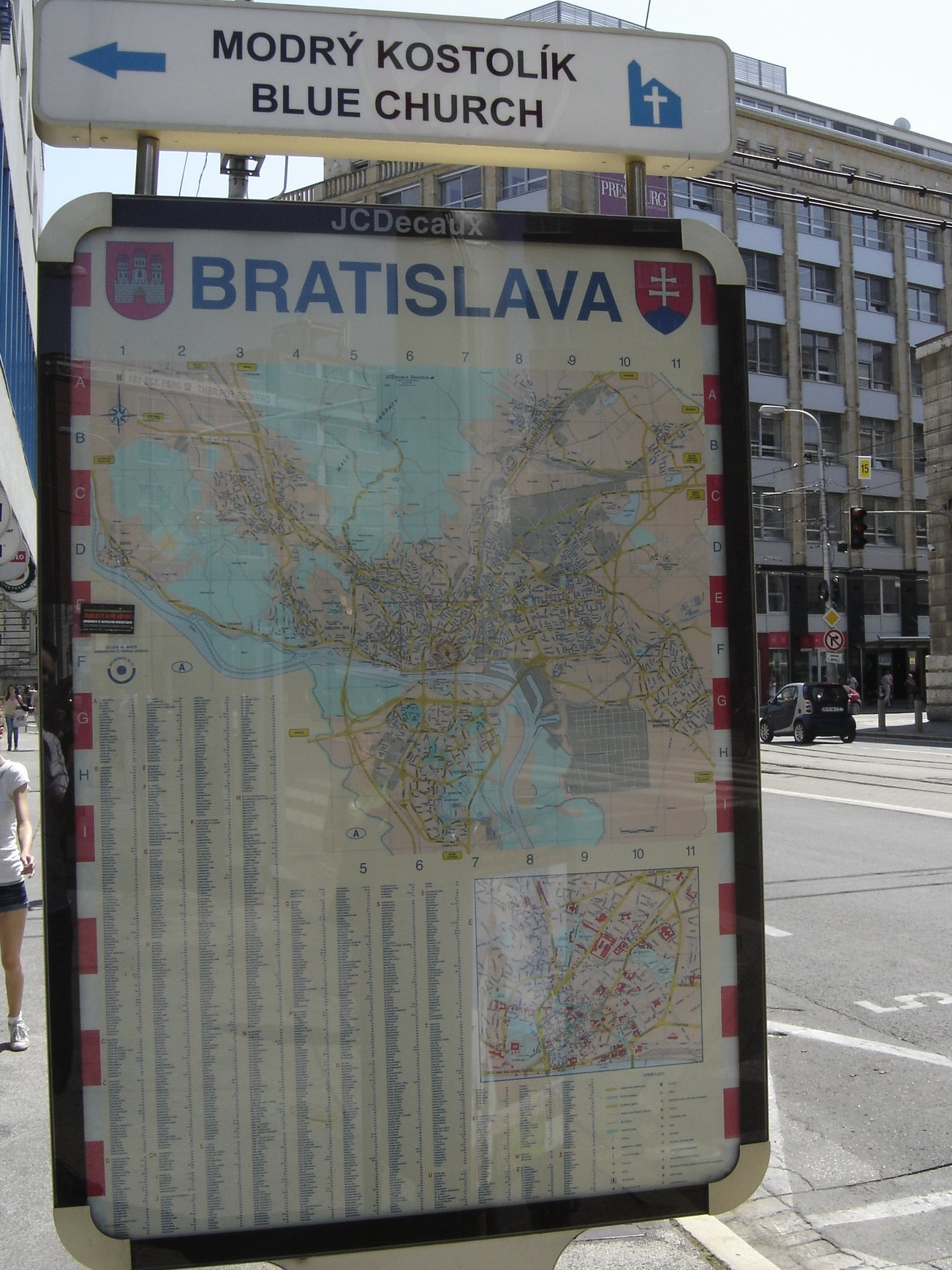
Bản đồ trung tâm thành phố Bratislava
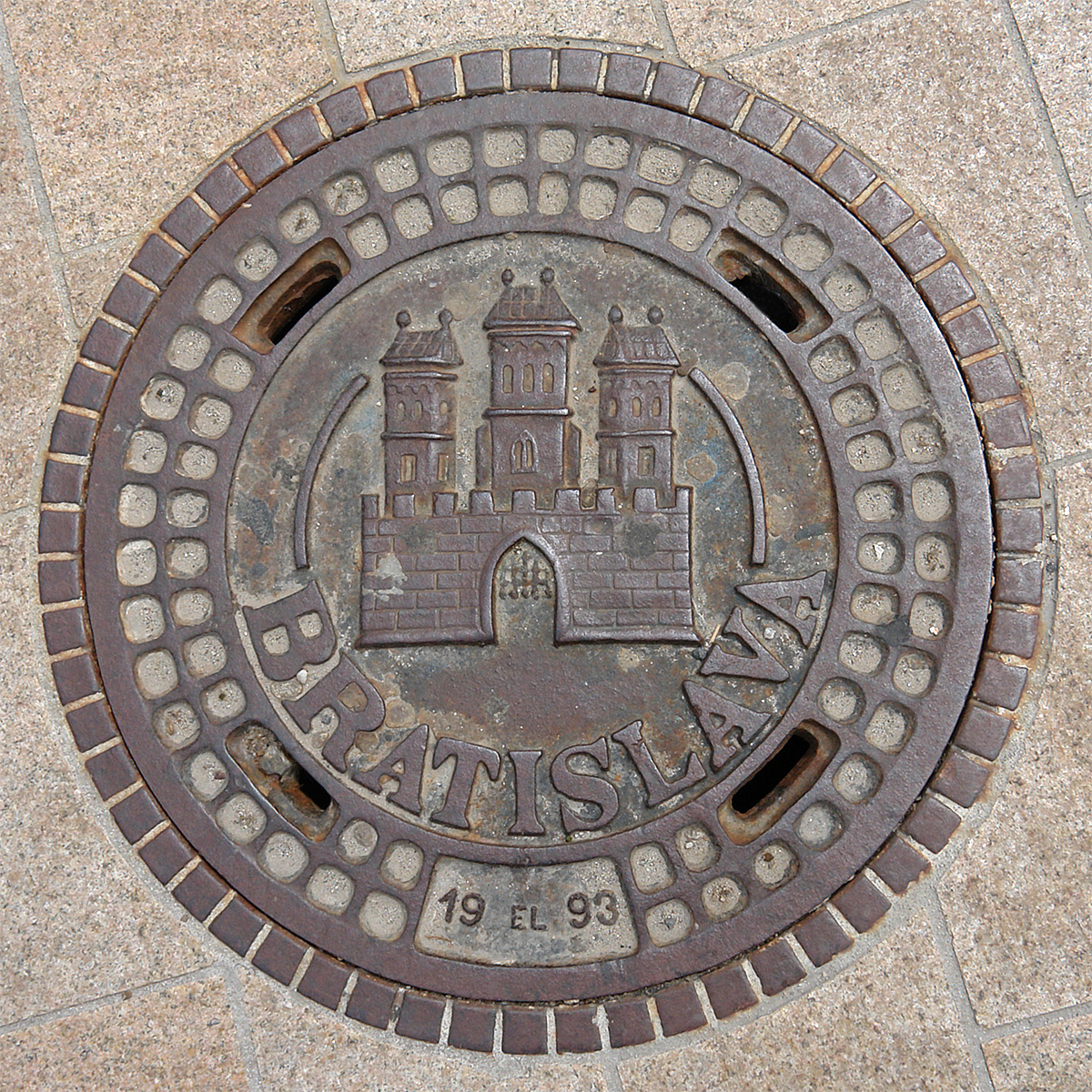
Nắp cống Bratislava

### Các trang chính thức
- Hướng dẫn Du lịch chính thức về Bratislava
- Cổng thông tin Du lịch Quốc gia Slovakia chính thức

### Thông tin về du lịch và cuộc sống
- Giao thông công cộng thành phố tại Bratislava Lưu trữ ngày 6 tháng 10 năm 2015 tại Wayback Machine
- Sự kiện của cộng đồng người nói tiếng Anh tại Bratislava Lưu trữ ngày 22 tháng 6 năm 2013 tại Wayback Machine

### Hình ảnh
- Chuyến đi Bratislava ảo Lưu trữ ngày 2 tháng 9 năm 2011 tại Wayback Machine